# Ucraina
L'Ucraina (pronunciato Ucraìna /ukraˈina/ o Ucràina /uˈkraina/; in ucraino Україна?, Ukraïna, [ukraˈjina]) è uno Stato dell'Europa orientale con una superficie di 603628 km² (576628 km² se si esclude il territorio della Crimea, occupato e annesso dalla Russia) in cui risiedono 36 744 636 abitanti al 2023 e la cui capitale, nonché città maggiore, è Kiev. Ha uno sbocco sul Mar Nero e sul Mar d'Azov a sud e confina con la Russia a est, con la Bielorussia a nord, con Polonia, Slovacchia e Ungheria a ovest e con Romania e Moldavia a sudovest.
Abitato fin dal paleolitico, il territorio ucraino fu la culla del Rus' di Kiev, il più antico fra gli stati slavi orientali. In seguito alla caduta di questa entità statale, il territorio fu conteso nei secoli da diverse potenze locali, finendo poi divisa tra la confederazione polacco-lituana e l'Impero russo. Membro fondatore dell'Unione Sovietica nel 1922, la Repubblica Ucraina ottenne la piena indipendenza nel 1991 alla caduta di quest'ultima. Nel 2014, in seguito a proteste popolari antigovernative e pro Unione europea nella capitale Kiev, si verifica uno stato di crisi con la Federazione Russa, culminato nell'annessione da parte di quest'ultima della Crimea e nella secessione delle Repubbliche separatiste di Donetsk e Luhansk. Nel febbraio 2022 la Russia, dopo aver riconosciuto formalmente l'indipendenza dall'Ucraina di queste due repubbliche, dà inizio a un'offensiva militare nei confronti dell'Ucraina.
L'Ucraina è uno Stato unitario con un sistema semipresidenziale e separazione dei poteri in legislativo, esecutivo e giudiziario. La nazione è membro dell'ONU, del Consiglio d'Europa, dell'OSCE, del GUAM e del triangolo di Lublino.
La lingua ufficiale è l'ucraino; molto diffuso nelle regioni orientali e nel sud è il russo, che nella Repubblica autonoma di Crimea è anche lingua ufficiale assieme al tataro di Crimea.
L'Ucraina è un Paese in via di sviluppo, e si posiziona al 84º posto nell'indice di sviluppo umano. È uno dei Paesi più poveri d'Europa per PIL pro capite e la corruzione risulta molto diffusa. Tuttavia, grazie alla presenza di estese pianure fertili, l'Ucraina è uno dei maggiori esportatori di grano al mondo.

## Etimologia
Il toponimo Ucraina deriva dalla lingua slava orientale antica u-kraina, formato da u ("presso") e kraina ("confine"), dalla radice slava kraj (limite, bordo). Quindi la parola ucraina significa "marca", "regione di confine".
Inizialmente il termine era applicato ai confini fortificati dei diversi principati della Rus' di Kiev senza una specifica fissazione geografica e il primo utilizzo documentato appare nel Codice ipaziano in riferimento all'anno 1187 e in connessione con la morte di Vladimir Glebovič, sovrano del Principato di Perejaslavl, che costituiva la regione di frontiera sud-orientale della Rus' e la cui linea di fortezze lungo il fiume Sula fungeva da scudo militare contro le incursioni dei Poloviciani.
Il Codice Ipaziano afferma che «nell'ucraina si gemette per lui» (ѡ нем же ѹкраина много постона - O nem že ukraina mnogo postona). Nello zarato russo il termine venne adoperato dall'inizio del XVI secolo in riferimento alla regione a ridosso della linea fortificata che si estendeva sulla frontiera sud-orientale (come protezione dalle incursioni dei tatari) per diverse centinaia di chilometri, dalle foreste di Brjansk a Perejaslavl' Rjazanskij (Переяславль Ряэанский), nella parte meridionale dell'alto bacino del fiume Oka.
La conversione in nome proprio avvenne a partire dal XVII secolo quando, nel Regno polacco-lituano, i cronisti cominciarono a usare il termine in riferimento al territorio sud-orientale, dalla Podolia al Dnepr, per la sua funzione di confine con il mondo nomade tataro del sud. Per esempio, il cronista polacco Samuel Grądzki, che scrisse della rivolta di Chmel'nyc'kyj nel 1660, spiegò la parola "Ucraina" come il nome della terra situata al confine del Regno polacco. Nella legislazione russa del XVII secolo appaiono poi termini come la "Piccola ucraina russa" oppure "l'ucraina detta Piccola Russia" in riferimento alla regione sulla riva sinistra del medio Dnepr, mentre quella sulla riva destra era chiamata "Ucraina polacca".

## Storia
Il territorio dell'attuale Ucraina è abitato all'incirca dal 32 000 a.C., in piena età paleolitica; durante il Medioevo, la regione fu il punto centrale della cultura degli slavi orientali, con la federazione tribale del Rus' di Kiev che costituì la base dell'identità ucraina.

### La fondazione e il principe Oleg di Kiev

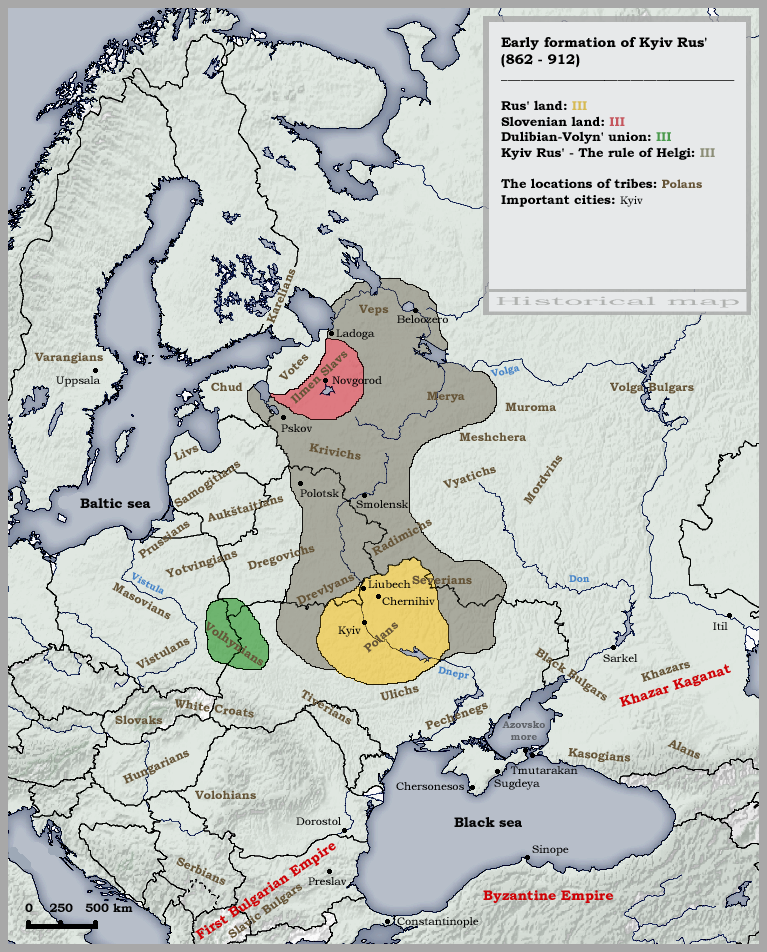
Terra di Rus e Rus' di Kiev nell'862—912, sotto Askold e Dir, e Oleg di Kiev

Nel 882 il principe variago (vichingo) Oleg di Kiev arriva a Kiev, uccide Askold e Dir, i Variaghi del gruppo di Rjurik che erano già lì, conquista la città e, secondo la Cronaca degli anni passati "Si proclama il principe di Kiev e dice "Questa è la madre delle città di Rus' ".
Oleg è considerato la prima figura storicamente accertata sul trono di Kiev e per questo è considerato il fondatore della Rus' di Kiev. Il termine Rus' significa "uomini che remano" e fu assegnato ai principi variaghi e alle terre che governavano. Questo significa che le terre intorno a Kiev, Perejaslav e Černihiv, le città ucraine del Dnepr, formavano un triangolo che in origine era conosciuto come la Terra della Rus'. La tribù dei Poliani di Kiev, che abitava questa regione, adottò per sé il nome Rus' dai Variaghi intorno al IX secolo. In seguito, in senso più ampio, iniziarono a usare il termine "Rus" per indicare tutti i territori sotto l'egemonia dei Gran Principi di Kiev, anche se per tutta l'esistenza della Rus' di Kiev, la terra di Rus' continuò a riferirsi principalmente alle terre dell'Ucraina del Dnepr, il suo terra del cuore e nucleo. L'élite variago si assimilò rapidamente alla popolazione locale. Sotto la guida di Oleg comincia il periodo della crescita del Regno kievano che durò per un secolo. 

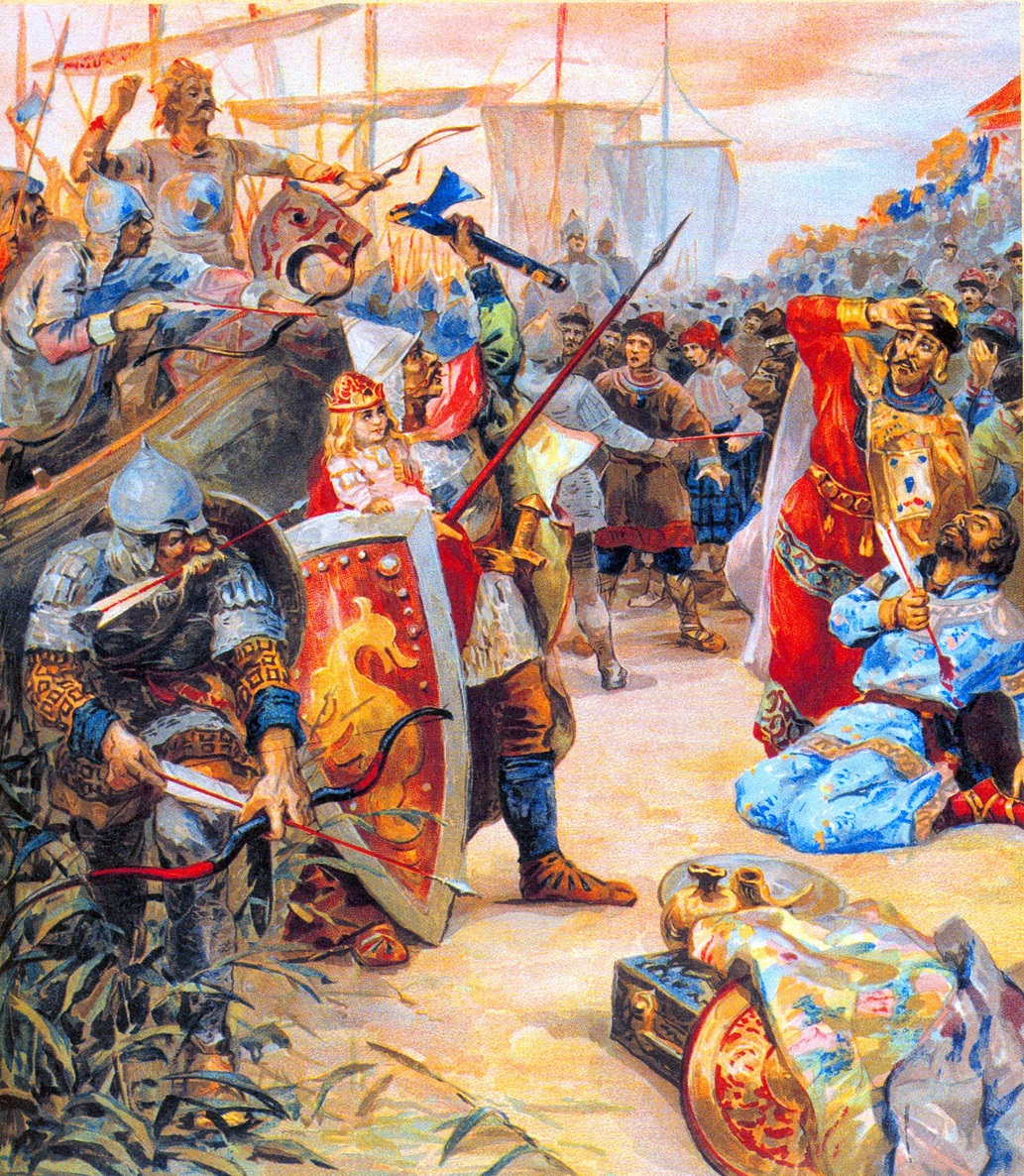
Oleg di Kiev uccide Askold e Dir sulle rive di Dnipro

Oleg iniziò a raccogliere tributi da varie tribù subordinate a Kiev. Tra l'883 e l'885 assoggettò altre tribù, come i Drevljani, gli Siverjany e i Radimichi.
Le più lontane tribù del sud sono state conquistate nel 890. Nel 890 attacca l'Impero bizantino e nel 911 li forza di firmare trattato che esonerava i mercanti di Rus' dai dazi doganali e gli dava un posto di residenza durante le loro missioni di affari a Costantinopoli (Istanbul).
Kiev diventa il centro del commercio dell'Est Europa, Podil, il distretto di Kiev che esiste ancora, era pieno di mercanti che passavano per Dnipro sulla via verso il Mar Baltico. Oleg estese l'Impero kievano e contenne i nemici dell'area, i Cazari e i bizantini.

### Igor di Kiev
Nel 912 Oleg morì e sul trono salì il principe Igor' di Kiev. Igor faticò a mantenere la posizione di Rus' di Kiev. A nord dalla capitale le tribù dei Drevljani e Ulichiani si ribellarono a causa dell'alta tassazione. I Peceneghi tornano nelle steppe ucraine e spesso attaccavano il regno kievano. Le relazioni con Costantinopoli peggiorarono e Igor lì attaccò nel 994, tuttavia l'esercito di Rus' fu sconfitto e Igor firmò un altro trattato che vide la posizione di Kiev meno favorevole che in precedenza. Igor venne ucciso dalla tribu dei Drevljani durante un viaggio per raccogliere i tributi.

### Santa Ol'ha di Kiev

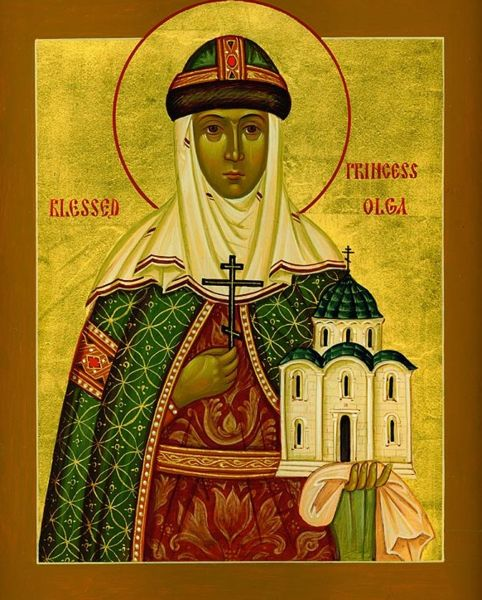
Santa Ol'ha/Helga di Kiev

Prima di salire al trono Igor sposò una donna variaga, Olga, che salì al trono dopo la sua morte e divenne così la prima donna a regnare sulla Rus' di Kiev. Il suo regno durò dal 945 al 962, quando il figlio Svjatoslav I di Kiev compì ventuno anni.
Nonostante la conversione al cristianesimo di Olga, nessuno dell'elité variaga si convertì, continuando a seguire i riti pagani.

### Sviatoslav (Sveinald) I di Kiev
Nel 962 a 21 anni il figlio di Igor e Olga, Sviatoslav (Sveinad in norreno), salì al trono del Regno kievano, riprese la politica espansionista di Oleg di Kiev e concentrò le sue attenzioni verso il nord e l'est, portando l'ultima tribù slava dell'est europeo, i Viaticiany, sotto il potere di Rus'.
Nel frattempo quando il khanato di Khazar fatica con i Pecheneghi e Sviatoslav, invece di ascoltare le richieste di aiuto di Kazari, nel 967 li attacca e cattura il loro territorio. Nello stesso anno Sviatoslav I sottomette la Bulgaria del Volga.
Le ambizioni di Sviatoslav comprendevano i Balkani, popolati dai Bulgari e l'Impero bizantino. Le ambizioni che però sono rimaste tali perché nel 971 deve firmare l'accordo di pace con i bizantini che non era molto favorevole per la Rus' di Kiev.
Il principe muore assassinato nel 972, sulla via di ritorno verso Kiev, nell'imboscata fatta dai peceneghi. I peceneghi sapevano dei movimenti di Sviatoslav I probabilmente dai bulgari o/e i bizantini.
Dopo la morte di Sviatoslav I dall'anno 972 - 1132 l'Impero kievano entra in una fase di consolidamento del potere sui territori in possesso, in questo processo si evidenziano in particolare tre leader: Volodymyr il Grande, il suo figlio Yaroslav il Saggio e Volodymyr Monomah.

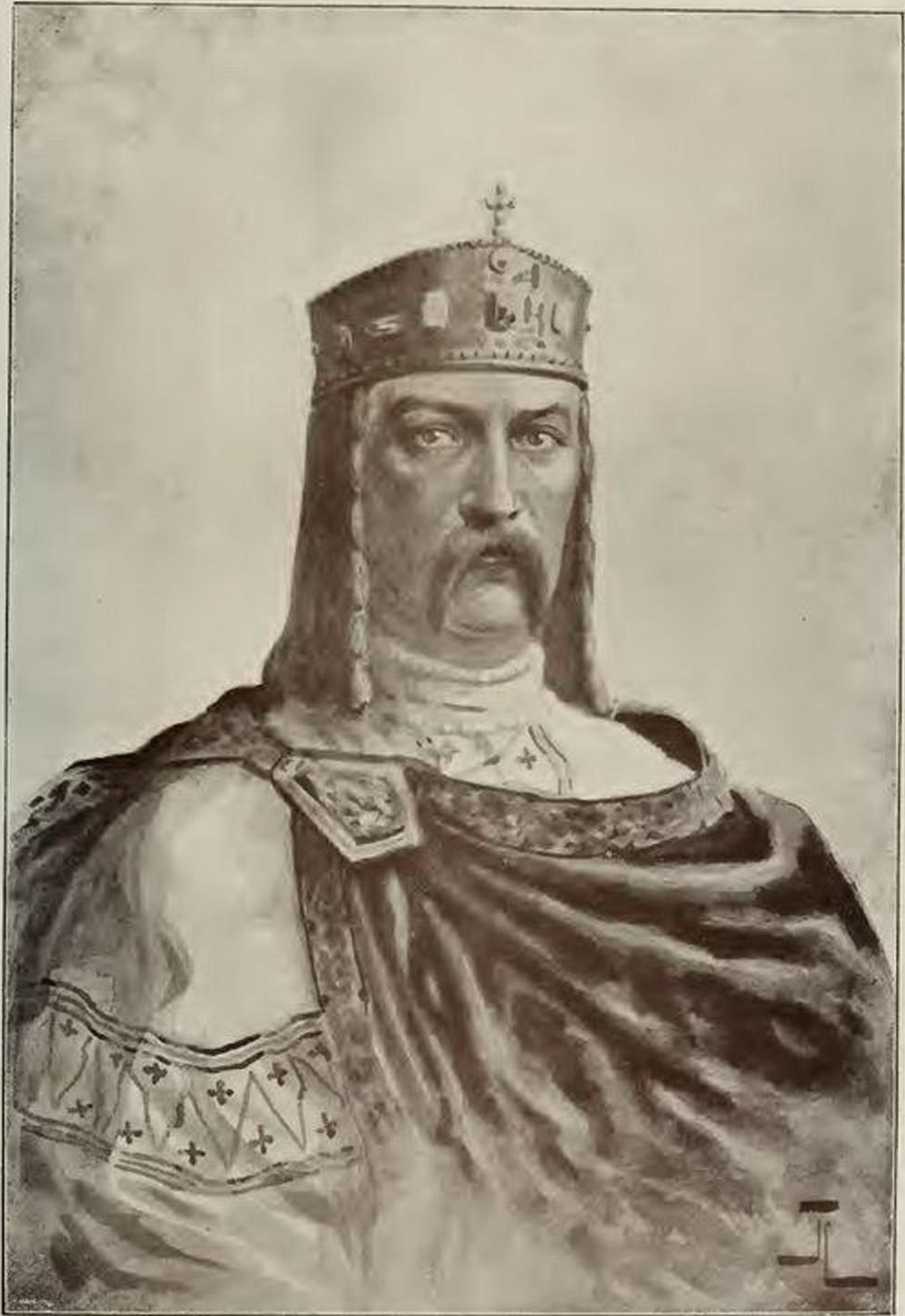
Volodymyr I di Kiev, o il Grande, il principe della Rus' di Kiev

### Vladimir I di Kiev
Vladimir I di Kiev (o san Volodymyr) fu il principe di Kiev dal 979—1015; prima di regnare dalla capitale regnò a Novgorod dal 970—988. Sotto il suo regno si completò la conversione della Rus' di Kiev al cristianesimo.
il figlio di Sviatoslav I di Kiev, il nipote di Santa Ol'ha.

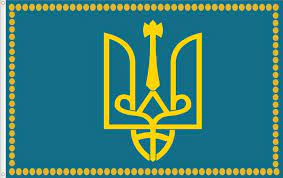
La bandiera della Rus' di Kiev sotto il regno di Volodymyr I di Kiev (detto anche Volodymyr il Grande)

Volodymyr ha esteso i confini del Regno kievano e l'ha fatto diventare uno degli stati più potenti dell'Est Europa.
Unificò le tribù slave orientali e rafforzò le frontiere con una serie di campagne militari contro vicini come i Polacchi, i Vjatici, i Radimichi, gli Jatvingi, i Khazari e i Bulgari del Volga.
Difese la Rus' dai nomadi Peceneghi, costruendo linee di fortificazioni e città fortificate.
Ha convertito la Rus' di Kiev al cristianesimo orientale. Volodymyr era interessato a rafforzare le connessioni diplomatiche e commerciali con l'Impero bizantino e a consolidare il proprio potere e l'unione del regno kievano attraverso un'unica fede.

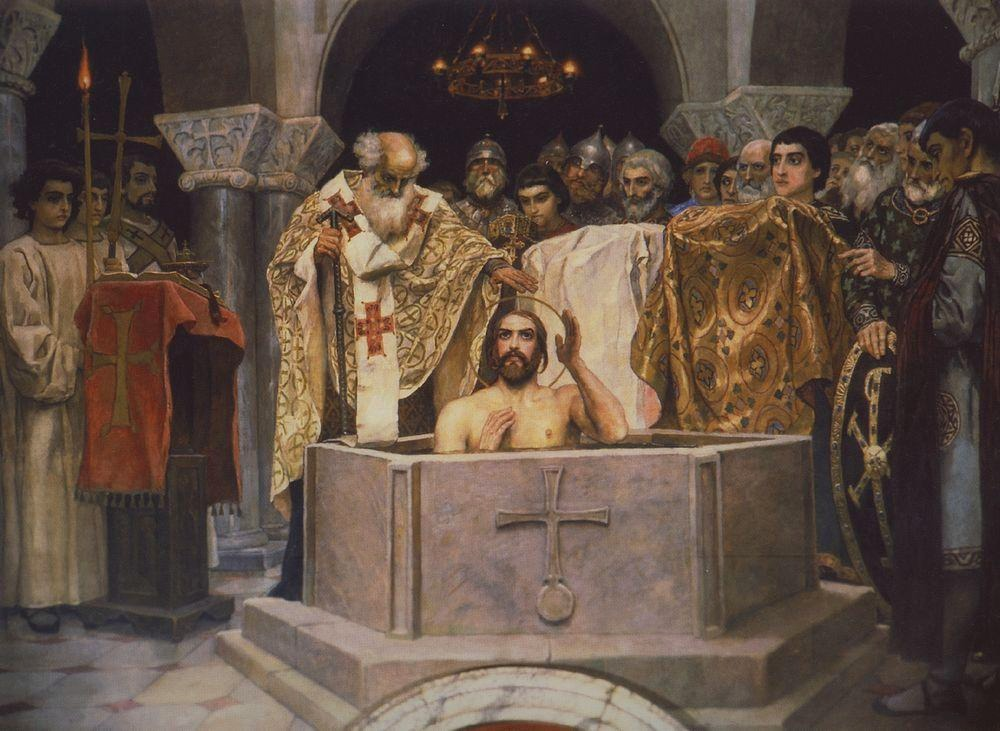
L'affresco del battesimo di Vladimir I di Kiev

987 Volodymyr manda diverse migliaia di guerrieri per aiutare l'imperatore bizantino, Basilio II, a mantenere il suo trono minacciato dalle rivolte interne. Nel cambio l'imperatore gli promette la mano della sua sorella Anna a condizione che sia lui che i suoi sudditi si convertono al cristianesimo. Nel 988 Volodymyr cattura il Khersones, in Crimea, probabilmente per forzare l'imperatore bizantino a mantenere la promessa, e dopo il matrimonio lo consegna a Basilio ll. Nel 990 Volodymyr ritorna a Kiev con la sua nuova moglie.

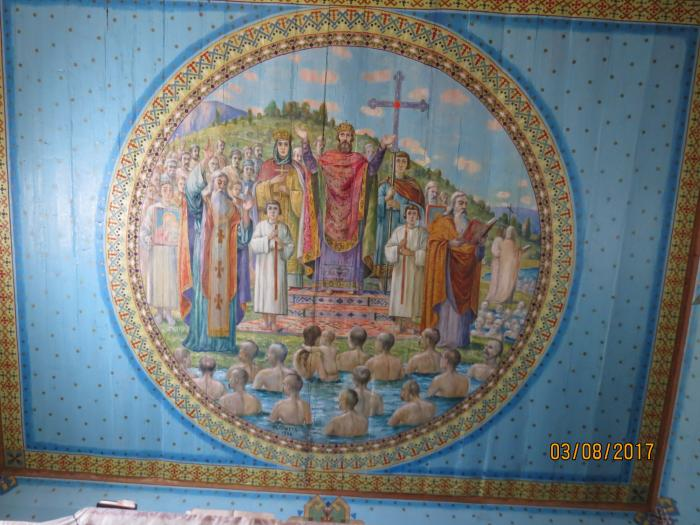
L'affresco "battesimo della Rus' di Kiev" nella chiesa della Dormizione di Sant'Anna

### Il battesimo della Rus' di Kiev
Il battesimo di massa dei cittadini di Kiev, per decisione del principe Volodymyr I, avvenne nell'agosto 988, segnando l'inizio della cristianizzazione della Rus' di Kiev, la popolazione rimanente della Rus' fu lentamente convertità in seguito, a volte con la forza.
Il periodo fu segnato dallo sviluppo dell'arte e delle scienze. Durante il regno di Volodymyr furono costruite le prime scuole e chiese, tra cui la chiesa delle Decime a Kiev.
La Rus' di Kiev sviluppò relazioni politiche e culturali con Bisanzio, la Bulgaria e la Germania. I rapporti con la Polonia migliorarono dopo che il figlio di Volodymyr, Sviatopolk I, sposò la figlia del principe Boleslao I di Polonia nel 992. 

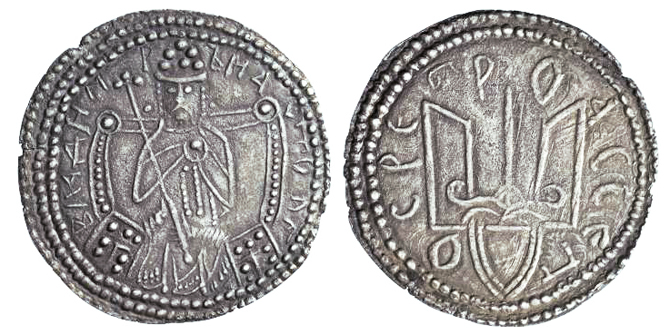
Le monete con il ritratto di San Volodymyr I di Kiev

Volodymyr fu il primo dei principi di Rus' a iniziare a coniare la propria moneta d'oro. Ha fondato la città di Volodymyr. Ha utilizzato il segno del "tridente" come il simbolo della Rus' di Kiev, che in seguito è diventato lo stemma dell'Ucraina.

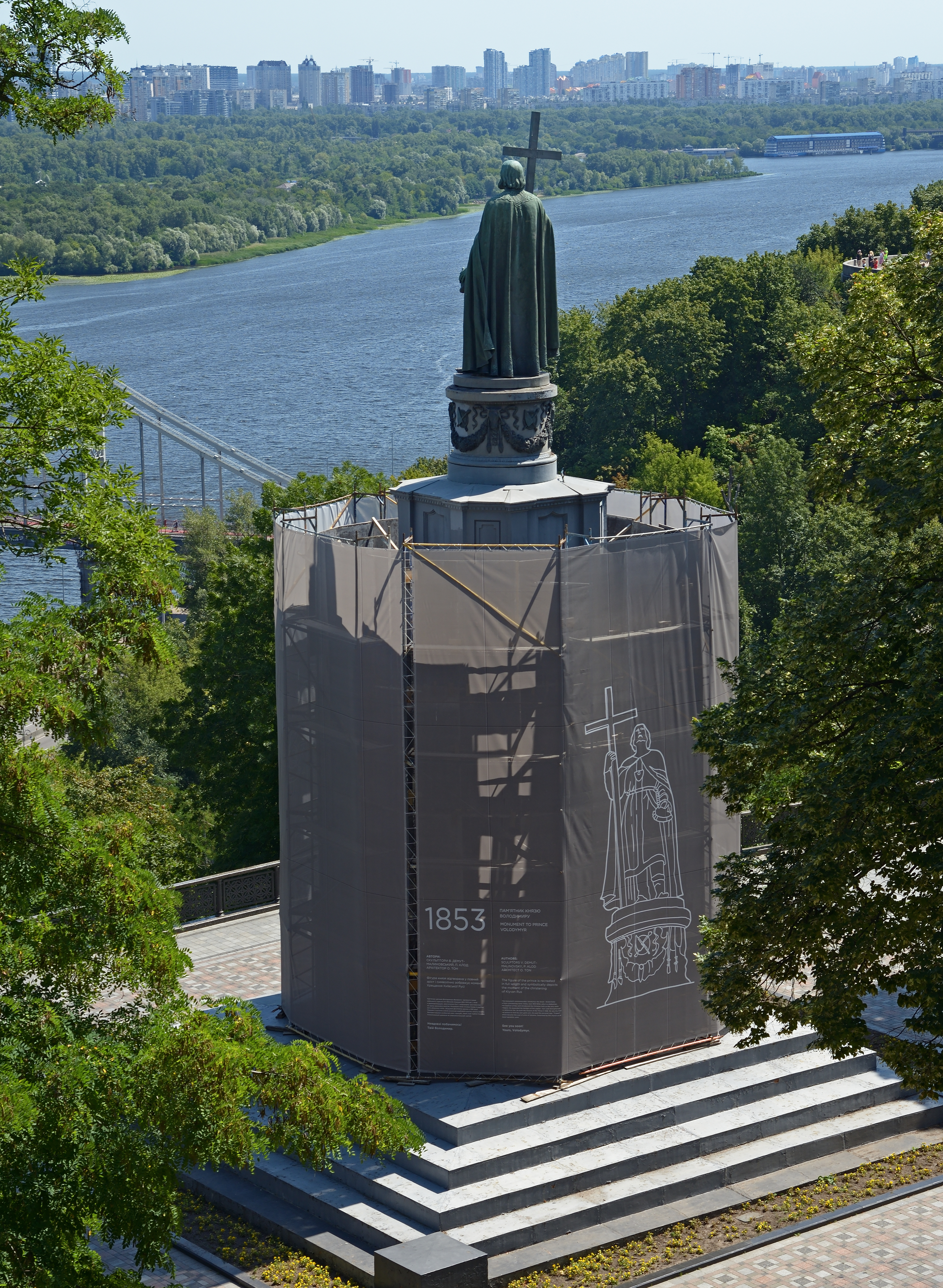
Il monumento a San Vladimir sopra il fiume Dnipro, protetto dai bombardamenti russi. Kiev, 2022.

Volodymyr ricevette emissari papali nel 986, 988, 991, 992 e 1000 e inviò i propri inviati a Roma nel 993 e 1001. Verso la fine della sua vita i suoi figli Sviatopolk I e Jaroslav I di Kiev sfidarono il suo governo. Dopo aver sconfitto Sviatopolk I, Volodymyr morì mentre preparava una campagna contro Jaroslav e fu sepolto nella chiesa delle Decime. Morì nel Palazzo Berestovsky vicino a Kiev.
L'icona di San Volodymyr con il tridente è esposta nella basilica di San Pietro in Vaticano. Il tridente ucraino è l'unico simbolo nazionale esposto nella basilica di San Pietro. Fu canonizzato dalla chiesa ortodossa e quella cattolica dopo il 1240.

### Jaroslav I di Kiev o Jaroslav il Saggio
Jaroslav sconfisse definitivamente i Peceneghi nel 1036. Le steppe furono allora invase dal popolo dei Cumani. In conseguenza delle continue invasioni di popolazioni nomadi di lingua turca (Peceneghi e Cumani), che compivano razzie ai danni dei Rus', le popolazioni slave migrarono a nord, verso le più sicure foreste ma abitate dalle popolazioni uraliche (ugro-finniche).
All'inizio del XII secolo la regione conobbe un periodo di decadenza. Probabilmente a causa di tassazioni troppo elevate, di conflitti tra i nobili e dei reiterati attacchi dei popoli nomadi confinanti, molti abitanti abbandonarono la regione per colonizzare altre terre che si trovavano a nord est, lungo il Volga, abitate da popolazioni (ugro-finniche). I tentativi dei sovrani di arginare il declino demografico introdussero nel territorio alcune popolazioni delle steppe circostanti, che, precedentemente nomadi, iniziarono ad assumere uno stile di vita più stanziale.
A partire dal 1054 la Rus' di Kiev si disgregò in principati indipendenti. L'odierna Ucraina risultò divisa fra i principati di Galizia, Volinia o Vladimir Volinskji, Černihiv, Novgorod Severskji, Perejaslav e Kiev. Per la prima volta apparve il nome di Ucraina, usato per indicare il territorio soggetto al principato di Perejaslav.
A seguito della frammentazione nel XIII secolo e l'invasione mongola, l'unità territoriale crollò e l'area fu contesa, divisa e governata da diverse potenze, inclusa la Confederazione polacco-lituana, l'Austria-Ungheria, l'Impero ottomano e il suo stato vassallo russo. Durante i secoli XVII e XVIII, emerse e prosperò un etmanato cosacco, ma il suo territorio fu infine diviso tra la Polonia e l'Impero russo. 

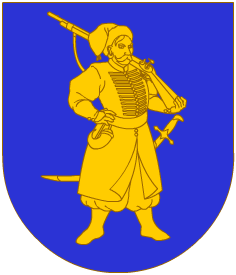
Lo stemma dell'Etmanato cosacco

Nel 1775 Sič di Zaporižžja, l'ultimo centro dei cosacchi ucraini, fu distrutto dalle truppe russe. Una parte dei cosacchi fuggì attraverso il Danubio, l'altra parte fu reinsediata nel Kuban' e i contadini ucraini divennero servi dei nobili russi. Il famoso poeta ucraino Taras Ševčenko soffrì di questo fenomeno, ma anche dopo l'abolizione della servitù della gleba nell'impero russo nel 1861, la politica di russificazione continuò, uno degli episodi più famosi di questa politica fu l'Ukaz di Ems.

### Storia moderna, RPU e RPUO
La storia moderna dell'Ucraina come entità politica inizia nel 1917 con la creazione della Repubblica Popolare Ucraina (RPU). La formazione della RPU avvenne durante il periodo di caos che seguì la Rivoluzione russa, quando l'Impero russo crollò. L'indipendenza totale fu proclamata il 22 gennaio 1918. La RPU fu guidata da Mychajlo Hruševs'kyj e affrontò la guerra contro le forze bolsceviche e l'occupazione tedesca.
Parallelamente agli eventi nella RPU, nel novembre 1918, fu proclamata la Repubblica Popolare dell'Ucraina Occidentale (RPUO), con capitale a Leopoli.

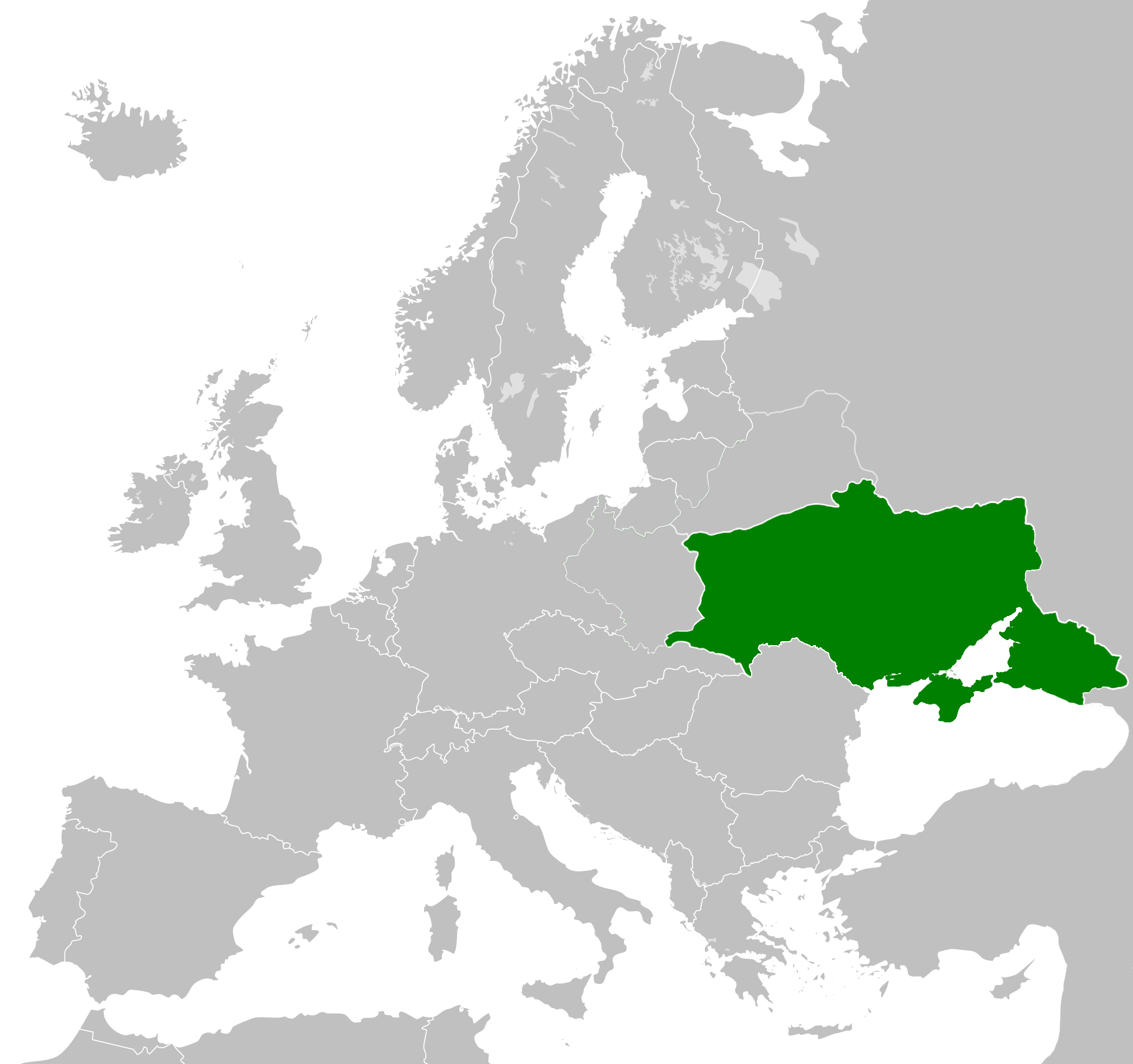
I confini della Repubblica Popolare Ucraina

Il 22 gennaio 1919, l'Akt Zluky (Atto di Unione), sancisce l'unione tra la Repubblica Popolare Ucraina e la Repubblica Popolare dell'Ucraina Occidentale. Evento fondamentale e simbolico dell'unità dei territori ucraini.
Dall'agosto al dicembre 1919, la maggior parte dell'Ucraina fu controllata dalle truppe dell'Armata Bianca.
Nel maggio 1920 Kiev era controllata dalle truppe polacche e ucraine.

### Periodo sovietico
Nonostante l'Atto di Unione, l'Ucraina non riuscì a mantenere la propria indipendenza. Nel 1921, dopo la guerra sovietico-ucraina, la maggior parte del territorio ucraino fu annessa alla neonata Unione Sovietica come Repubblica Socialista Sovietica Ucraina (RSS Ucraina).
La RSSU fu un membro fondatore dell'Unione Sovietica nel 1922;
Nel 1932-1933, la nazione soffrì a causa dell'Holodomor, che costò la vita da 5 a 10 milioni di ucraini. Durante le Grandi purghe centinaia di migliaia di persone furono uccise con accuse inventate, la maggior parte delle quali furono riabilitate postume. Nel 1937-1938, le autorità sovietiche distrussero tutti i rappresentanti dell'allora intellighenzia ucraina: metà di loro furono spinti al suicidio e il resto fu inviato nei gulag.
Nel 1941-1944 la maggior parte dell'Ucraina era sotto l'occupazione nazista.
Negli anni '60 e '80 il movimento di dissidenza si intensificò, uno dei suoi rappresentanti, V"jačeslav Čornovil, fu l'iniziatore della dichiarazione d'indipendenza dell'Ucraina.

### L'indipendenza e il Memorandum di Budapest
Ucraina riconquistò l'indipendenza nel 1991, a seguito della dissoluzione dell'URSS. A seguito dell'indipendenza, l'Ucraina si dichiarò uno Stato neutrale e con il memorandum di Budapest rinunciò alle proprie armi nucleari, aderendo al trattato di non proliferazione nucleare, in cambio delle garanzie di sicurezza da parte della Russia, Stati Uniti, e Regno Unito.
Formò una limitata associazione militare con la Russia e altre nazioni della Comunità degli Stati Indipendenti, stabilendo anche un Partenariato per la pace con la NATO nel 1994.

### Guerra del Donbas e l'annessione della Crimea
Nel 2013, dopo che il governo del presidente Viktor Janukovyč aveva deciso di sospendere l'accordo di associazione tra l'Ucraina e l'Unione europea e di avere relazioni economiche più strette con la Russia, iniziarono una serie di manifestazioni di massa, conosciute come Euromaidan, che durarono diversi mesi, durante le quale la polizia di antisommossa Berkut sparò ai manifestanti e uccise più di 100 persone. Le manifestazioni culminarono nella rivoluzione del 2014 che portò alla fuga e destituzione di Janukovyč, quindi alla costituzione di un nuovo governo e le elezioni anticipate del presidente.
Negli ultimi giorni di febbraio 2014 le truppe russe senza insegne, invasero la Crimea e ne presero il controllo militare. In seguito al referendum svoltosi il 16 marzo 2014 la Crimea fa una dichiarazione unilaterale d'indipendenza, seguita dall'annessione alla Russia, non riconosciuta né dal governo ucraino né dalla comunità internazionale.
Gli stessi eventi portarono anche alla guerra del Donbass, un conflitto attivo con separatisti appoggiati dai russi dall'aprile 2014, fino all'invasione russa dell'Ucraina del 2022. Il 7 aprile 2014 anche parte dell'oblast' di Donec'k dichiarò unilateralmente l'indipendenza dall'Ucraina in seguito a un referendum e pochi giorni dopo l'autonominato presidente della Repubblica Popolare di Doneck Pavel Gubarev dichiarò la futura annessione alla Russia. Allo stesso modo, parte dell'oblast' di Luhans'k dichiarò la propria indipendenza come Repubblica Popolare di Lugansk.
L'Ucraina si candidò come componente economico dell'accordo di associazione inclusivo di un'area di libero scambio approfondita con l'Unione europea il 1º gennaio 2016.

## Geografia

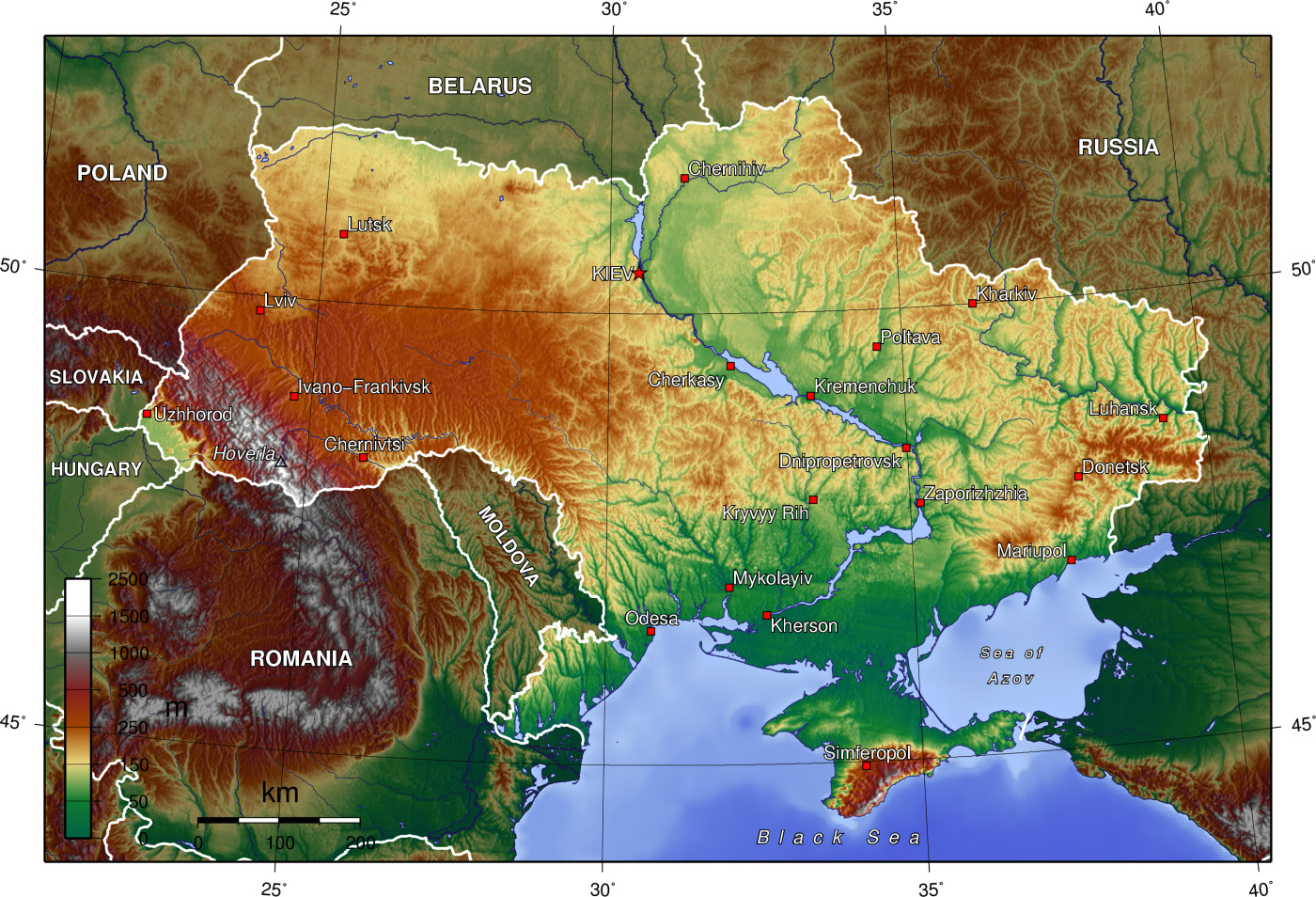
Carta orografica dell'Ucraina

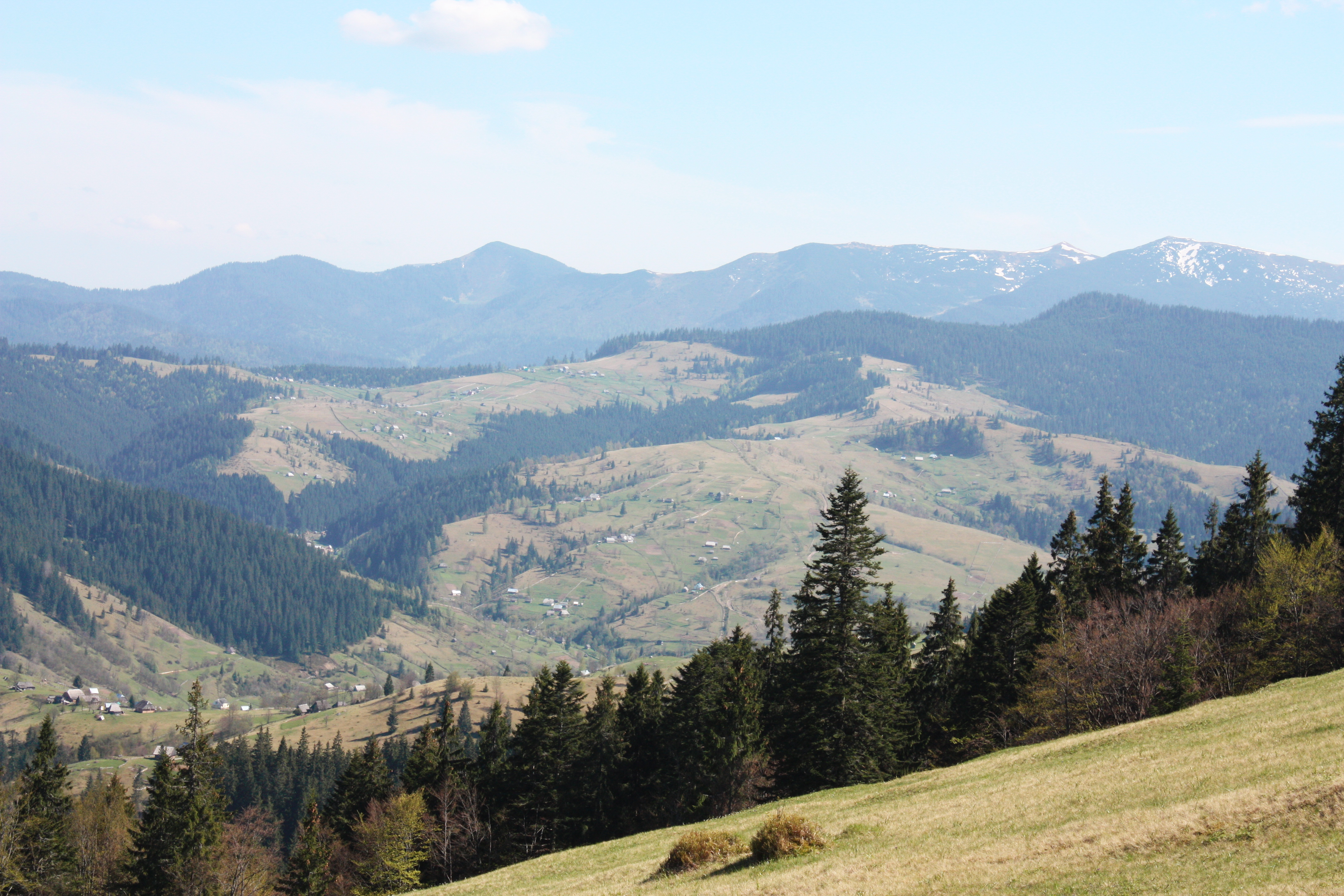
Carpazi orientali in Ucraina occidentale

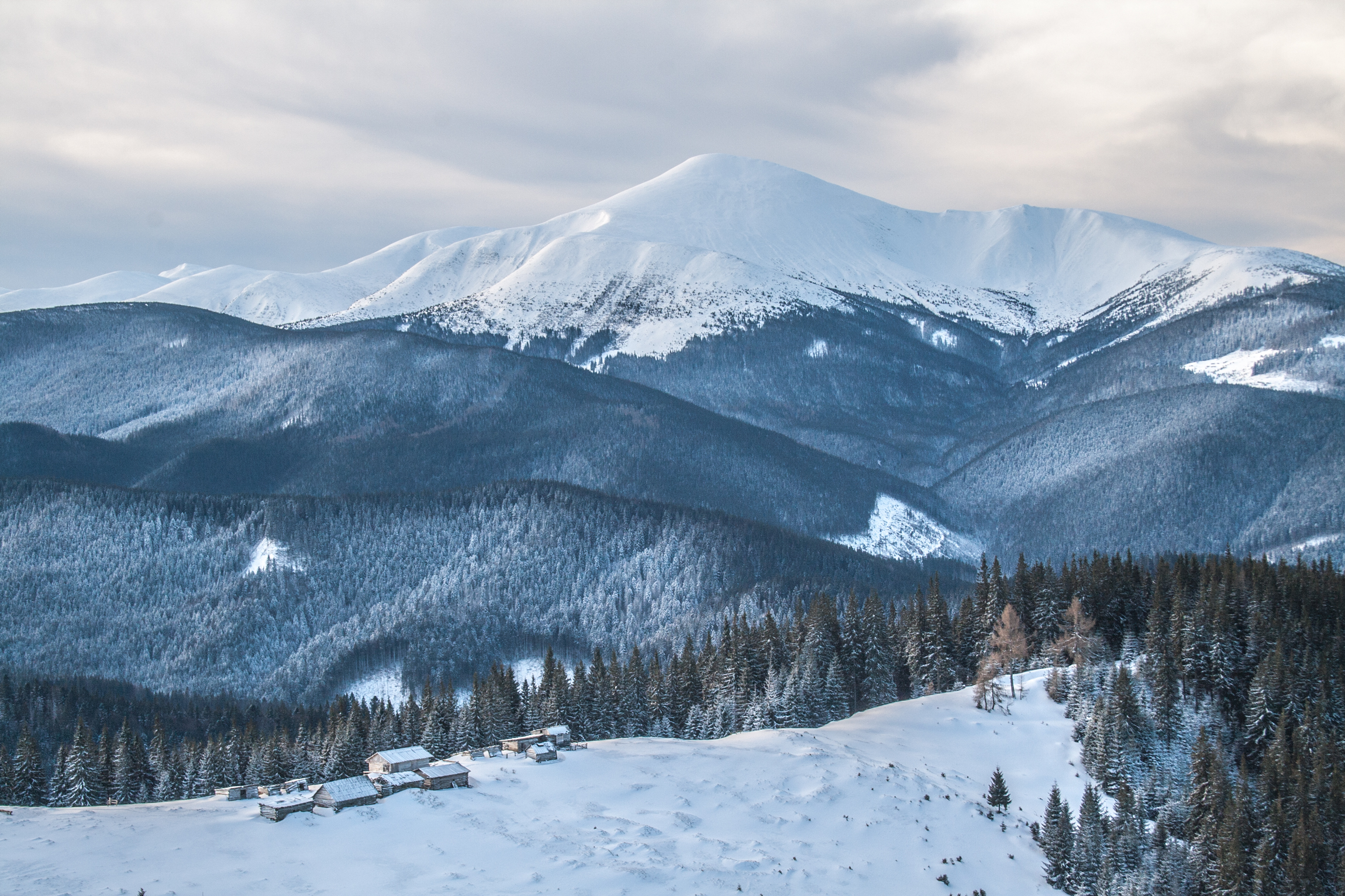
Vista dei Carpazi ucraini con la cima della Hoverla, che con è la cima più alta dell'Ucraina

L'Ucraina, con i suoi 603628 km² di estensione è il secondo stato più grande d'Europa, dopo la Russia europea e prima della Francia metropolitana, nonché lo stato più grande interamente in Europa. Il confine dell'Ucraina con gli altri stati è lungo 4558 km, suddivisi fra Russia (1576 km) a est, Moldavia (939 km) a sud-ovest, Bielorussia (891 km) a nord, Romania (169 km a sud, 362 km a ovest), Polonia (428 km) a nord-ovest e Ungheria (103 km) e Slovacchia (90 km) a ovest, oltre ai 2872 km di costa marittima.
Il paesaggio ucraino si estende principalmente nel bassopiano sarmatico e consiste prevalentemente di fertili pianure o steppe attraversate da diversi fiumi, tra cui il Dnepr, il Donec, il Dnestr e il Bug Orientale che vanno a gettarsi nel Mar Nero e nel più piccolo Mar d'Azov. Le foci dei fiumi che si gettano nel Mar Nero formano un tipo caratteristico di estuario, detto "liman", come ad esempio il liman del Dnestr, uno dei più grandi estuari dell'Ucraina.
Nella parte sudoccidentale il delta del Danubio costituisce il confine con la Romania. Le poche catene montuose presenti sono le propaggini dei Carpazi, a ovest, la cui cima più alta è il Hoverla con 2061 m e le montagne della penisola di Crimea. L'Ucraina ha anche diversi altopiani, come quello di Volinia-Podolia ad ovest e l'altopiano del Dnipro, sulla sponda destra del fiume. Ad est si trovano le cime sud-occidentali del rialto centrale russo sulle quali corre il confine tra la Russia e l'Ucraina. Presso il Mar d'Azov si trova la catena del Donec e l'altopiano di Azov. Le nevi che si sciolgono sui monti alimentano i fiumi e cascate.
Le città più importanti sono Kiev (2 799 000 abitanti), Charkiv (1 455 000), Dnipro (1 049 000), Donec'k (1 016 000), Odessa (Odesa; 1 013 000), Zaporižžja (900 000), Leopoli (830 000; L'viv;), Kryvyj Rih (717 000).
Secondo alcune stime elaborate nel 1887 dai geografi del dipartimento militare dell'Impero austro-ungarico, nei pressi della città ucraina di Rachiv nella Transcarpazia (di coordinate 48°03′N 24°12′E) sarebbe situato il centro geografico dell'Europa; vi sono altri luoghi considerati centro del continente, a seconda degli studiosi e dei metodi di misurazione utilizzati.
Tra le risorse naturali dell'Ucraina vi sono ferro, carbone, manganese, gas naturale, olio, sale, zolfo, grafite, titanio, magnesio, caolinite, nichel, mercurio, legname e abbondanza di terre coltivabili. Ciononostante, il Paese soffre di diversi problemi ambientali, come la presenza inadeguata di acqua potabile, l'inquinamento dell'aria e dell'acqua, la deforestazione e la contaminazione da radiazioni nel nord-est per effetto del disastro di Černobyl'. Il trattamento dei rifiuti pericolosi è ancora poco sviluppato in Ucraina.

### Clima
In Ucraina il clima è di tipo temperato continentale nell'interno e mediterraneo nella costa meridionale della Crimea: lungo il Mar Nero l'inverno è relativamente mite, mentre nelle zone interne le temperature di gennaio sono molto più basse, con punte al di sotto dei −20 °C. Le precipitazioni annuali variano notevolmente da zona a zona: mentre in Ucraina occidentale cadono 1200 mm di pioggia l'anno, in Crimea il valore si riduce ad appena 400 mm.
La temperatura media di gennaio a Kiev è di −6 °C.

## Popolazione

Andamento della popolazione dell'Ucraina dal 1950

L'Ucraina è l'ottavo paese per numero di abitanti in Europa. Secondo le stime del servizio statistico statale dell'Ucraina la popolazione del paese (esclusa la Crimea) era di 41 442 615 abitanti al 1º maggio 2021, con una densità media di 72 persone per km². La popolazione ucraina è in calo dagli anni '90 e ha perso almeno 11 milioni di persone in meno di trent'anni, passando dai 52 244 100 abitanti del 1993 ai 41 milioni del 2021. Il declino demografico ucraino è dovuto sia alla forte emigrazione sia al basso tasso di natalità e all'alto tasso di mortalità (il saldo demografico è negativo a partire dal 1991). Nel 2007 il declino demografico del paese è stato il quarto peggiore del mondo.
L'Ucraina soffre di un alto tasso di mortalità per via dell'inquinamento atmosferico, del diffuso tabagismo e alcolismo, della cattiva alimentazione della popolazione e del mediocre sistema sanitario nazionale.
Il censimento della popolazione in Ucraina è fermo al 2001; uno era stato programmato nel 2020, poi spostato al 2023 a causa della pandemia di COVID-19, ma si ipotizza che potrebbe essere spostato ancora a data da destinarsi.
Nel 2019 il governo ucraino effettuò un censimento elettronico utilizzando diversi strumenti, come telefoni cellulari e i dati sulle pensioni, stimando la popolazione dell'Ucraina, esclusa la Crimea e parti del Donbass secessionista, a 37,3 milioni di persone, di cui circa 20 milioni in attività lavorativa (15-64).
Tuttavia, le stime ufficiali del governo ucraino sono state talvolta messe in discussione: lo stesso ex ministro del Lavoro e delle Politiche Sociali Mychajlo Papijev affermò nel 2017 che, nonostante le statistiche ufficiali ponessero a 42,3 milioni i cittadini ucraini di allora, secondo i calcoli degli esperti e dell'Istituto di demografia dell'Accademia nazionale delle scienza sarebbero stati non più di 32 milioni.
Il 67% (2005) della popolazione vive in aree urbane; le regioni più densamente popolate sono quelle orientali e occidentali, mentre nella sezione centrale dell'Ucraina, fatta eccezione per l'area urbana di Kiev, il popolamento è molto più rado. Il tasso di crescita annuo è negativo dal 1991: nel 2018 è stato di −0,60%, riflette una situazione di incertezza del paese dopo il crollo dell'Unione Sovietica e la grave crisi economica che ne è scaturita. La speranza di vita alla nascita è di 72,4 anni (2018), mentre il tasso di mortalità infantile è del 7,7‰ (2018).
Gli ucraini costituiscono la maggioranza della popolazione (73%). Tra le minoranze vi sono russi (22%) – presenti soprattutto verso il confine orientale e in Crimea –, bielorussi (0,9%), ebrei (0,9%), moldavi (0,5%), bulgari (0,5%), polacchi (0,4%), rumeni (0,3%), ungheresi (0,3%) e tatari di Crimea (che subirono deportazioni durante la seconda guerra mondiale). Gli ebrei, assai numerosi prima degli anni quaranta, si sono ridotti della metà, come risultato della Shoah e delle emigrazioni favorite dalle autorità sovietiche negli anni ottanta. Sono numerosi, peraltro, gli ucraini che risiedono in Russia e nelle altre ex Repubbliche sovietiche, ed esistono delle forti comunità anche in Europa centrale, Canada e Stati Uniti.

### Etnie

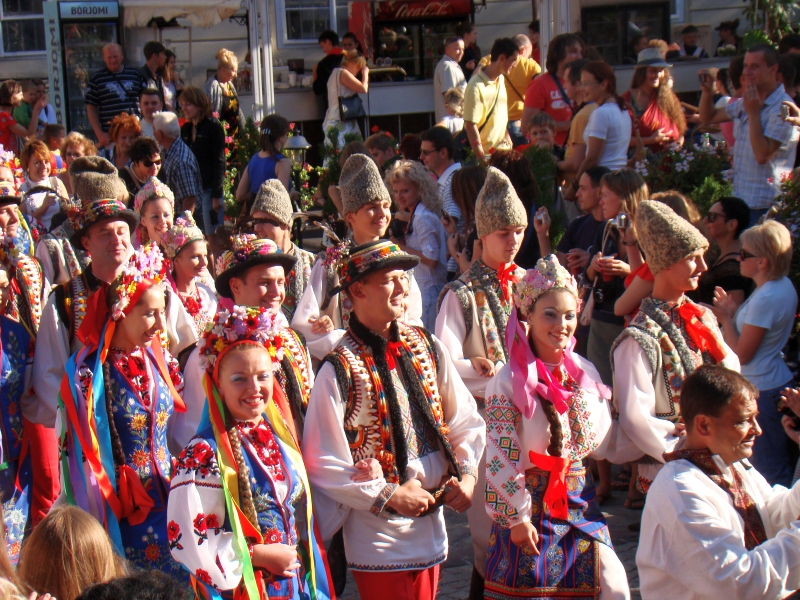
Ucraini a Leopoli

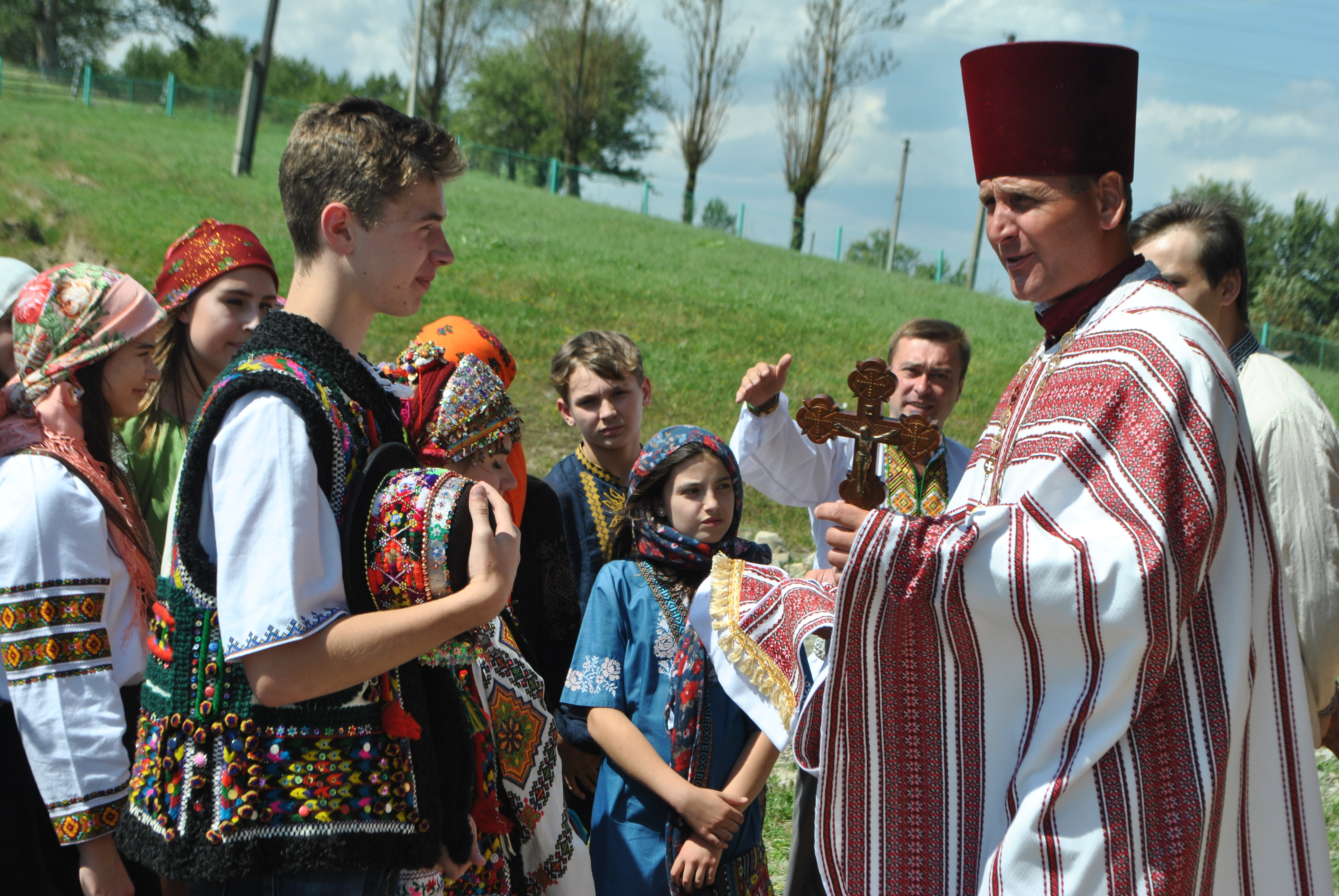
Hutsuli

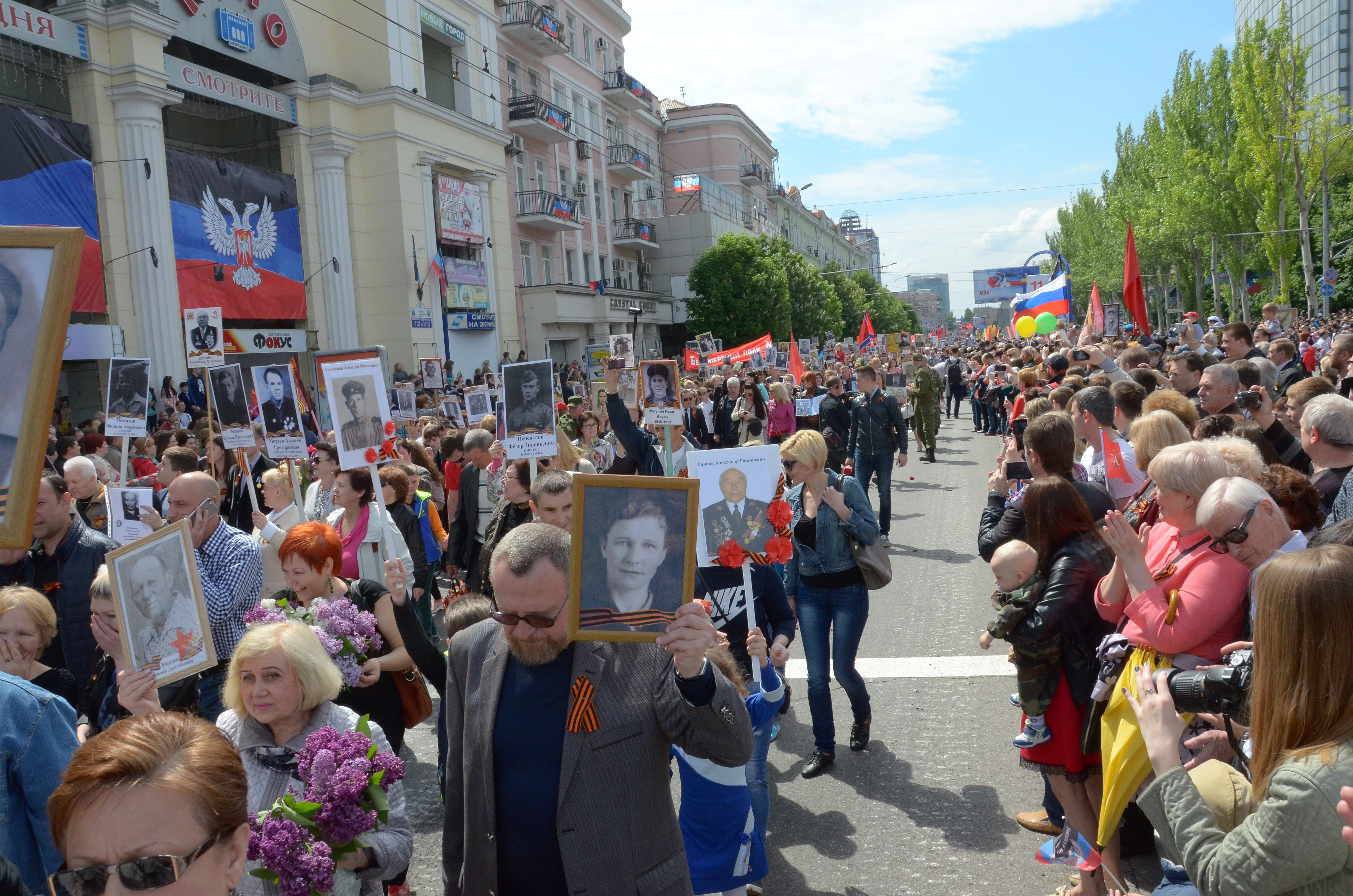
Russi a Donec'k

L'Ucraina ha una vasta varietà di gruppi etnici, il maggiore dei quali è quello ucraino, seguito dalla numerosa minoranza russa, che non coincide però con la più ampia popolazione russofona. Altre etnie minoritarie sono i bielorussi, i moldavi, i tatari di Crimea, gli ungheresi, i polacchi, i rumeni, gli ebrei, gli armeni, i greci, i tatari e molti altri ancora, tra cui non mancano rom, tedeschi, popolazioni caucasiche e turche.
Seguono le percentuali dei gruppi etnici in Ucraina secondo il censimento del 2001:
- Ucraini 77,5%,
- Russi 17,2%,
- Bielorussi 0,6%,
- Moldavi 0,5%,
- Tatari di Crimea 0,5%,
- Bulgari 0,4%,
- Ungheresi 0,3%,
- Polacchi 0,3%,
- Rumeni 0,3%
- Armeni 0,2%
- Greci 0,2%,
- Tatari 0,2%,
- altri (Rom, Azeri, Georgiani, Tedeschi, Albanesi, Gagauzi e altri ancora) 2,5%.

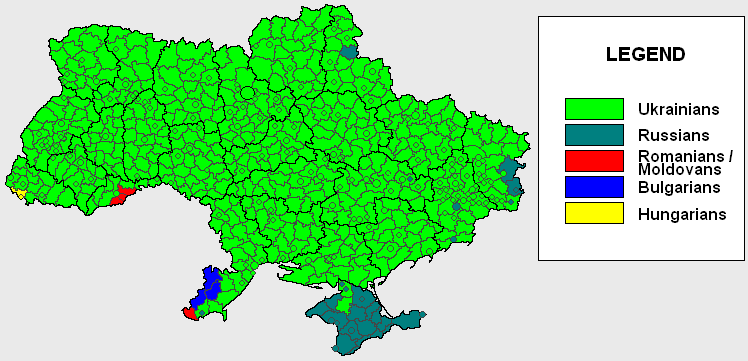
Mappa che illustra la distribuzione delle comunità in Ucraina
Consistenza in percentuali della popolazione russofona (censimento del 2001)
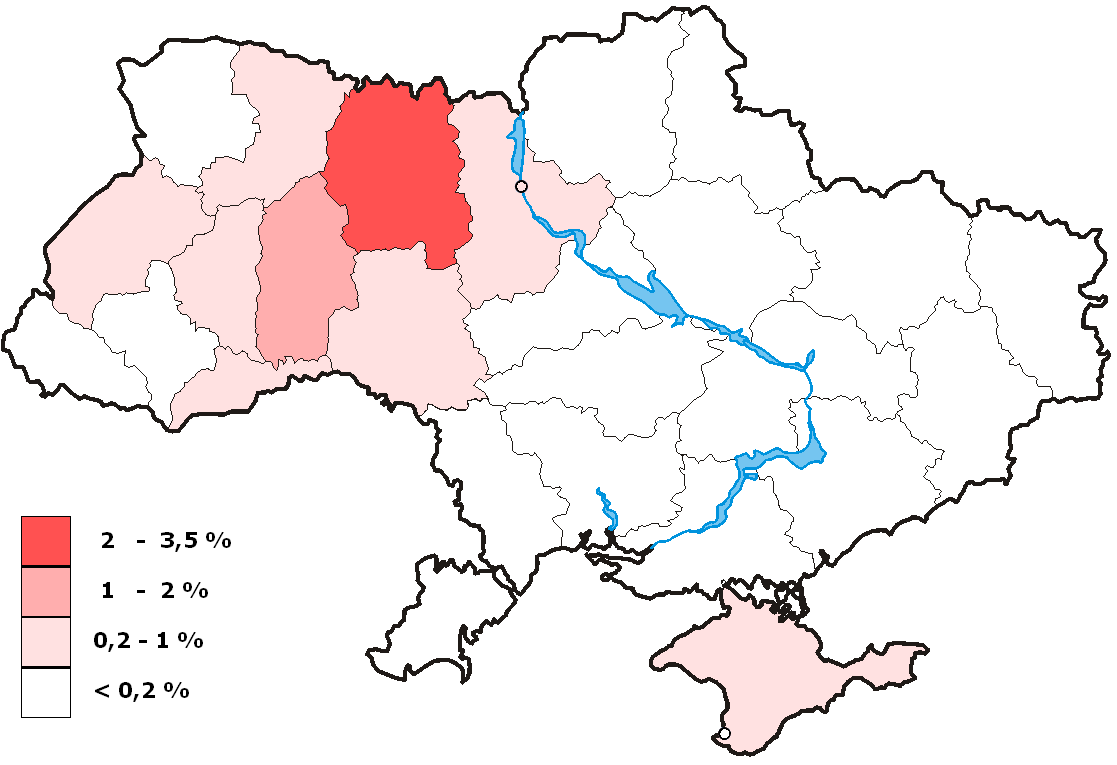
Minoranza polacca in Ucraina
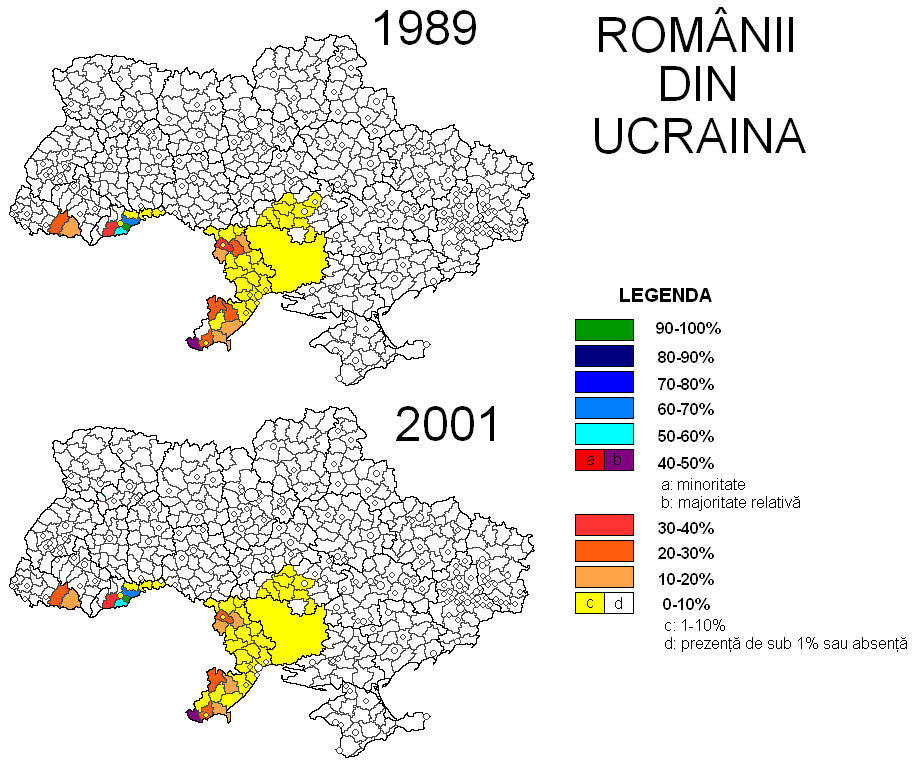
Minoranza rumena in Ucraina
Minoranza rom in Ucraina

| Gruppo etnico | censimento 19261 | censimento 19261 | censimento 19392 | censimento 19392 | censimento 19593 | censimento 19593 | censimento 19704 | censimento 19704 | censimento 19795 | censimento 19795 | censimento 19896 | censimento 19896 | censimento 20017 | censimento 20017 |
| Gruppo etnico | Numero           | %                | Numero           | %                | Numero           | %                | Numero           | %                | Numero           | %                | Numero           | %                | Numero           | %                |
| --- | ---------------- | ---------------- | ---------------- | ---------------- | ---------------- | ---------------- | ---------------- | ---------------- | ---------------- | ---------------- | ---------------- | ---------------- | ---------------- | ---------------- |
| Ucraini | 23 218 860       | 80,0             | 23 667 509       | 76,5             | 32 158 493       | 76,8             | 35 283 857       | 74,9             | 36 488 951       | 73,6             | 37 419 053       | 72,7             | 37 541 693       | 77,5             |
| Russi | 2 677 166        | 9,2              | 4 157 299        | 13,5             | 7 090 813        | 16,9             | 9 126 331        | 19,4             | 10 471 602       | 21,1             | 11 355 582       | 22,1             | 8 334 141        | 17,2             |
| Moldavi e Rumeni | 257 794          | 0,9              | 230 698          | 0,8              | 341 512          | 0,8              | 378 043          | 0,8              | 415 371          | 0,9              | 459 420          | 0,9              | 409 608          | 0,8              |
| Bielorussi | 75 842           | 0,3              | 158 174          | 0,5              | 290 890          | 0,7              | 385 847          | 0,8              | 406 098          | 0,8              | 440 045          | 0,9              | 275 763          | 0,6              |
| Tartari di Crimea | —                | —                | —                | —                | 193              | 0,0              | 3 554            | 0,0              | 6 636            | 0,0              | 46 807           | 0,1              | 248 193          | 0,5              |
| Bulgari | 99 278           | 0,3              | 83 838           | 0,3              | 219 419          | 0,5              | 234 390          | 0,5              | 238 217          | 0,5              | 233 800          | 0,5              | 204 574          | 0,4              |
| Ungheresi | —                | —                | —                | —                | 149 229          | 0,4              | 157 731          | 0,3              | 164 373          | 0,3              | 163 111          | 0,3              | 156 566          | 0,3              |
| Polacchi | 476 435          | 1,6              | 357 710          | 1,2              | 363 297          | 0,9              | 295 107          | 0,6              | 258 309          | 0,5              | 219 179          | 0,4              | 144 130          | 0,3              |
| Ebrei | 1 574 428        | 5,4              | 1 532 776        | 5,0              | 840 311          | 2,0              | 777 126          | 1,7              | 634 154          | 1,3              | 486 628          | 1,0              | 103 591          | 0,2              |
| Armeni | —                | —                | —                | —                | 28 024           | 0,1              | 33 439           | 0,1              | 38 646           | 0,1              | 54 200           | 0,1              | 99 894           | 0,2              |
| Greci | 104 666          | 0,4              | 107 047          | 0,4              | 104 359          | 0,3              | 106 909          | 0,2              | 104 091          | 0,2              | 98 594           | 0,2              | 91 548           | 0,2              |
| Tartari | 22 281           | 0,1              | 55 456           | 0,2              | 61 334           | 0,2              | 72 658           | 0,2              | 83 906           | 0,2              | 86 875           | 0,2              | 73 304           | 0,2              |
| Rom | 13 578           | 0,0              | 10 443           | 0,0              | 22 515           | 0,1              | 30 091           | 0,1              | 34 411           | 0,1              | 47 917           | 0,1              | 47 587           | 0,1              |
| Azeri | —                | —                | —                | —                | 6 680            | 0,0              | 10 769           | 0,0              | 17 235           | 0,0              | 36 961           | 0,1              | 45 176           | 0,1              |
| Georgiani | —                | —                | —                | —                | 11 574           | 0,0              | 14 650           | 0,0              | 16 301           | 0,0              | 23 540           | 0,1              | 34 199           | 0,1              |
| Tedeschi | 393 924          | 1,4              | 392 458          | 1,3              | 23 243           | 0,1              | 29 871           | 0,1              | 34 139           | 0,1              | 37 849           | 0,1              | 33 302           | 0,1              |
| Gagauzi | —                | —                | —                | —                | 23 530           | 0,1              | 26 464           | 0,1              | 29 398           | 0,1              | 31 967           | 0,1              | 31 923           | 0,1              |
| Caraiti | —                | —                | —                | —                | 3 301            | 0,0              | 2 596            | 0,0              | 1 845            | 0,0              | 1 404            | 0,0              | 1 196            | 0,0              |
| Altri | 103 935          | 0,4              | 174 810          | 0,6              | 129 338          | 0,3              | 157 084          | 0,3              | 165 650          | 0,3              | 209 172          | 0,4              | 539 604          | 1,1              |
| Totale | 29 018 187       | 29 018 187       | 30 946 218       | 30 946 218       | 41 869 046       | 41 869 046       | 47 126 517       | 47 126 517       | 49 609 333       | 49 609 333       | 51 452 034       | 51 452 034       | 48 416 000       | 48 416 000       |
| 1 Fonte: Weekly. 2 Fonte: Weekly. URL consultato il 29 marzo 2017 (archiviato dall'url originale il 21 dicembre 2012). 3 Fonte: Weekly. 4 Fonte: Weekly. 5 Fonte: Weekly. 6 Fonte: Weekly. 7 Fonte: Всеукраїнський перепис населення 2001. |                  |                  |                  |                  |                  |                  |                  |                  |                  |                  |                  |                  |                  |                  |

#### Italiani in Crimea
Una comunità di origine italiana (soprattutto pugliese), consistente in alcune migliaia di persone, si era stanziata in Crimea verso la metà dell'Ottocento. Con l'avvento del comunismo alcuni rientrarono in Italia, ma rimasero circa 1 200 persone che nel 1942 vennero deportate in Kazakistan. Sia durante il percorso della deportazione (con carri piombati), sia nei luoghi di arrivo, circa i due terzi di loro perirono per malattie e stenti. Circa duecento persone rientrarono a Kerč (Crimea) ai tempi di Chruščëv. Essi e i loro discendenti si trovano ancora là, altri sono dispersi sul territorio dell'ex Unione Sovietica.

### Religione

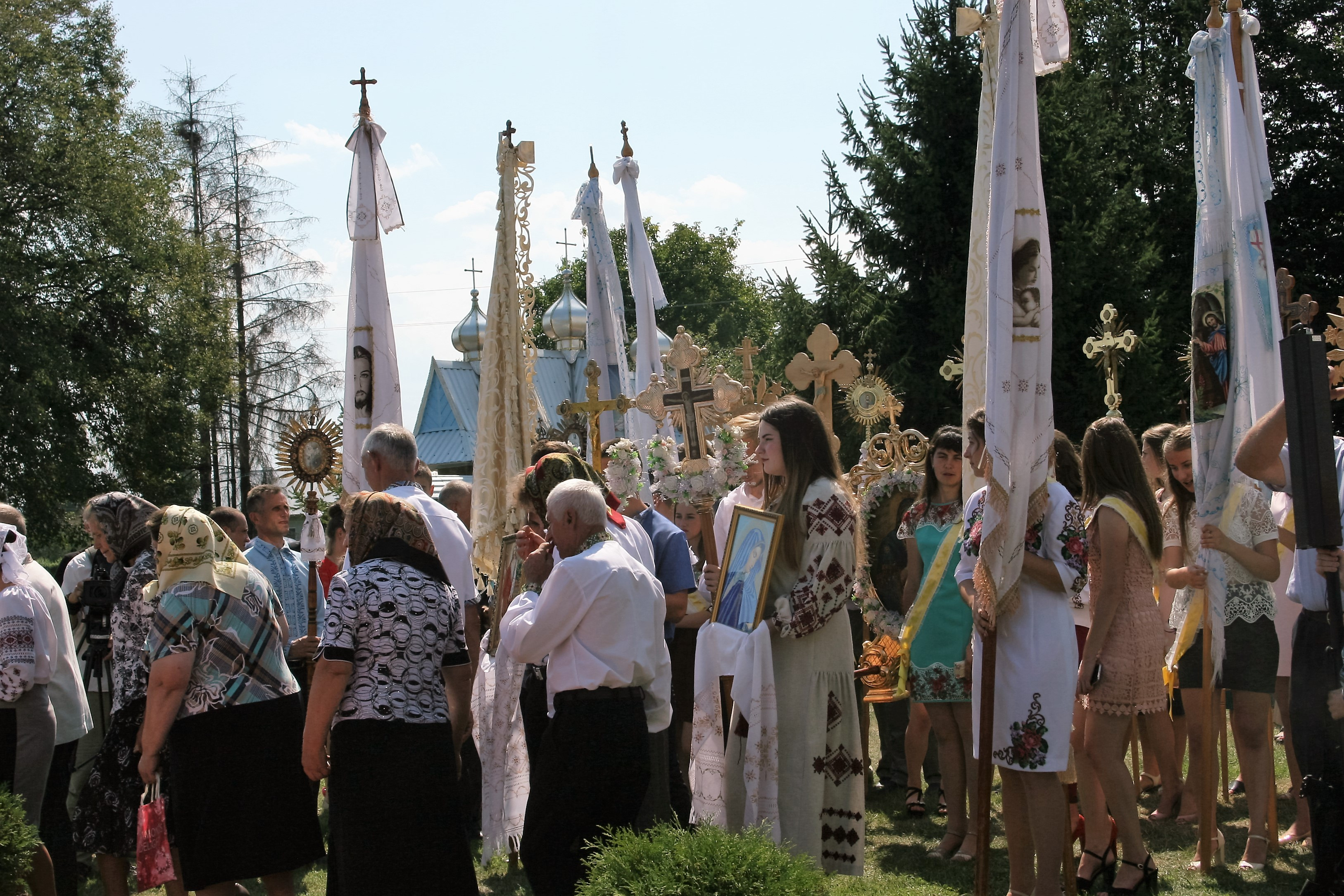
Chiesa greco-cattolica ucraina

Punto di incontro tra etnie e culture differenti, l'Ucraina presenta un panorama religioso molto composito, sebbene, secondo un sondaggio del 2018, il numero dei cristiani ortodossi raggiunga il 71,1% della popolazione, mentre il numero dei non-religiosi raggiunge l'11% della popolazione.
La confessione più diffusa è il cristianesimo ortodosso, che, tuttavia, fa capo a due diverse giurisdizioni: la Chiesa ortodossa ucraina (Patriarcato di Mosca) e la Chiesa ortodossa dell'Ucraina (a sua volta nata dall'unificazione delle precedenti Chiesa ortodossa ucraina del Patriarcato di Kiev e Chiesa ortodossa autocefala ucraina).
Il secondo gruppo religioso è rappresentato dai cattolici di rito orientale, afferenti alla Chiesa greco-cattolica ucraina, in piena comunione con la Santa Sede. Si aggiungono inoltre 863 comunità cattoliche di rito latino con circa un milione di fedeli, per lo più polacchi e ungheresi, diffusi prevalentemente nelle regioni occidentali del Paese.

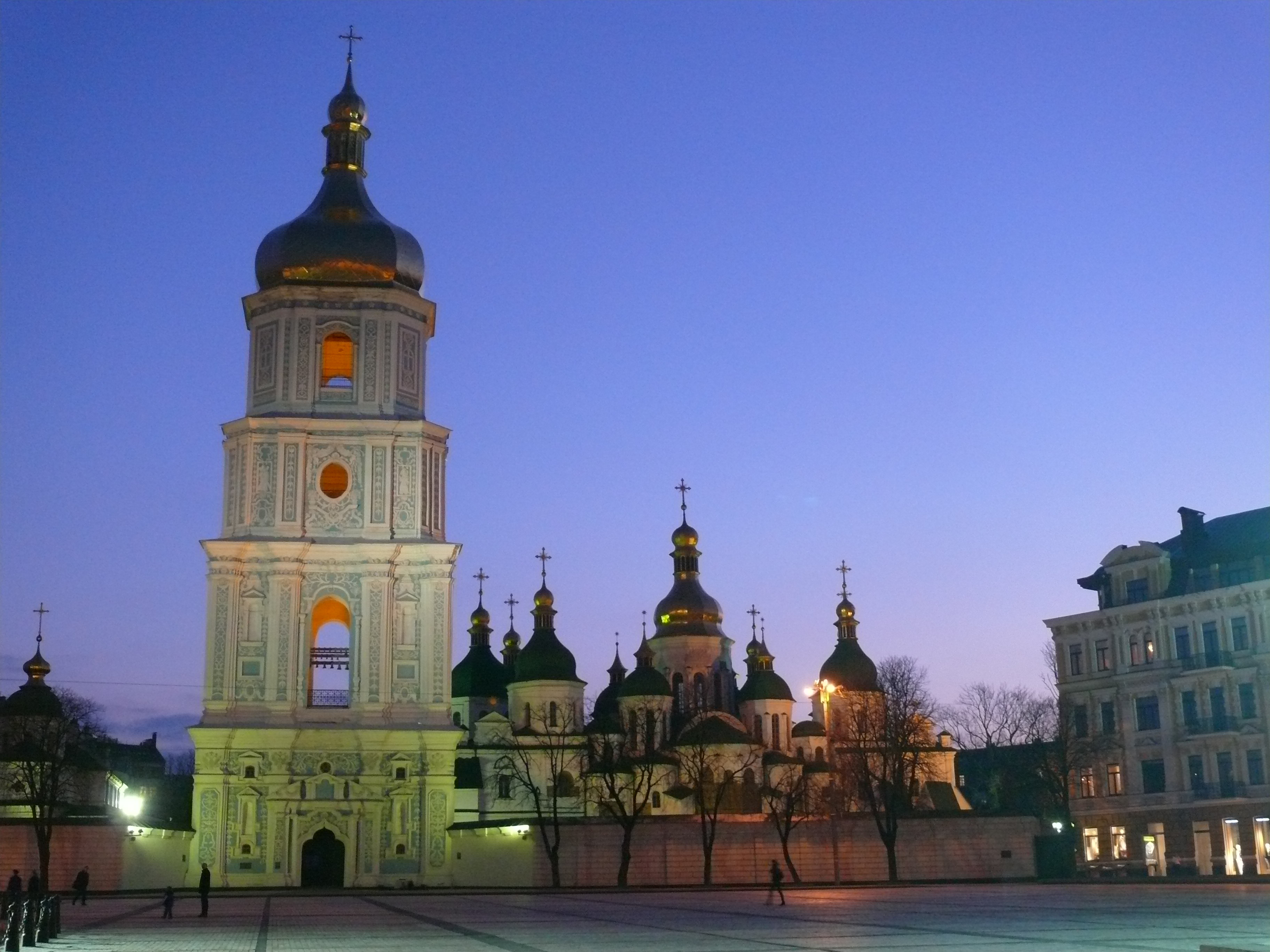
La cattedrale di Santa Sofia (Kiev); non vi si svolgono cerimonie regolari in quanto è rivendicata dalle varie correnti ortodosse e cattoliche.

Anche i protestanti sono circa un milione e il loro numero è notevolmente cresciuto dopo l'indipendenza. Benché diviso in varie Chiese, il gruppo più consistente è quello dei pentecostali (oltre 300 000), seguito dagli evangelici (150 000 fedeli); si contano poi gruppi di calvinisti, luterani, metodisti, avventisti del settimo giorno e mormoni.
I testimoni di Geova in Ucraina nel 2014 hanno raggiunto il nuovo massimo di 150 906 proclamatori attivi e hanno contribuito al riconoscimento dell'obiezione di coscienza grazie ad un verdetto della Corte Suprema dell'Ucraina del 28 agosto 2015, nonostante la mobilitazione militare, nel caso Vitalij Šalajko.

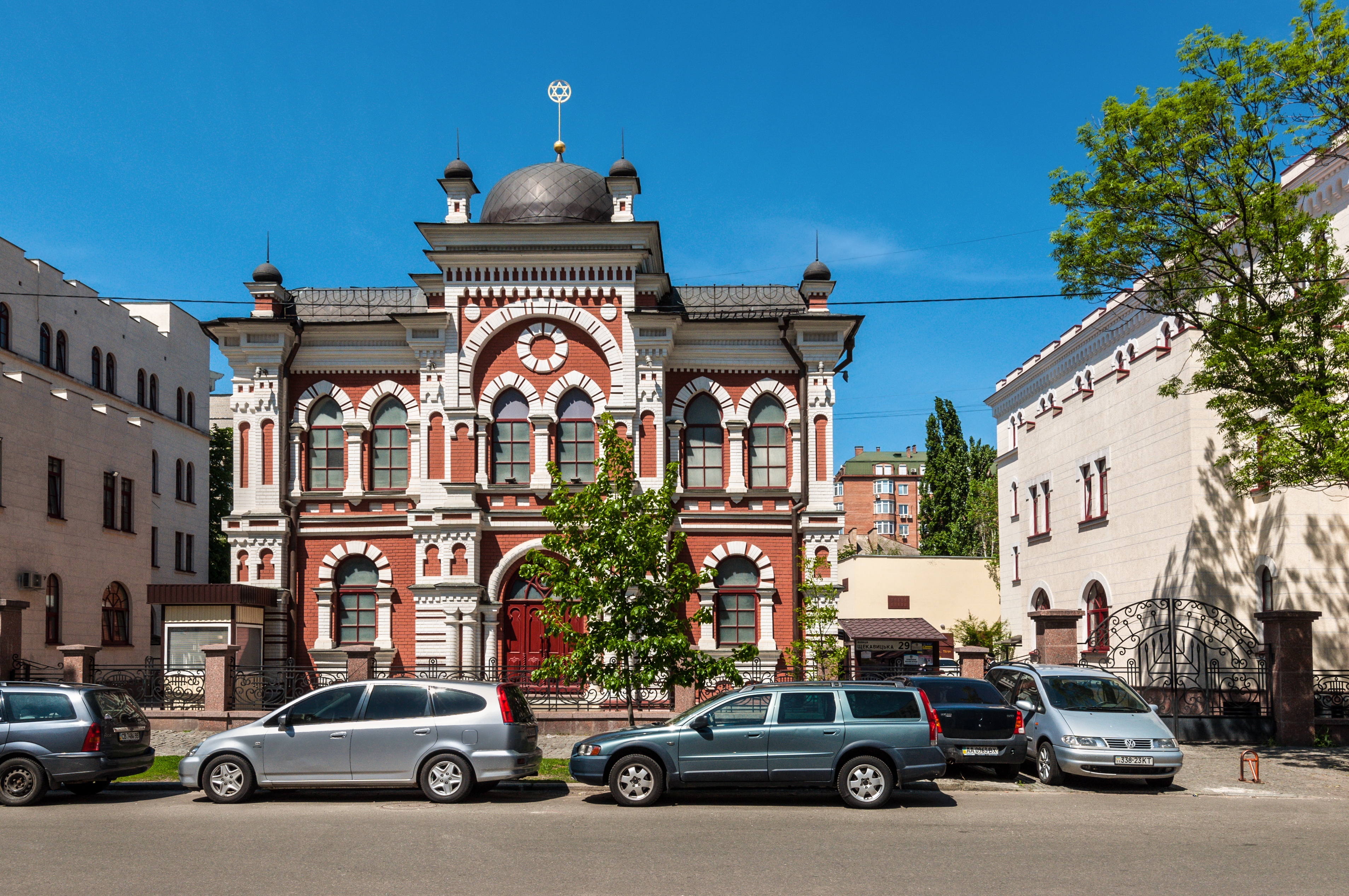
Sinagoga grande corale di Kiev

Per quanto riguarda i culti non cristiani, vi sono in Ucraina 500 000 musulmani, la metà dei quali di etnia tatara. Si contano 487 comunità musulmane, delle quali 368 sono concentrate in Crimea. A Kiev vivono circa 50 000 musulmani, ma la gran parte è di origine straniera.
L'ebraismo era assai diffuso prima della seconda guerra mondiale: si pensi che nel 1926 la comunità di Odessa contava 154 000 membri (il 36,5% degli abitanti totali), mentre quella di Kiev raggiungeva le 140 500 unità (il 27,3% degli abitanti). Dal censimento del 2001 risultavano 103 600 ebrei, ma alcuni leader religiosi sostengono che essi potrebbero in realtà essere 300 000. La gran parte segue il giudaismo ortodosso, ma è presente anche l'ebraismo riformato e l'ebraismo conservatore.

### Lingue

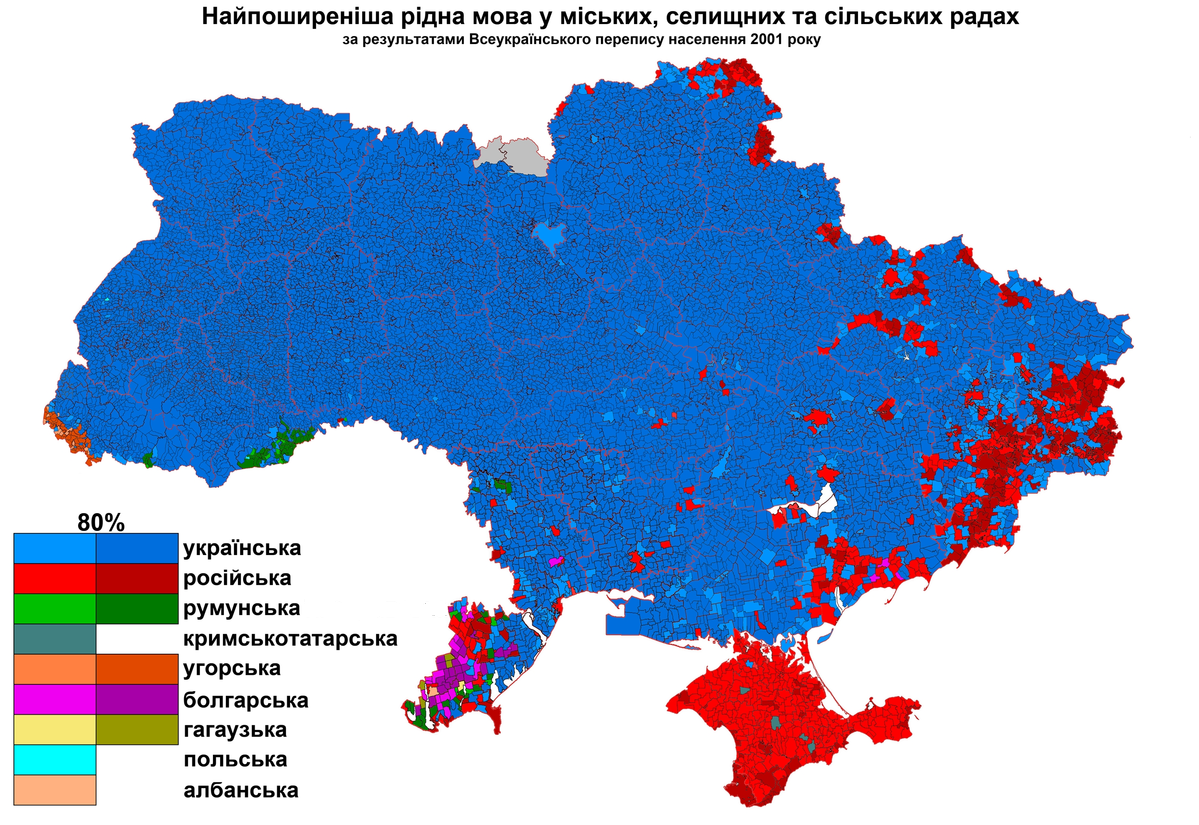
Lingue nei comuni dell'Ucraina secondo il censimento del 2001

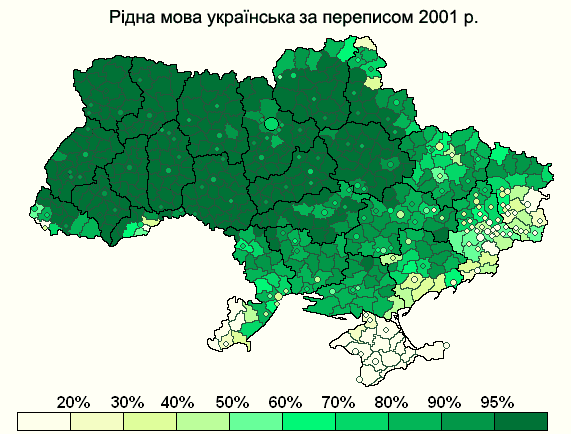
La lingua ucraina in Ucraina secondo il censimento del 2001

La costituzione dell'Ucraina stabilisce che la lingua ufficiale dello Stato è l'ucraino. Il russo, che era di fatto la lingua ufficiale dell'Unione Sovietica, è largamente diffuso, specialmente nell'Ucraina orientale e meridionale. Secondo il censimento del 2001, il 67,5% della popolazione ha dichiarato come madrelingua l'ucraino, mentre il 29,6% ha dichiarato il russo.
Talvolta, è difficile determinare la reale diffusione delle due lingue, poiché molti parlano il suržik (суржик), un misto di ucraino e russo, dove il vocabolario russo è spesso combinato con la grammatica e la pronuncia ucraina, ma nei sondaggi dichiarano di parlare l'una o l'altra lingua (tanti parlano anche le due lingue correttamente). Vi sono poi alcuni appartenenti all'etnia ucraina che dichiarano l'ucraino come la loro madrelingua, ma nella vita quotidiana parlano più spesso il russo. Questi dettagli modificano sensibilmente le statistiche, che quindi possono differire non poco fra loro.
L'ucraino si parla soprattutto nella parte centrale e occidentale del paese, dove è la lingua predominante nelle città, come a Leopoli. Nell'Ucraina centrale le due lingue sono egualmente parlate, ma il russo è più frequente a Kiev, mentre l'ucraino prevale nelle comunità rurali. Nel sud e nell'est il russo è più diffuso nelle città, mentre nelle aree rurali si parla il suržik.
Durante l'era sovietica, il numero di persone che parlavano l'ucraino diminuì di generazione in generazione e, attorno a metà degli anni ottanta, l'uso nella vita pubblica diminuì considerevolmente. Dopo l'indipendenza, il governo ucraino cominciò una politica di ucrainizzazione per accrescere l'uso dell'ucraino. Questo avvenne generalmente a spese del russo, che era il linguaggio della pubblica amministrazione nel periodo precedente. Il governo ha quindi promosso l'uso della lingua ucraina in vari ambiti, come nella scuola, negli uffici pubblici e nei media, soprattutto dopo gli avvenimenti di Euromaidan del novembre 2013-febbraio 2014. Dal 2016 è in corso un'ulteriore ucrainizzazione tramite la ridenominazione di città, paesi, villaggi, strade, viali, edifici, aeroporti, fermate di metro e ferrovie, dove nomi di personaggi ucraini sostituiscono quelli di russi e sovietici.
Dallo scoppio della guerra russo-ucraina nel 2014 e, in larga misura, dall'invasione russa dell'Ucraina del 2022, l'interesse per la lingua, la cultura e la storia ucraina è cresciuto in modo significativo nella società ucraina. Allo stesso tempo, si registra un massiccio rifiuto e talvolta un'ostilità nei confronti della lingua russa. Il sostegno all'idea di concedere al russo uno status ufficiale in tutta l'Ucraina o in alcune delle sue regioni ha raggiunto il livello più basso dell'intero periodo di osservazione.
Allo stesso tempo, la Russia sta perseguendo una politica di russificazione forzata dei territori ucraini che occupa: le scuole vengono insegnate esclusivamente in russo, anche negli insediamenti dove l'ucraino è parlato da tutti o dalla stragrande maggioranza dei residenti. I libri e la letteratura educativa in ucraino sono stati vietati. Secondo un rapporto di Human Rights Watch, la Russia indottrina gli scolari dei territori occupati con una propaganda anti-ucraina e i funzionari russi hanno preso e continuano a prendere misure per eliminare la lingua ucraina, in violazione di una serie di disposizioni del diritto internazionale. Anche i bambini ucraini deportati con la forza in Russia sono soggetti alla russificazione.
Stando alla costituzione della Repubblica autonoma di Crimea, l'ucraino è la sola lingua di Stato. Tuttavia, è riconosciuto il russo come lingua parlata dalla maggioranza della popolazione e garantito il suo uso "in tutti gli ambiti della vita pubblica". Similmente, alla lingua tatara di Crimea è garantita una speciale protezione così come ai "linguaggi delle altre etnicità". Gli abitanti di lingua russa costituiscono una maggioranza preponderante (77%), quelli di lingua ucraina sono il 10,1% e quelli di lingua tatara di Crimea l'11,4%.
Taras Hryhorovyč Ševčenko, un fervente nazionalista nato schiavo nel 1814 e poi diventato un eroe nazionale, fu il primo scrittore di lingua ucraina di grande importanza. Il migliore e più produttivo scrittore dell'inizio del XX secolo fu Ivan Franko, le cui opere comprendono racconti di fantasia, poesie, opere teatrali, trattati filosofici e racconti per bambini.

## Ordinamento dello Stato

### Suddivisioni amministrative

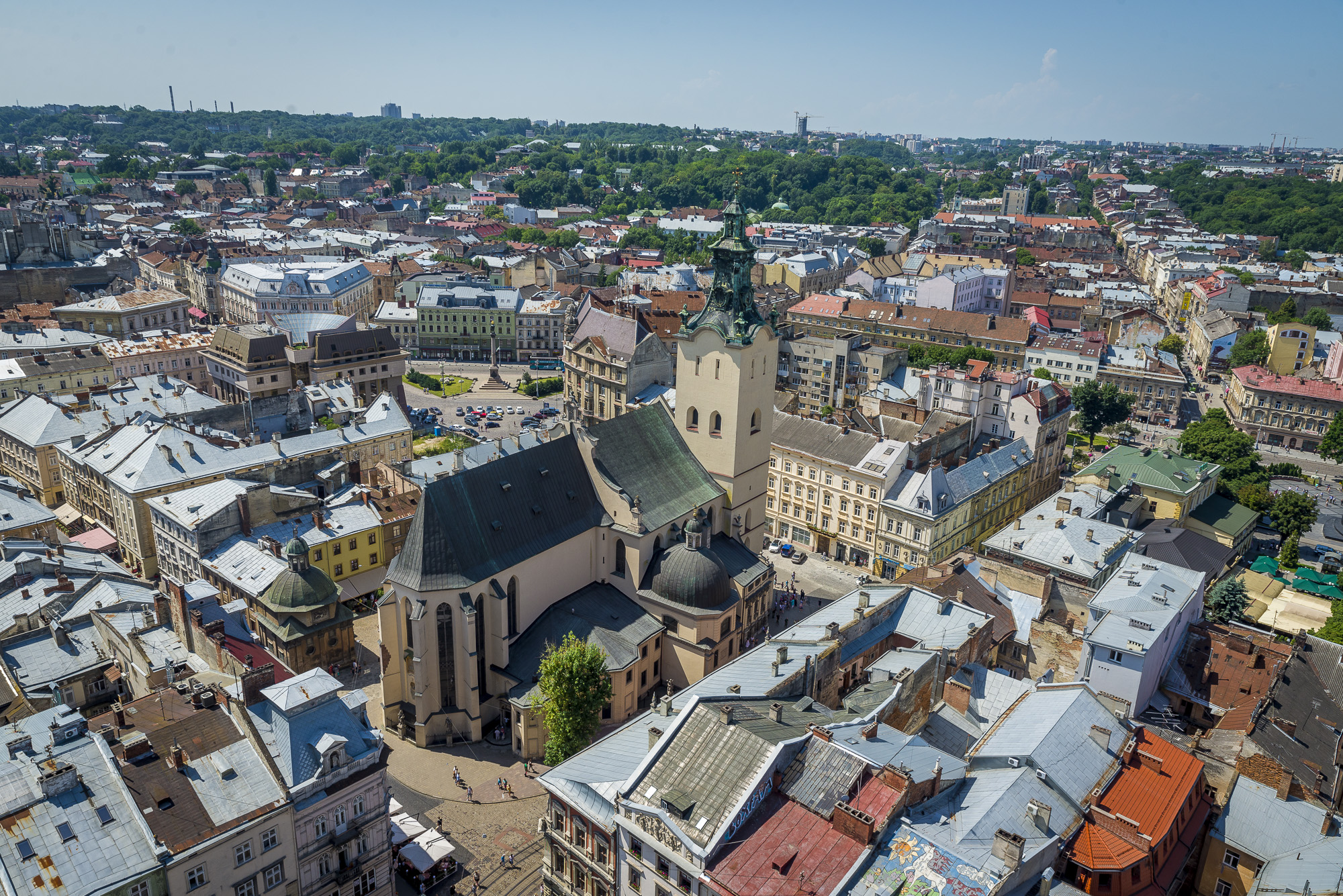
Leopoli

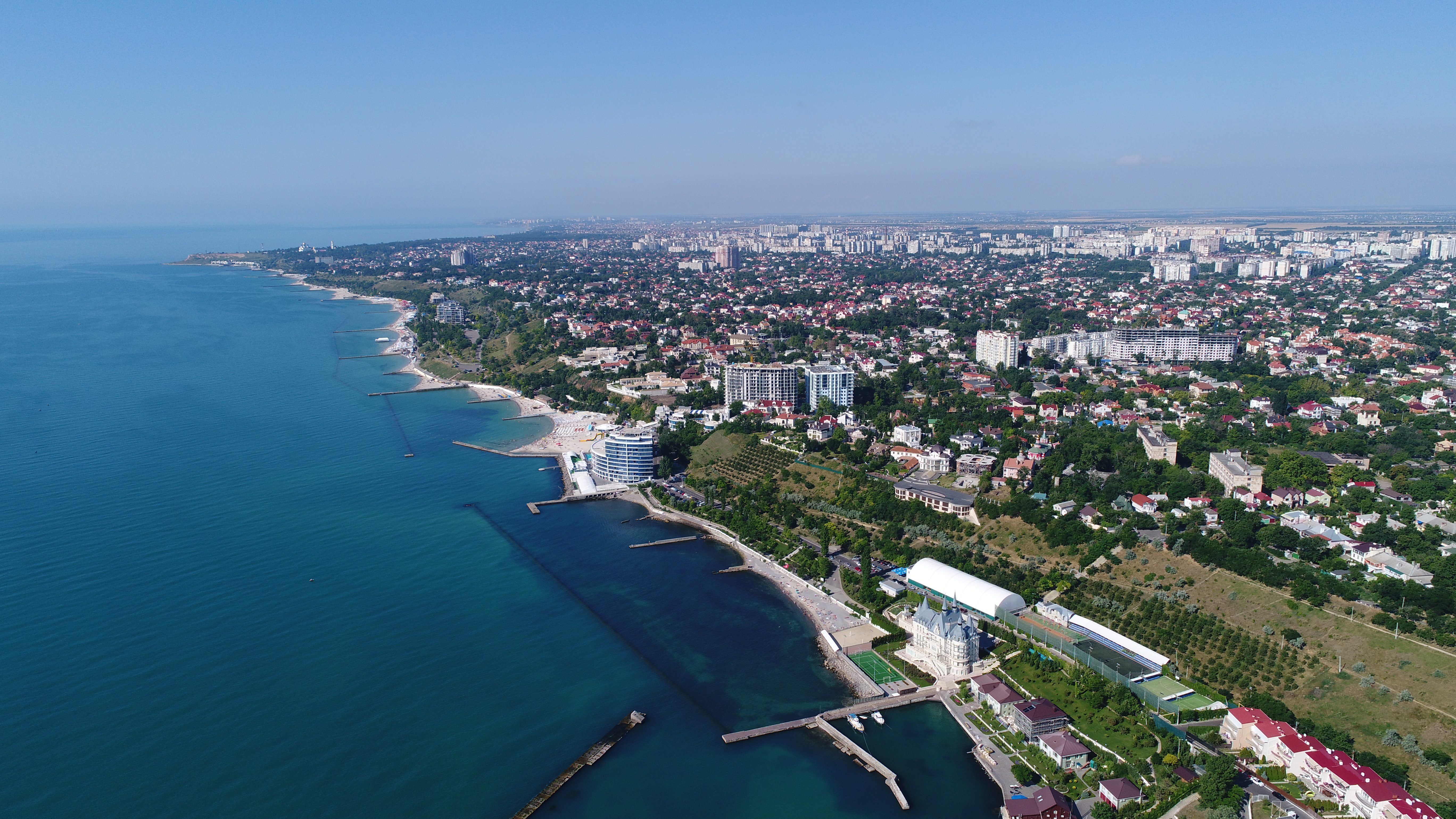
Odessa

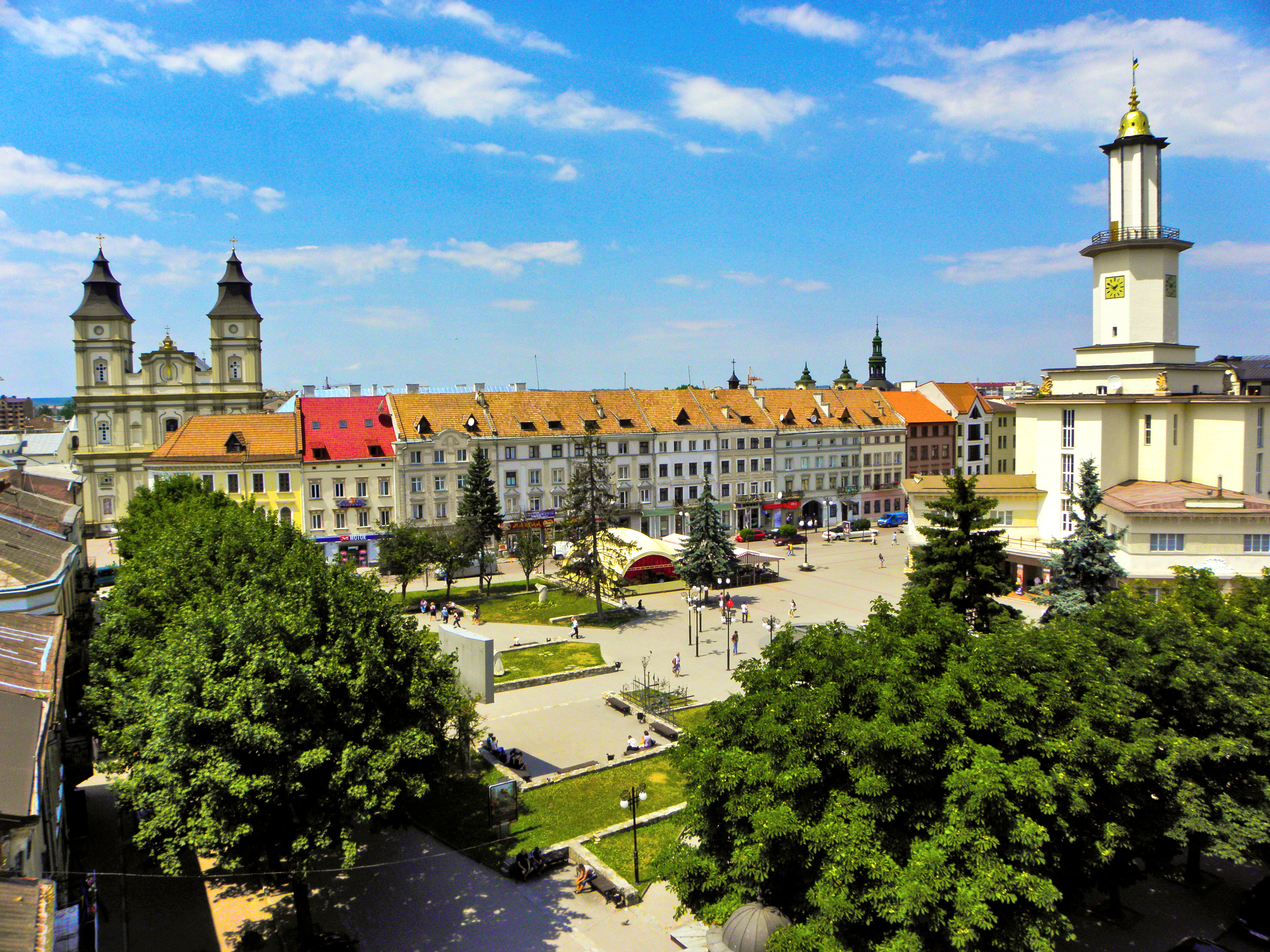
Ivano-Frankivs'k

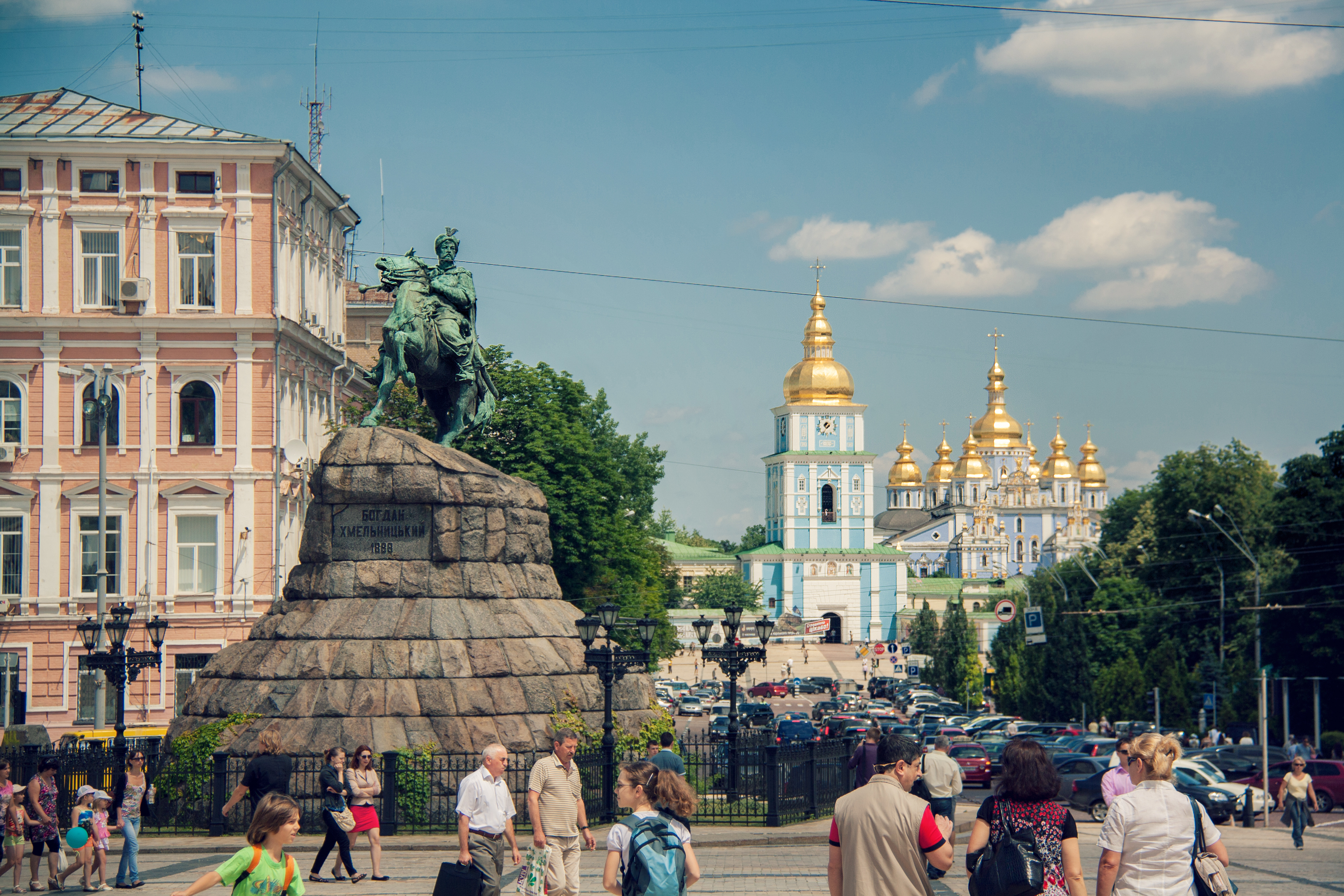
Kiev

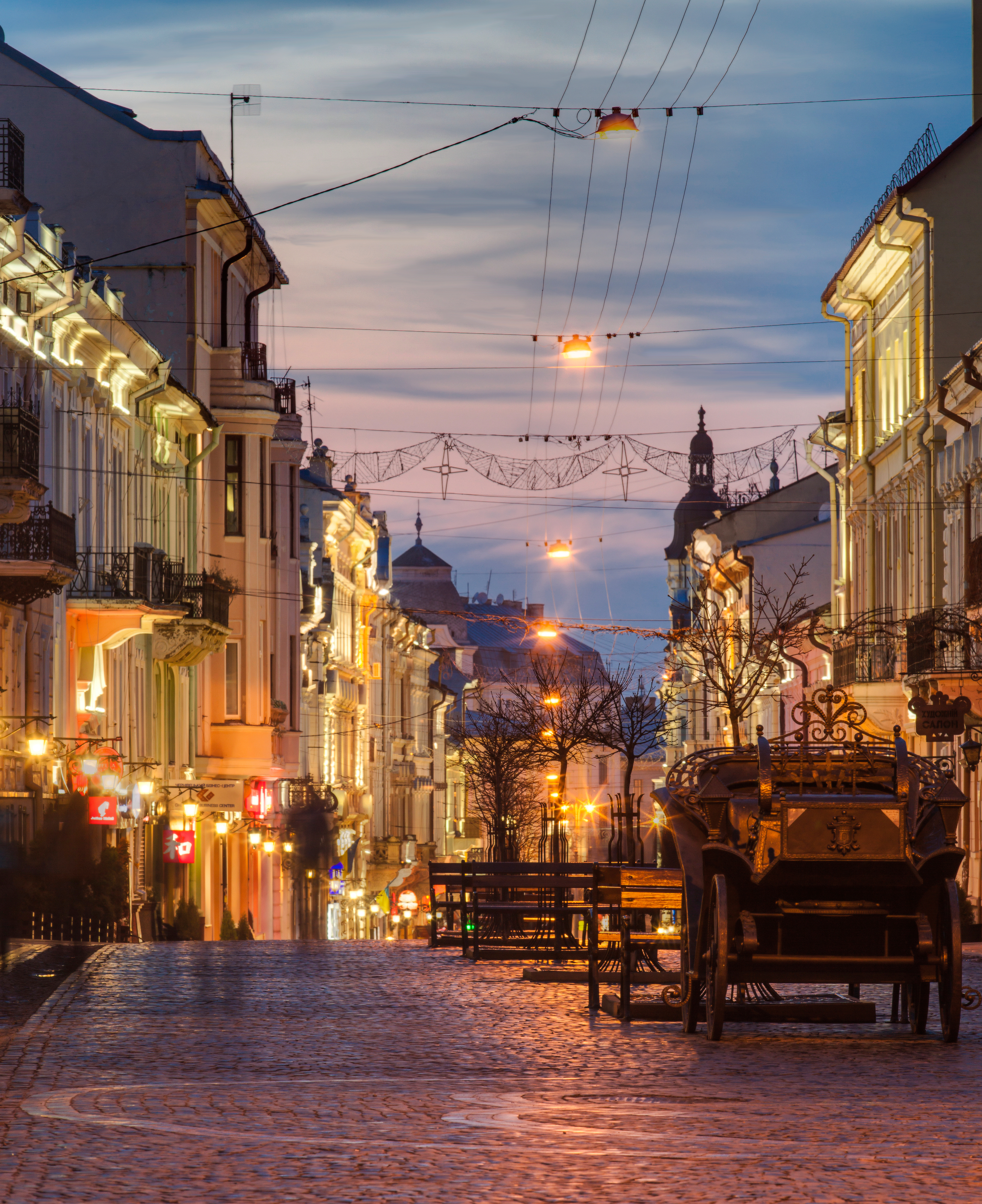
Černivci

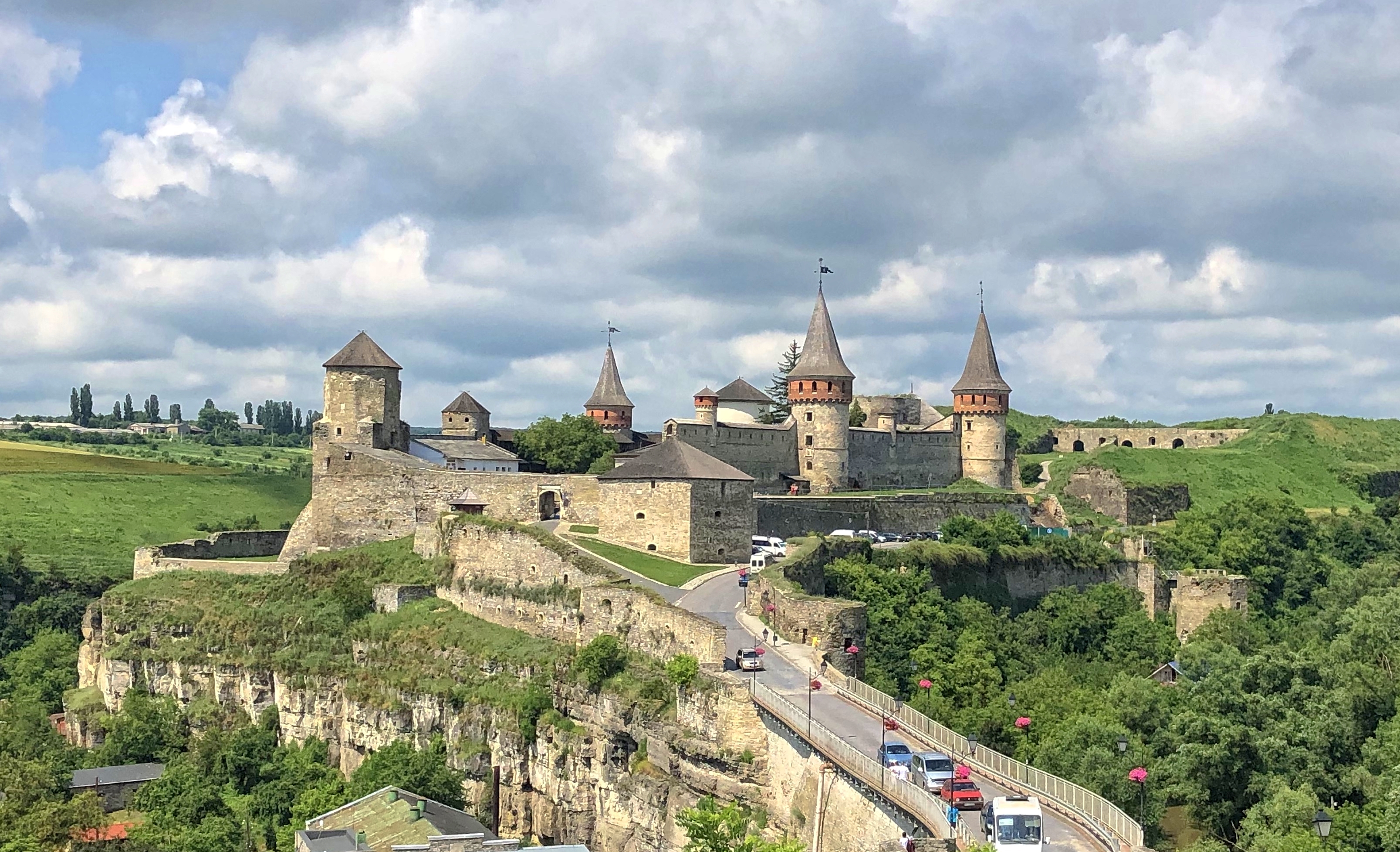
Kam"janec'-Podil's'kyj

L'Ucraina è divisa in 24 regioni (область - oblast' al plurale області - òblasti) e una repubblica autonoma (автономна республіка - avtonòmna respùblika), la Crimea. Vi sono inoltre due città (місто - mìsto, plurale - містa - mistà, città, in ucraino), Kiev e Sebastopoli, che hanno statuto speciale.
| - Čerkasy - Černihiv - Černivci - Dnipropetrovs'k - Donec'k - Ivano-Frankivs'k | - Charkiv - Cherson - Chmel'nyc'kyj - Kirovohrad - Kiev - Luhans'k | - Leopoli - Mykolaïv - Odessa - Poltava - Rivne - Sumy | - Ternopil' - Transcarpazia - Vinnycja - Volinia - Zaporižžja - Žytomyr |

### Città principali
Nella seguente tabella vengono elencate, in ordine decrescente per popolazione, le città dell'Ucraina con almeno 100 000 abitanti.
| Città                    | Nome ucraino             | Oblast' o Regioni dell'Ucraina | Status                   | Popolazione (Cens. 2001) |
| Oltre 1 000 000 abitanti | Oltre 1 000 000 abitanti | Oltre 1 000 000 abitanti       | Oltre 1 000 000 abitanti | Oltre 1 000 000 abitanti |
| ------------------------ | ------------------------ | ------------------------------ | ------------------------ | ------------------------ |
| Kiev                     | Київ                     | Oblast' di Kiev                | S                        | 2 611 327                |
| Charkiv                  | Харків                   | Oblast' di Charkiv             | O                        | 1 470 902                |
| Dnipro                   | Дніпро                   | Oblast' di Dnipropetrovs'k     | O                        | 1 065 008                |
| Odessa                   | Одеса                    | Oblast' di Odessa              | O                        | 1 029 049                |
| Donec'k                  | Донецьк                  | Oblast' di Donec'k             | O                        | 1 016 194                |
| 500 000 – 1 000 000      |                          |                                |                          |                          |
| Zaporižžja               | Запоріжжя                | Oblast' di Zaporižžja          | O                        | 815 256                  |
| Leopoli                  | Львів                    | Oblast' di Leopoli             | O                        | 732 818                  |
| Kryvyj Rih               | Кривий Ріг               | Oblast' di Dnipropetrovs'k     | O                        | 668 980                  |
| Mykolaïv                 | Миколаїв                 | Oblast' di Mykolaïv            | O                        | 514 136                  |
| 250 000 – 500 000        |                          |                                |                          |                          |
| Mariupol'                | Маріуполь                | Oblast' di Donec'k             | O                        | 492 176                  |
| Luhans'k                 | Луганськ                 | Oblast' di Luhans'k            | O                        | 463 097                  |
| Sebastopoli              | Севастополь              | Repubblica Autonoma di Crimea  | O                        | 423 729                  |
| Makiïvka                 | Макіївка                 | Oblast' di Donec'k             | O                        | 389 589                  |
| Vinnycja                 | Вінниця                  | Oblast' di Vinnycja            | O                        | 356 665                  |
| Cherson                  | Херсон                   | Oblast' di Cherson             | O                        | 328 360                  |
| Poltava                  | Полтава                  | Oblast' di Poltava             | O                        | 317 998                  |
| Černihiv                 | Чернігів                 | Oblast' di Černihiv            | O                        | 304 994                  |
| Čerkasy                  | Черкаси                  | Oblast' di Čerkasy             | O                        | 295 414                  |
| Sumy                     | Суми                     | Oblast' di Sumy                | O                        | 293 141                  |
| Horlivka                 | Горлівка                 | Oblast' di Donec'k             | O                        | 292 250                  |
| Žytomyr                  | Житомир                  | Oblast' di Žytomyr             | O                        | 284 236                  |
| Kam"jans'ke              | Кам'янське               | Oblast di Dnipropetrovs'k      | O                        | 255 841                  |
| Kropyvnyc'kyj            | Кропивницький            | Oblast' di Kirovohrad          | O                        | 254 103                  |
| Chmel'nyc'kyj            | Хмельницький             | Oblast di Chmel'nyc'kyj        | O                        | 253 994                  |
| 100 000 – 250 000        |                          |                                |                          |                          |
| Rivne                    | Рівне                    | Oblast di Rivne                | O                        | 248 813                  |
| Černivci                 | Чернівці                 | Oblast di Černivci             | O                        | 240 621                  |
| Kremenčuk                | Кременчук                | Oblast' di Poltava             | O                        | 234 073                  |
| Ternopil'                | Тернопіль                | Oblast' di Ternopil'           | O                        | 227 755                  |
| Ivano-Frankivs'k         | Івано-Франківськ         | Oblast' di Ivano-Frankivs'k    | O                        | 218 359                  |
| Luc'k                    | Луцьк                    | Oblast' di Volinia             | O                        | 208 816                  |
| Bila Cerkva              | Біла Церква              | Oblast' di Kiev                | O                        | 200 131                  |
| Kramators'k              | Краматорськ              | Oblast' di Donec'k             | O                        | 181 025                  |
| Melitopol'               | Мелітополь               | Oblast' di Zaporižžja          | O                        | 160 657                  |
| Nikopol'                 | Нікополь                 | Oblast' di Dnipropetrovs'k     | O                        | 136 280                  |
| Slov"jans'k              | Слов'янськ               | Oblast' di Donec'k             | O                        | 124 829                  |
| Berdjans'k               | Бердянськ                | Oblast' di Zaporižžja          | O                        | 121 692                  |
| Sjeverodonec'k           | Сєверодонецьк            | Oblast' di Luhans'k            | O                        | 119 940                  |
| Alčevs'k                 | Алчевськ                 | Oblast' di Luhans'k            | O                        | 119 193                  |
| Pavlohrad                | Павлоград                | Oblast' di Dnipropetrovs'k     | O                        | 118 816                  |
| Užhorod                  | Ужгород                  | Oblast' della Transcarpazia    | O                        | 117 317                  |
| Lysyčans'k               | Лисичанськ               | Oblast' di Luhans'k            | O                        | 115 229                  |
| Jenakijeve               | Єнакієве                 | Oblast' di Donec'k             | O                        | 103 997                  |

### Forze armate

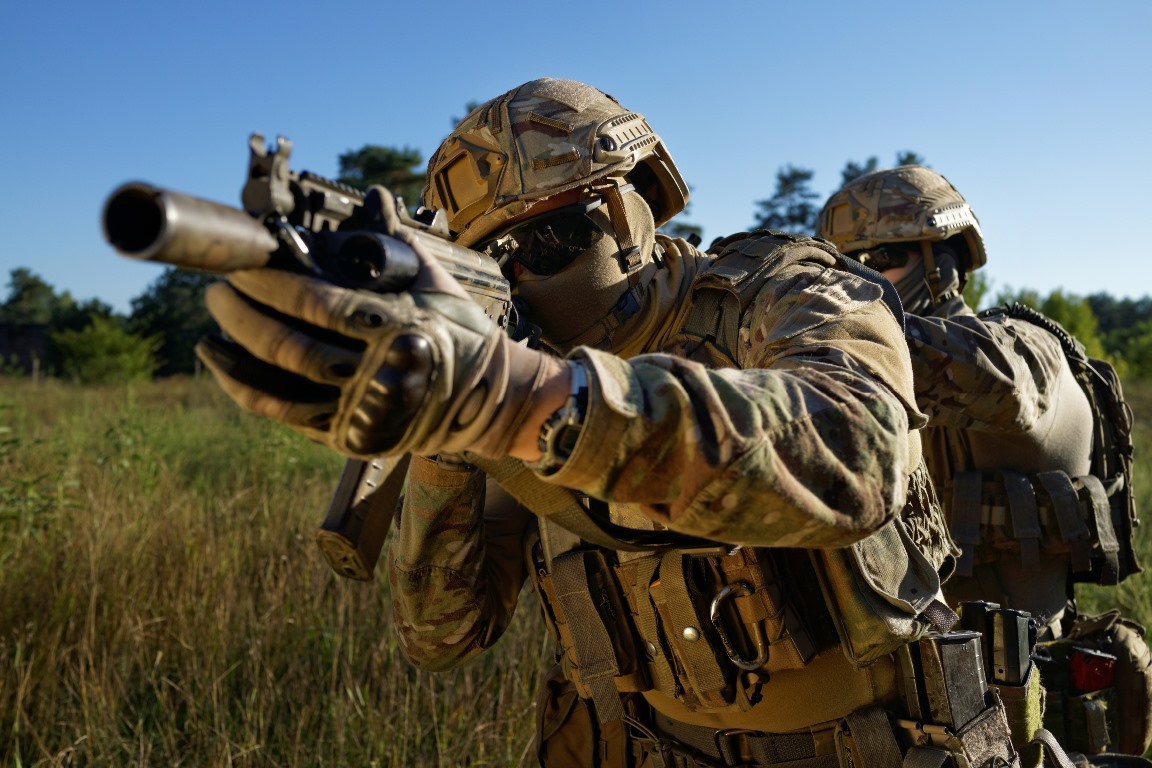
Forze per operazioni speciali

Tutte le forze militari e le forze di sicurezza sono sotto il comando del presidente dell'Ucraina e soggette alla supervisione di una commissione parlamentare della Verchovna Rada.
Le forze armate ucraine sono composte dalle Forze terrestri ucraine, dalla Marina militare ucraina, dalla Forza aerea ucraina e dalle Forze d'assalto aereo ucraine. A loro volta anche le forze navali mantengono una loro piccola Fanteria di marina e una loro forza aeronavale.
La guardia costiera ucraina e la forza di polizia marina dell'Ucraina, non sono subordinate alla marina.
Nel 2014, a seguito della guerra del Donbass, venne ristabilita la Guardia nazionale dell'Ucraina come principale componente di riserva delle forze armate ucraine.
Unità militari di altri Stati partecipano a esercitazioni multinazionali insieme alle forze ucraine in Ucraina regolarmente. La maggior parte delle esercitazioni sono oggi tenute sotto il programma di cooperazione della NATO Partenariato per la pace.
Dal 3 giugno del 2016 è stato permesso anche alle donne di servire in unità di combattimento delle Forze armate Ucraine.

## Istituzioni

### Università
Il 20 gennaio 1661 venne fondata l'Università di Leopoli, la più antica università dell'Ucraina. Nel 1661 il re Giovanni II Casimiro di Polonia concesse alla scuola "l'onore dell'Accademia e il titolo dell'Università", intitolata, nel 1940, al noto scrittore e studioso ucraino Ivan Franko.
Inoltre a Kiev, nel 1946, fu fondata l'Università Nazionale del Commercio e Economia di Kiev.

## Politica

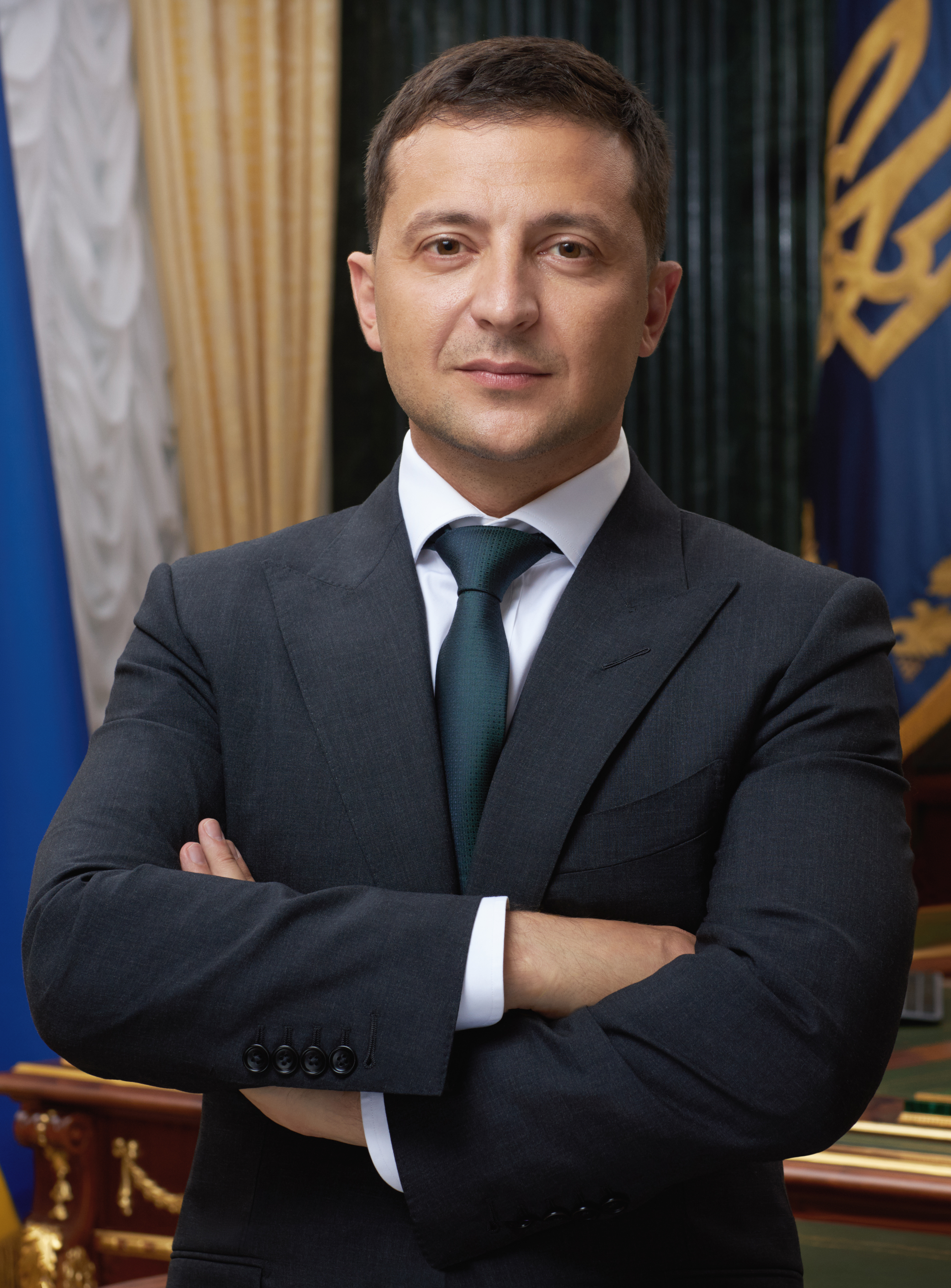
Volodymyr Zelens'kyj

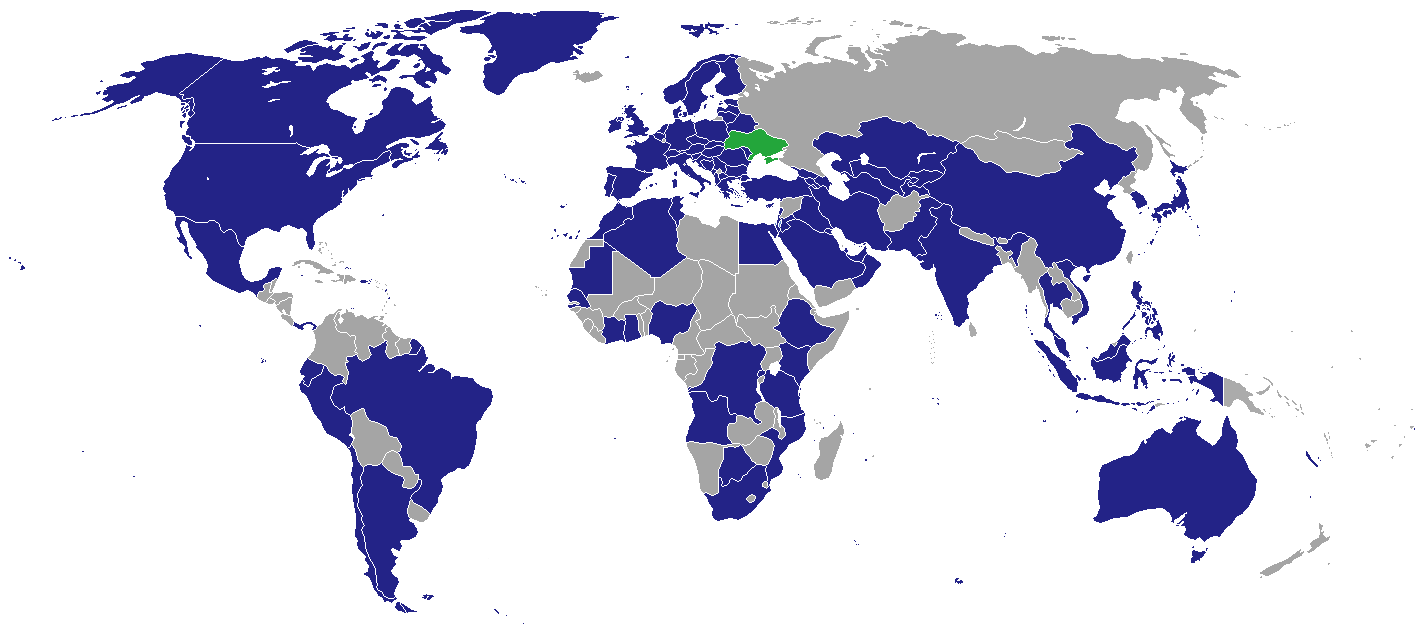
Stati con l'Ambasciata o il Consolato dell'Ucraina

L'Ucraina è una repubblica semi-presidenziale con la classica tripartizione dei poteri: legislativo, esecutivo e giudiziario. Il presidente, eletto direttamente dal popolo, resta in carica cinque anni ed è formalmente il capo dello Stato. Il Parlamento ucraino, la Verchovna Rada, è mono-camerale e conta 450 seggi. È il primo responsabile della formazione dell'esecutivo e del Consiglio dei ministri al cui capo sta il primo ministro.
Le leggi, gli atti parlamentari e governativi, i decreti presidenziali e gli atti del Parlamento di Crimea possono essere annullati dalla Corte costituzionale, se violano la Costituzione. La Corte suprema è il massimo organo del sistema giudiziario ordinario. Ufficialmente sono garantite forme di decentramento amministrativo e governo locale. I consigli cittadini e locali e i sindaci sono eletti dal popolo e esercitano controllo sul bilancio dell'ente locale cui sono preposti, mentre i capi degli oblast' e dei raion sono cooptati dal presidente della Repubblica.

## Economia

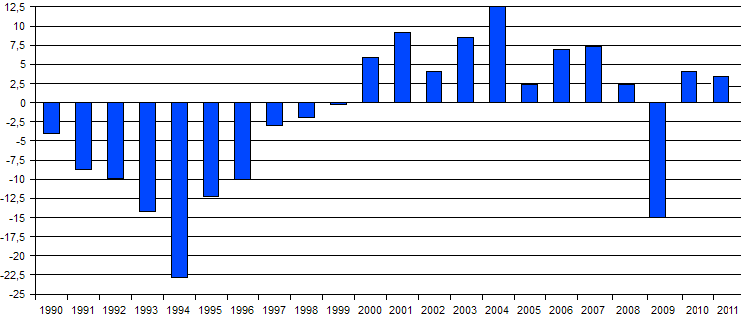
Crescita del PIL in Ucraina, 1990-2010

L'Ucraina è una nazione a economia di mercato con un vasto mercato interno e la sua economia è una delle più aperte tra i Paesi dell'ex Unione Sovietica.
Storicamente le ricchezze di questo paese sono state il grano (tanto che era soprannominata il granaio d'Europa), il legname e l'estrazione mineraria.
Per valutare il percorso economico che l'Ucraina ha compiuto dall'indipendenza del 1991 a oggi, basta confrontare la situazione economica subito dopo l'indipendenza con quella attuale. Nel 1994 il livello di inflazione superava il 10.650%. Nel solo 1993 i redditi della popolazione diminuirono del 44% rispetto all'anno precedente.
Da allora il governo ucraino ha introdotto riforme economiche per stabilizzare il sistema finanziario. È seguita quindi una vasta privatizzazione e una riforma agraria che ha restituito la terra agli agricoltori, sono stati sciolti dei kolchoz e sono state create cooperative sulla base della proprietà privata. Al tempo stesso lo Stato ha continuato a sostenere lo sviluppo dei settori strategici ad alta tecnologia, come l'ingegneria aeronautica, l'industria aerospaziale, la costruzione di macchine utensili.

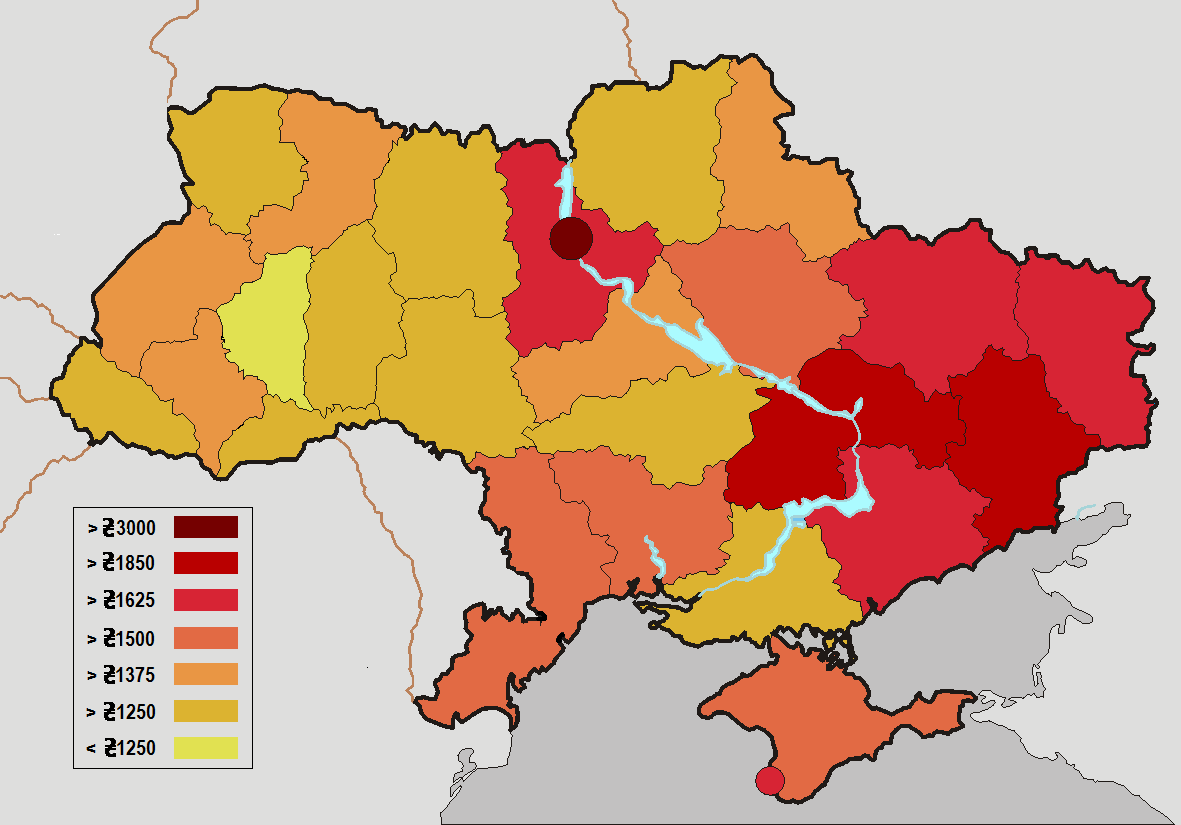
In termini di salari e stipendi, l'Ucraina ha un divario tra l'est industriale più ricco e l'occidentale agricolo più povero (a partire dal 2008)

I primi risultati sono apparsi già negli anni 1996-97. Tuttavia la crisi finanziaria globale del 1998 ha notevolmente ridotto tali progressi e la crescita economica è ripresa solo nel 2000. Dal 2000 al 2004 il prodotto interno lordo è cresciuto di un terzo, la produzione industriale del 60%. Solo nei primi sette mesi del 2004 l'incremento del Pil ha raggiunto il 13,5% e il volume dei crediti bancari è poi aumentato del 19,2%, mentre l'inflazione si è attestata al 4,4%. È stata inoltre raggiunta una crescita record nell'industria metalmeccanica, nella costruzione di automobili, nella siderurgia: ritmi di crescita non raggiunti con i proventi dal settore petrolifero (non vi sono risorse sufficienti), ma grazie allo sviluppo dell'industria di trasformazione.
La crescita economica ha determinato un impatto positivo nel settore sociale. Il tenore di vita degli ucraini è ancora lontano dagli standard europei-occidentali, ma i redditi e i salari crescono a ritmi sostenuti. Nel primo semestre del 2004 il reddito pro capite medio della popolazione è cresciuto del 15,5%, triplicandosi rispetto allo stesso periodo dell'anno precedente. Il progresso dell'Ucraina nel settore della stabilizzazione macroeconomica e finanziaria è stato valutato positivamente dalla comunità internazionale. Nel 2005 il rating creditizio è raddoppiato. Molti giudicano favorevole il clima per gli investimenti.
Nel 2014 a seguito dell'occupazione della Crimea da parte della Russia e delle autoproclamate Repubbliche di Lugansk e Donezk l'economia ha avuto un calo notevole. Al 2018 nel paese ci sono più di tremila imprese statali in procinto della privatizzazione.
Dal 5% al 7% della spesa pubblica in Ucraina è impegnato per varie forme di risarcimento, correlato al disastro della centrale nucleare di Černobyl'.
L'Italia è il secondo partner commerciale dell'Ucraina e il primo importatore nell'Europa occidentale.
Nel 2018 l'economia è cresciuta di oltre il 3,3%.

### Agricoltura
La terra ucraina è considerata la più fertile al mondo potendo coprire il fabbisogno alimentare fino a sette volte la popolazione della stessa; per questo è spesso stata definita "Ucraina il granaio del mondo". Oggi l'Ucraina è il maggior esportatore al mondo di olio di girasole e una delle principali esportatrici di grano, zucchero, miele, uova e pollame. La coltivazione principale sono le patate, girasole e il mais.

### Energia

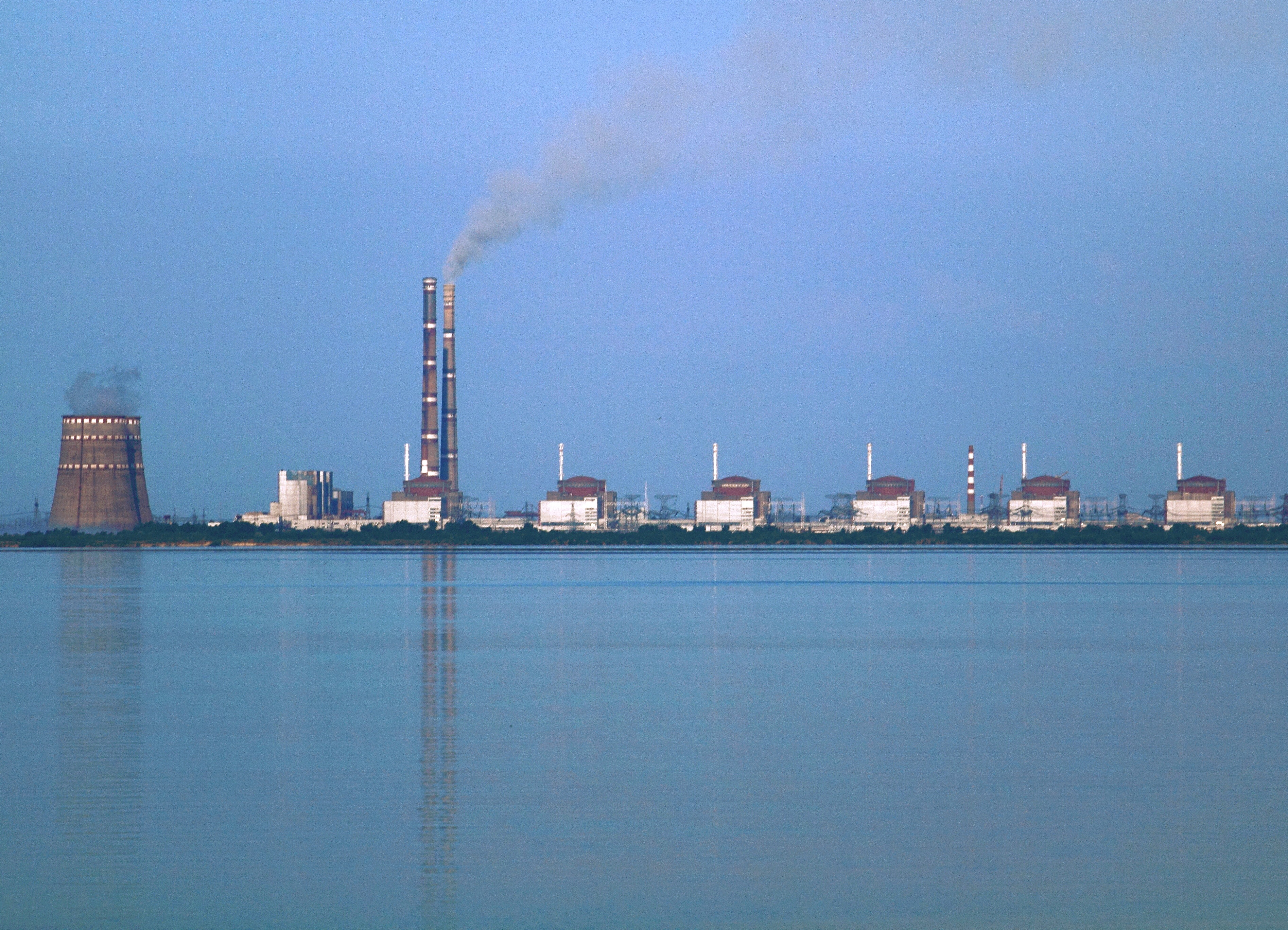
Centrale nucleare di Zaporižžja

L'Ucraina ha riserve significative di carbone (bacini del Donec e Leopoli-Volinia) e carbone bruno (bacino del Dnepr).
Sul Dnepr furono costruite le centrali idroelettriche (Kachovs'ka, Dniprovs'ka, Kanivs'ka, Kyivs'ka, ecc.). Solo il 58% del fabbisogno dell'Ucraina è rappresentato dalle proprie risorse di carburante, il resto viene importato (principalmente dalla Federazione Russa e dal Turkmenistan). Nel 2001 la struttura del consumo di elettricità e carburante era la seguente: 135,8 miliardi di kWh. Carbone e suoi prodotti - 64,2 milioni di tonnellate; gas naturale - 65,8 miliardi di metri cubi; condensa di petrolio e gas - 16,9 milioni di tonnellate.
L'Ucraina è stata la prima regione dell'Unione Sovietica a produrre il gas. A Dašava (regione di Leopoli) il gas iniziò a essere estratto negli anni '20. A quel tempo fu posato il gasdotto Dašava-Drohobyč. Quindi, da Dasava via Polonia a Berlino, dopo la guerra, il gasdotto fu smantellato e fu posato il gasdotto Dašava-Kiev, e successivamente Dašava-Mosca. Più tardi, un gasdotto a Leningrado fu posato attraverso Minsk. Dašava era uno dei più grandi giacimenti di gas dell'Unione Sovietica. Dopo Dašava, furono scoperti altri campi, ognuno dei quali aveva riserve di almeno 30 miliardi di metri cubi di gas (erano, quindi, abbastanza potenti), tra cui il giacimento Shebelinsky nei pressi di Shebelynka, villaggio nel distretto di Izyum (regione di Charkiv) e uno dei principali giacimenti ucraini. E nel 1973, la produzione ucraina di gas ha raggiunto il picco di 68 miliardi di metri cubi. Successivamente, la produzione è diminuita e oggi l'Ucraina produce 20-21 miliardi di metri cubi. Piccoli depositi di petrolio e gas naturale si trovano nella regione dei Carpazi e nel nord-est del Paese. Queste risorse energetiche possono essere utilizzate nelle centrali (Uhlehors'k, Kryvyj Rih, Burštyn, Zmijev, Kurachiv e altri).
L'Ucraina è una delle regioni a più alto consumo di energia, almeno il doppio della Germania rispetto al PIL. L'Ucraina è largamente dipendente dall'estero per quanto riguarda l'energia, anche quella nucleare. In media oltre il 55% dell'elettricità in Ucraina è generata da centrali nucleari (Rivne, Chmel'nyc'kyj, Zaporižžja e South Ukrainian). La centrale di Zaporižžja è il primo impianto nucleare e il più grande d'Europa. Nel 2006 il governo ha deciso di costruire 11 nuovi impianti nucleari per il 2030 per raddoppiare la capacità di produzione energetica nucleare.
Le fonti rinnovabili sono in rapida crescita. A partire dal 2012 le fonti di energia rinnovabile rappresentavano solo il 2% del consumo energetico del paese, nel 2017 sono salite a 6,7%. L'Ucraina si impegna a produrre l'11% di energia elettrica da fonti rinnovabili entro il 2020 e il 25% entro il 2035.
Nel 2005 la produzione era così suddivisa: nucleare 47%, termica 45%, idroelettrica, eolica e altre 8%.

### Industria aeromobile

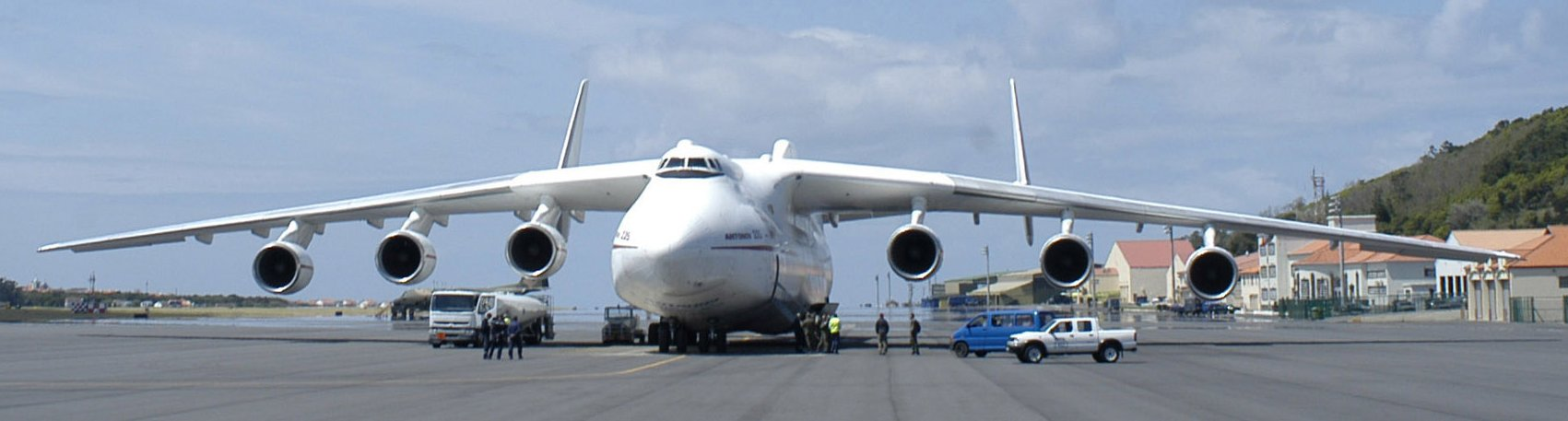
Antonov An-225 Mriya: produzione di Antonov, costruttrice di aeromobili con sede in Ucraina.

L'Ucraina possiede una delle ditte più famose di costruzioni di aeromobili, Antonov, che prima dell'indipendenza del Paese era una delle principali ditte produttrici sovietiche di aerei da trasporto, e dalle sue fabbriche sono usciti alcuni tra i velivoli più grandi mai realizzati come l'An-225 "Cossack".

### Industria aerospaziale
Dall'indipendenza l'Ucraina ha mantenuto la propria agenzia spaziale, rimanendo un partecipante attivo allo studio scientifico dello spazio e delle missioni di telerilevamento. Dal 1991 al 2007 l'Ucraina ha lanciato sei satelliti realizzati autonomamente, centouno veicoli di lancio e continua a progettare veicoli spaziali.
L'agenzia spaziale ha coordinato nel corso del tempo il lavoro di oltre quaranta imprese - "Juzhmaš", CB "Južnoe". M. Jangel, Communar, Hartron, Ukrcosmos, Obrij, Kyiv Radio Plant, una rete di centri di ricerca e istituti concentrati a Kiev, Dnipro, Charkiv, Leopoli, Černihiv e Crimea. Per gestire i satelliti in Ucraina è stato creato un unico complesso di controllo automatizzato terrestre (NACC), che comprende centri per il controllo dei voli di veicoli spaziali, la ricezione di informazioni scientifiche, la sua elaborazione, il controllo del campo di navigazione e dello spazio.
I principali prodotti ucraini sono i veicoli di lancio (dal pickup spaziale "Cyklon-3", che porta a bordo 600 kg di carico, al carrello "Zenit-3SL", che trasporta i satelliti in orbita), l'uso di missili balistici transcontinentali, missili PC-20 (SS-18 "Satana"), apparecchiature per le esigenze dello spazio (per esempio il compito di progettare e produrre sistemi di controllo dello spazio "Comparrus" per la ISS "Alpha", le apparecchiature di controllo radio nei moduli di servizio ISS "Zorya" e "Zvezda" attualmente in orbita).
Prospettive sull'aerospaziale ucraino: si stima che un dollaro investito in questo settore ne produca dieci. L'NSAU conclude fino a quattrocento contratti all'anno, guadagnando circa 700 milioni di $, e l'Ucraina è al quarto-quinto posto nei servizi di lancio: nei razzi ucraini i veicoli spaziali vengono consegnati in orbita, apportando entrate rilevanti denaro al budget stata. Per esempio la consegna in orbita tramite il veicolo di lancio europeo Arianne costa circa $100 milioni e l'Ucraina produce anche unità di attracco per tutti i veicoli spaziali che arrivano alla Stazione Spaziale Internazionale. L'Ucraina partecipa a progetti spaziali internazionali: Dnipro, Sea Start, Ground Launch, Cyclone-4, Antares, Vega e altri.

### Trasporti

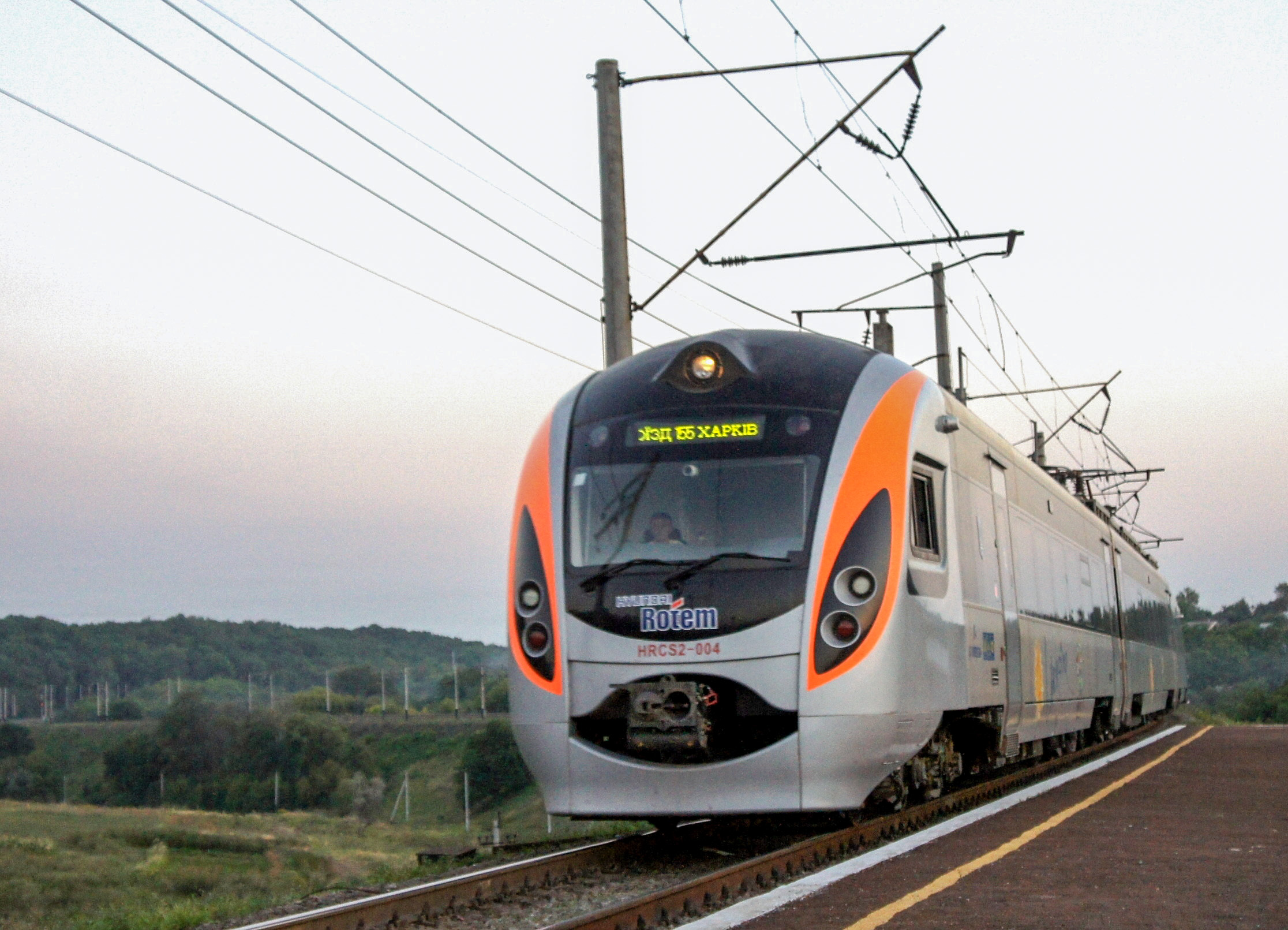
Unità multipla HRCS2. Il trasporto ferroviario è utilizzato estensivamente in Ucraina.

Il trasporto in Ucraina comprende trasporti di terra (via strada e ferrovia), di acqua (via mare e via fiume) e di aria.

#### Navigazione
Il trasporto marittimo internazionale è svolto principalmente tramite il porto di Odessa, da qui salpano regolarmente traghetti per Istanbul, Varna e Haifa. La maggiore compagnia di traghetti attualmente operante su queste tratte è Ukrferry. Nel Paese sono presenti 1672 km di vie d'acqua navigabili su 7 fiumi, principalmente il Danubio, il Dnepr e il Pryp"jat'; la superficie di tutti i fiumi ucraini ghiaccia durante l'inverno (solitamente da dicembre a marzo), limitando la navigazione. Tuttavia sul Dnepr sono in esercizio navi rompighiaccio, almeno in prossimità di Kiev.

#### Strade

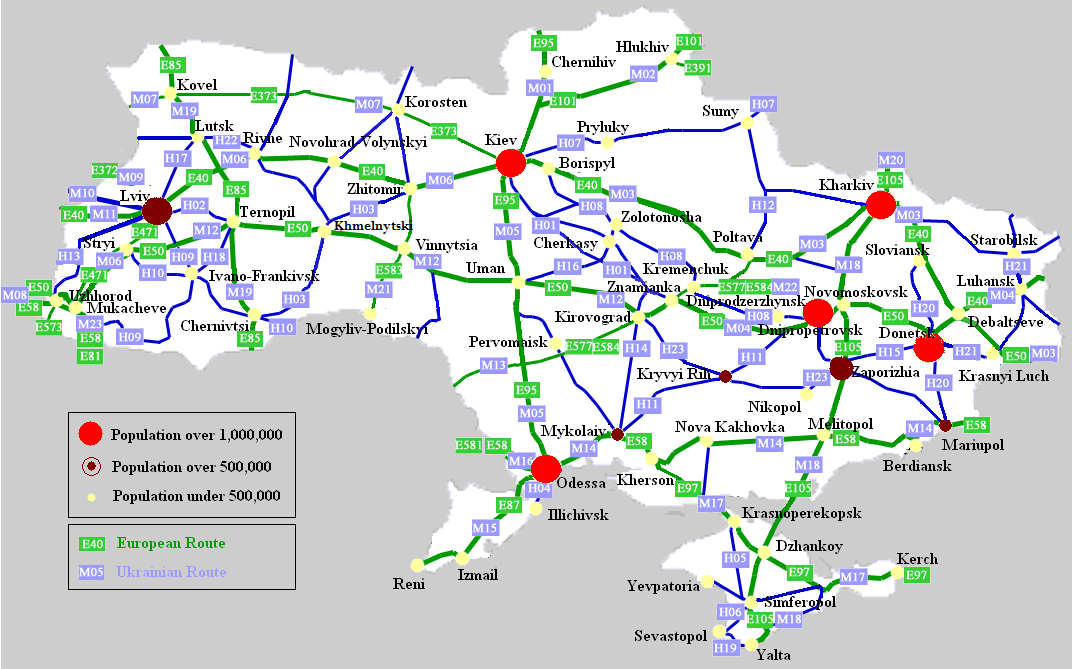
Rete autostradale ucraina

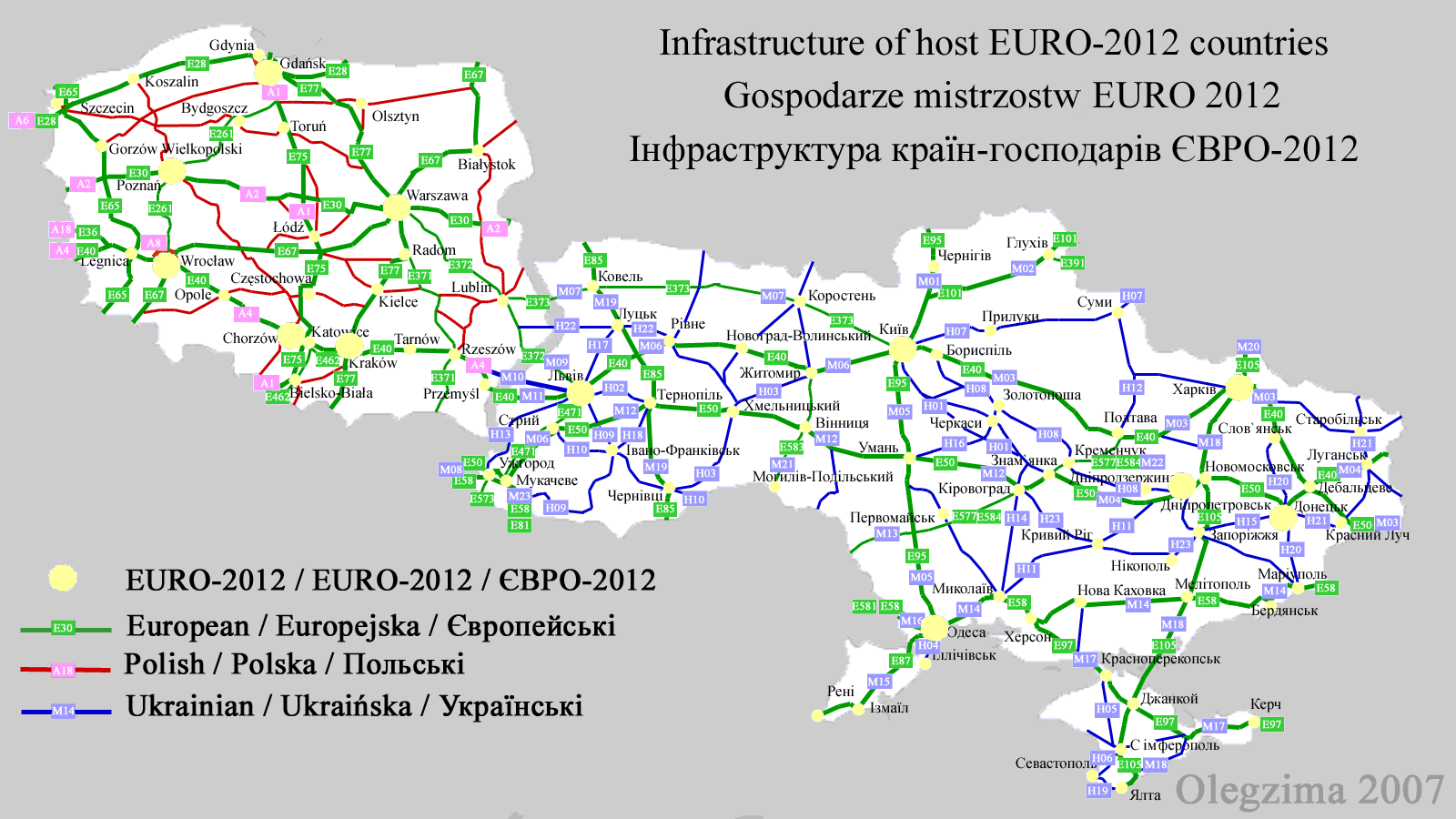
Allargamento della rete autostradale per Euro 2012

La maggior parte delle infrastrutture risale al periodo sovietico, ma tali infrastrutture sono in parte obsolete.
La rete stradale ucraina collega tutti i maggiori centri del Paese, ma per gli standard europei è considerata di bassa qualità. In totale le strade asfaltate dell'Ucraina si snodano per una lunghezza di 164732 km.
Per questo motivo era stato programmato un allargamento della rete autostradale in vista dei campionati europei di calcio del 2012.

#### Ferrovie
La rete ferroviaria ucraina costituisce il vero mezzo di comunicazione fra i maggiori centri urbani, le zone portuali, i maggiori centri industriali e i paesi vicini. La maggiore concentrazione di collegamenti si trova nella zona del Donbass (il bacino del Donec, a est). Nonostante il trasporto merci su rotaia sia calato del 7,4% dal 1994 al 1995 l'Ucraina è ancora uno dei Paesi del mondo dove è più massiccio l'uso del mezzo ferroviario. La rete totale si estende per 22473 km di cui 9 259 elettrificati.

#### Compagnie aeree nazionali
La compagnia di bandiera dell'Ucraina è la Ukraine International Airlines. In passato la principale compagnia aerea era la Aerosvit Airlines, fallita nel 2012.
Le altre sono SkyUp, Ukrainian Mediterranean Airlines, Wind Rose Aviation, Dniproavia, South Airlines, Motor Sich Airlines, Yanair, AtlasGlobal Ukraine e Bukovyna Airlines.

### Telecomunicazioni
In Ucraina sono stati in aggiunta alla tradizionale rete telefonica pubblica, che è del 76% (2006) dello Stato (fino al 2011), fornitore dell'Ukrtelecom, anche dominato GSM - reti di comunicazioni mobili impostate.
Le più grandi reti mobili sono attualmente:
- Kyivstar / Djuice / Mobilitsch (2G: GSM)
- MTS (UMC) / Jeans / Sim-Sim (2G: GSM)
- Vita:) (2G: GSM)
- 3Mob (3G: UMTS)
- PEOPLEnet (3G: CDMA2000 1 × EV-DO)
- Intertelecom (3G: CDMA2000 1 × EV-DO)

Ukrtelecom ha lanciato nel novembre 2007 la prima rete mobile UMTS in Ucraina, che dal 2011 opera come 3Mob. La privatizzata Ukrtelecom nel 2011 è di proprietà di maggioranza della holding SCM dell'oligarca Rinat Akhmetov.[187] Nell'inverno 2014-2015 saranno vendute tre licenze per lo standard mobile UMTS. Queste reti saranno operative al più presto nell'estate 2015.

### Turismo

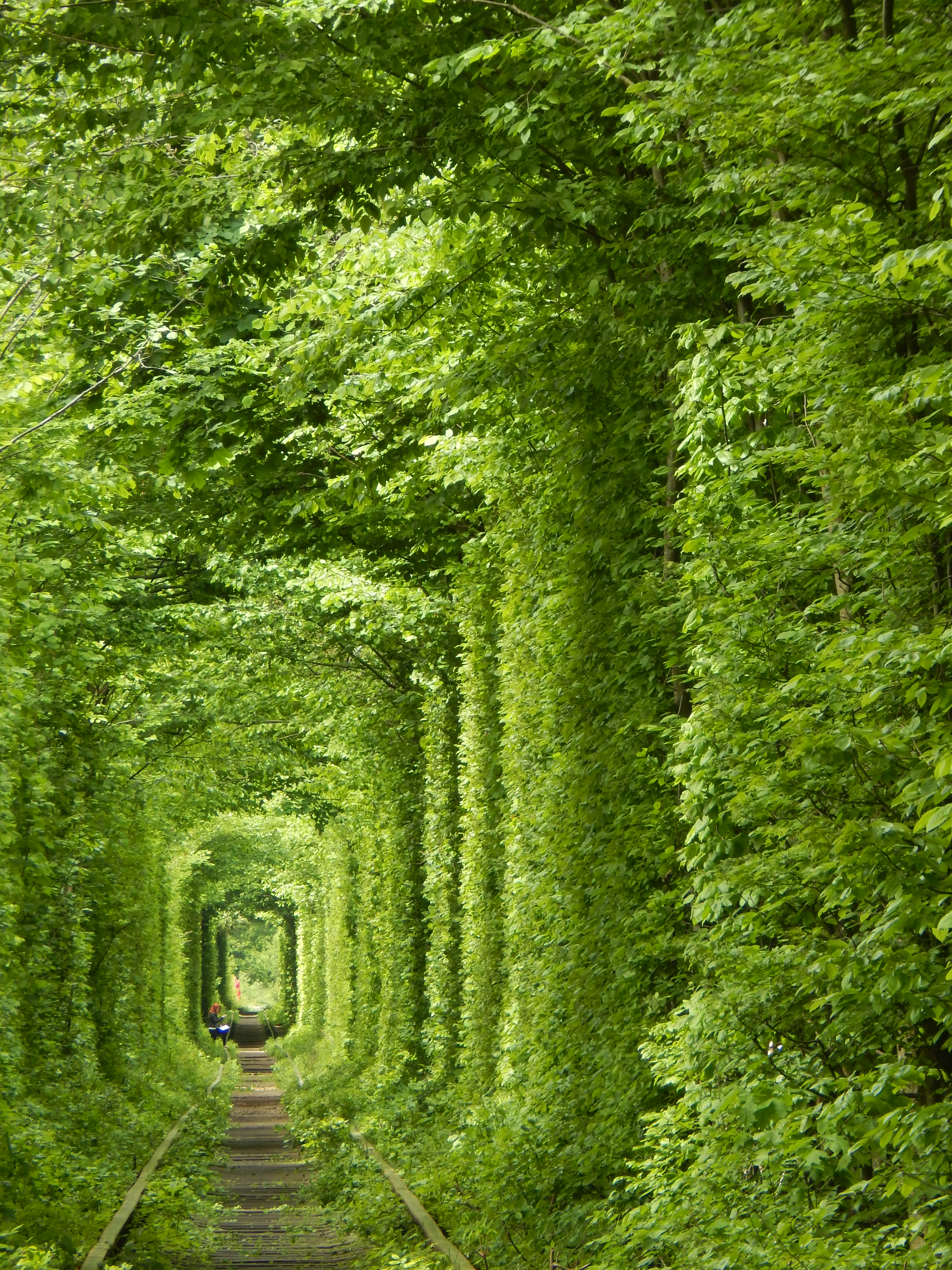
Tunnel dell'amore di Klevan

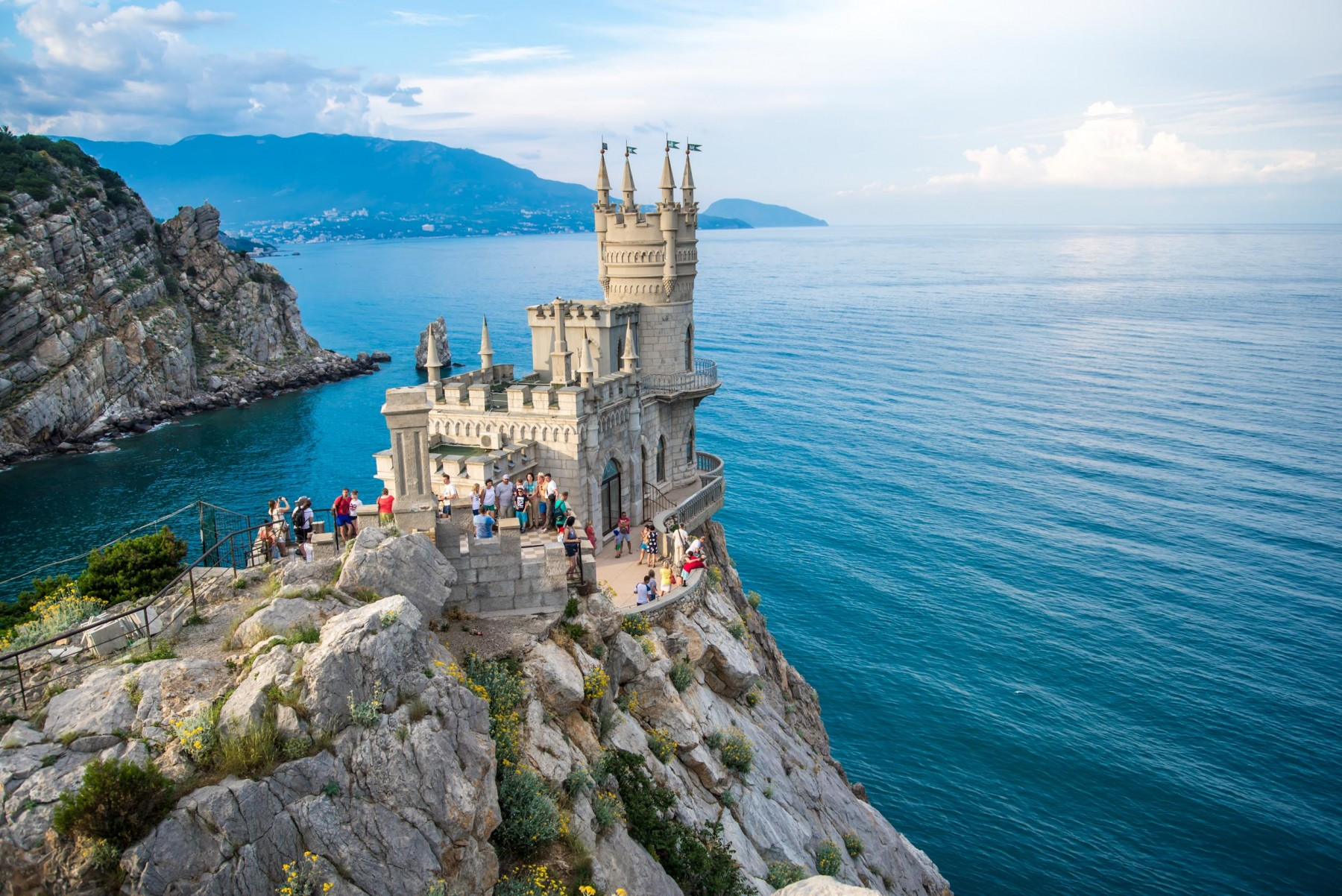
Nido di rondine (Crimea)

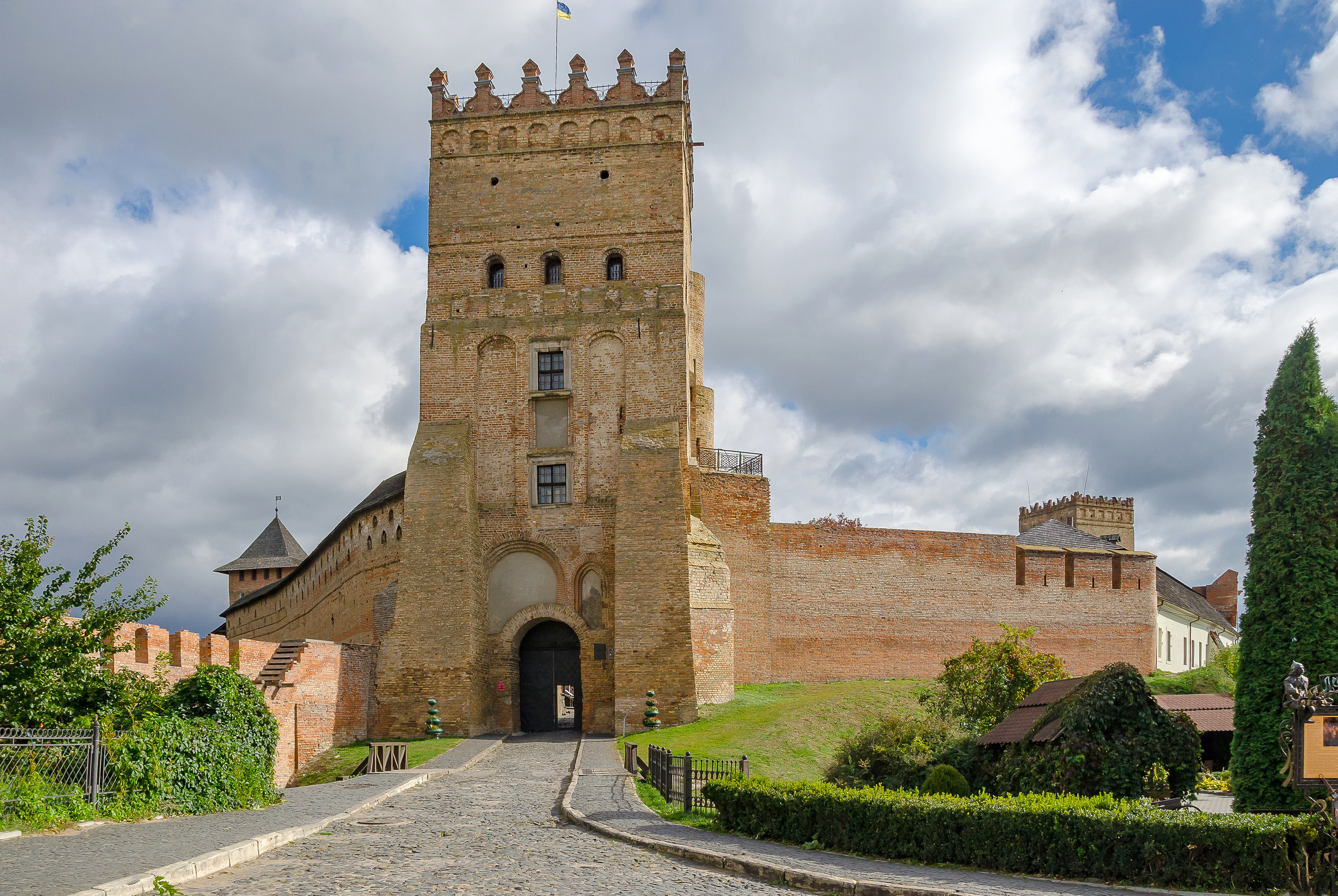
Castello di Luc'k

Secondo l'Organizzazione mondiale del turismo (UNWTO), l'Ucraina è stata tra i primi dieci Paesi per numero di visite, classificandosi all'ottavo posto nel 2008. Più di venti milioni di turisti hanno visitato il paese ogni anno (25,4 milioni nel 2008), principalmente dell'Europa orientale, nonché dell'Europa occidentale, degli Stati Uniti e del Giappone. L'Ucraina possiede molte attività ricreative dal turismo sportivo (come lo sci) a viaggi cognitivi, basati sulla ricca storia archeologica e religiosa del Paese. Numerosi centri benessere situati praticamente in tutte le regioni dell'Ucraina si potrebbero affermare in futuro.
Una delle principali destinazioni turistiche in Ucraina è la capitale Kiev, che oltre a molti monumenti storici, offre anche una moderna e vivace vita culturale. Sin dai tempi dello zar la costa del Mar Nero è stata utilizzata come area ricreativa, in particolare la penisola di Crimea, che è stata trasferita alla SSR Ucraina nel 1954. Oltre all'eredità culturale di numerosi popoli (greci, tatari di Crimea, genovesi), la Crimea offre un clima subtropicale e una moltitudine di palazzi e sanatori. La Crimea è stata fino al 2014 la scena del festival annuale della musica dance elettronica Kazantip.
Nell'ovest dell'Ucraina la città di Leopoli con il suo centro storico protetto dall'UNESCO merita una visita. Negli adiacenti Carpazi ucraini ci sono, oltre alla natura impressionante, tradizionali centri termali come Truskavec' o stazioni sciistiche come Slavske.
Le escursioni nella zona contaminata di Černobyl', a nord di Kiev, si sono recentemente affermate come una forma di turismo estremo.
Nel territorio ci sono numerosi parchi nazionali come il parco di Sofiïvka, un popolare sito turistico e ricreativo visitato ogni anno da circa 500 000 persone.

## Ambiente

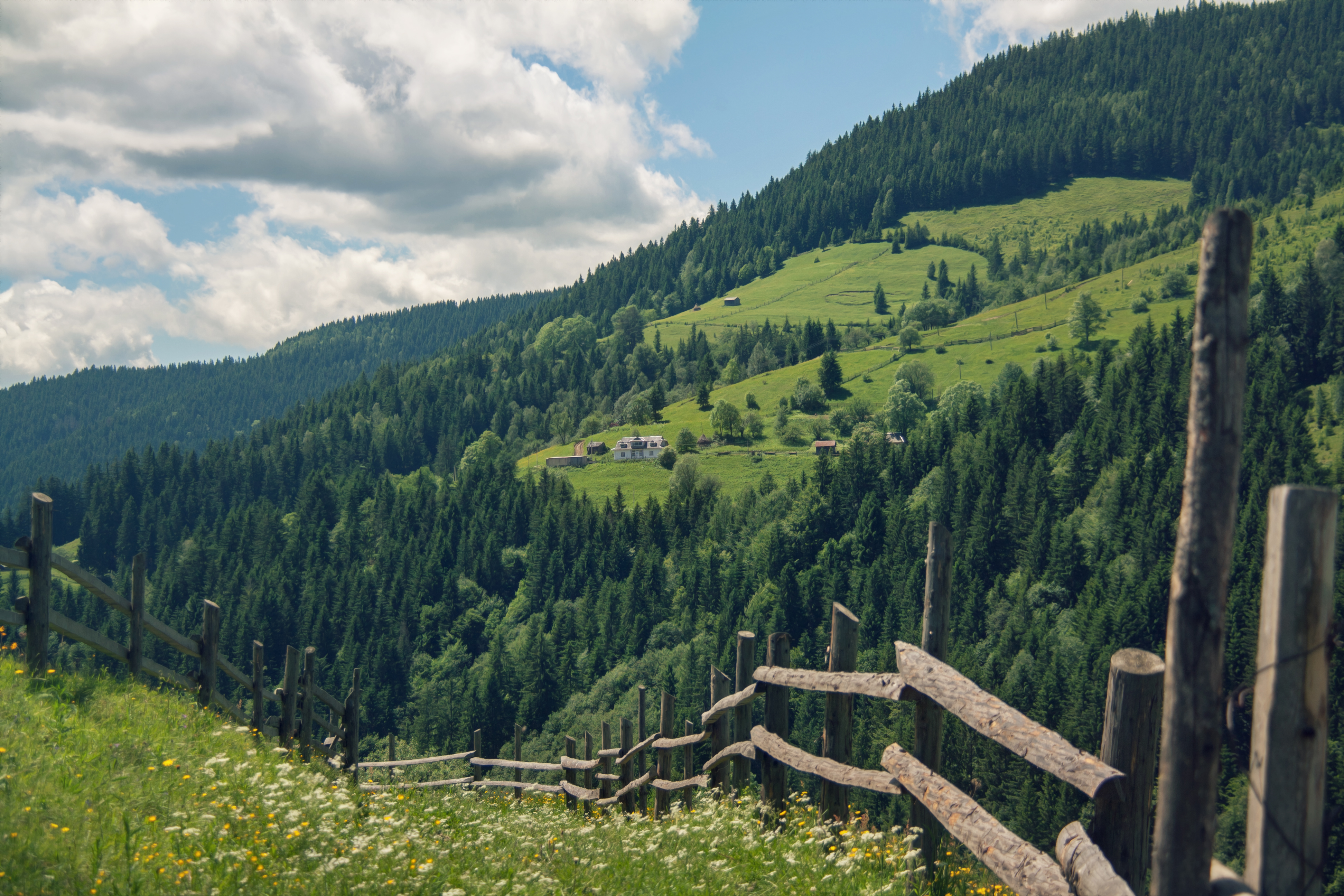
Il paesaggio nei Carpazi ucraini

### Flora
Nei Carpazi esistono le ultime foreste vergini temperate dall'umidità. Dal luglio 2007 fanno parte del Patrimonio Naturale Mondiale dell'UNESCO. Quasi il 16% della superficie del paese è boscoso (principalmente di faggi, pini, betulle, pioppi, querce, ontani, aceri). Oltre ai Carpazi, il bacino del Dnepr e il bacino del Pryp"jat' rappresentano gli ecosistemi più importanti. Cetrioli, pomodori, peperoni, cipolle, legumi e melanzane sono le verdure più coltivate. I frutti tipici includono uva, pere, meloni, pesche, prugne e albicocche. Il raccolto più importante è il grano. Oltre al grano, si coltiva anche segale, orzo, patate, mais e, soprattutto, grano saraceno.

### Fauna

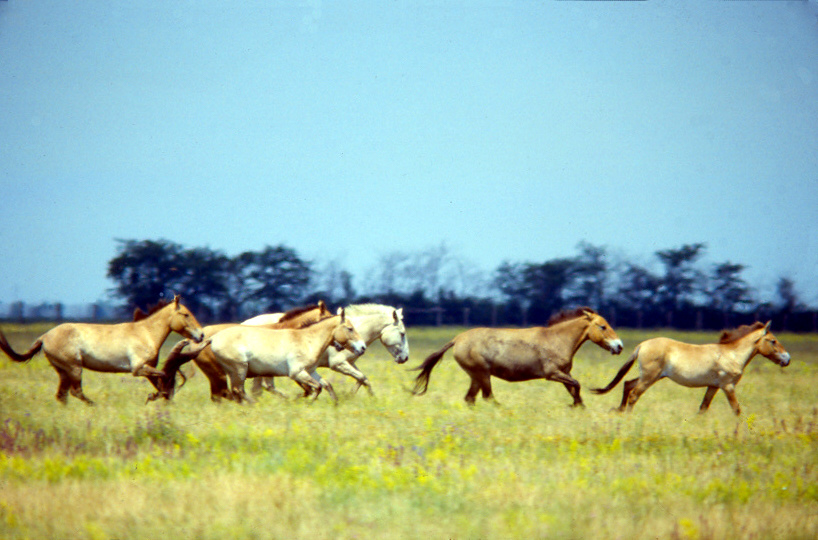
Cavalli di Przewalskii nell'Askanija-Nova (riserva naturale)

Oltre alla biodiversità naturale (fagiani, gru, pavoni), nell'area naturale protetta Askanija-Nova si trovano anche animali esotici come lo struzzo africano. Tra gli animali da riproduzione tradizionali della Crimea c'è il cammello. Le acque marine attorno alla Penisola ospitano alcune specie di delfini e balene. Tartarughe, lucertole e serpenti sono presenti in tutto il Paese. Procioni, cinghiali, orsi, lupi e cervi vivono nelle foreste e sono comuni nell'Ucraina occidentale e settentrionale. Ad Askanija-Nova ci sono oltre 100 esemplari del cavallo Przewalskii, una specie in via di estinzione che è stata introdotta dalla Mongolia in Europa a partire dal 1900 circa. Fino a duecento anni fa i tarpan vivevano allo stato selvatico in Ucraina, fino a quando non vennero eliminati. Il bestiame da steppa ucraino era diffuso in Ucraina fino all'inizio del XX secolo.

### Conservazione
A seguito di gravi disastri ambientali come il disastro nucleare di Černobyl' e l'incidente causato da una petroliera nel Mar Nero, il governo si è prefissato l'obiettivo di attuare le riforme di conservazione della natura. In Ucraina ci sono diciotto parchi nazionali ed è presente una società di conservazione della natura ucraina.

## Bandiera

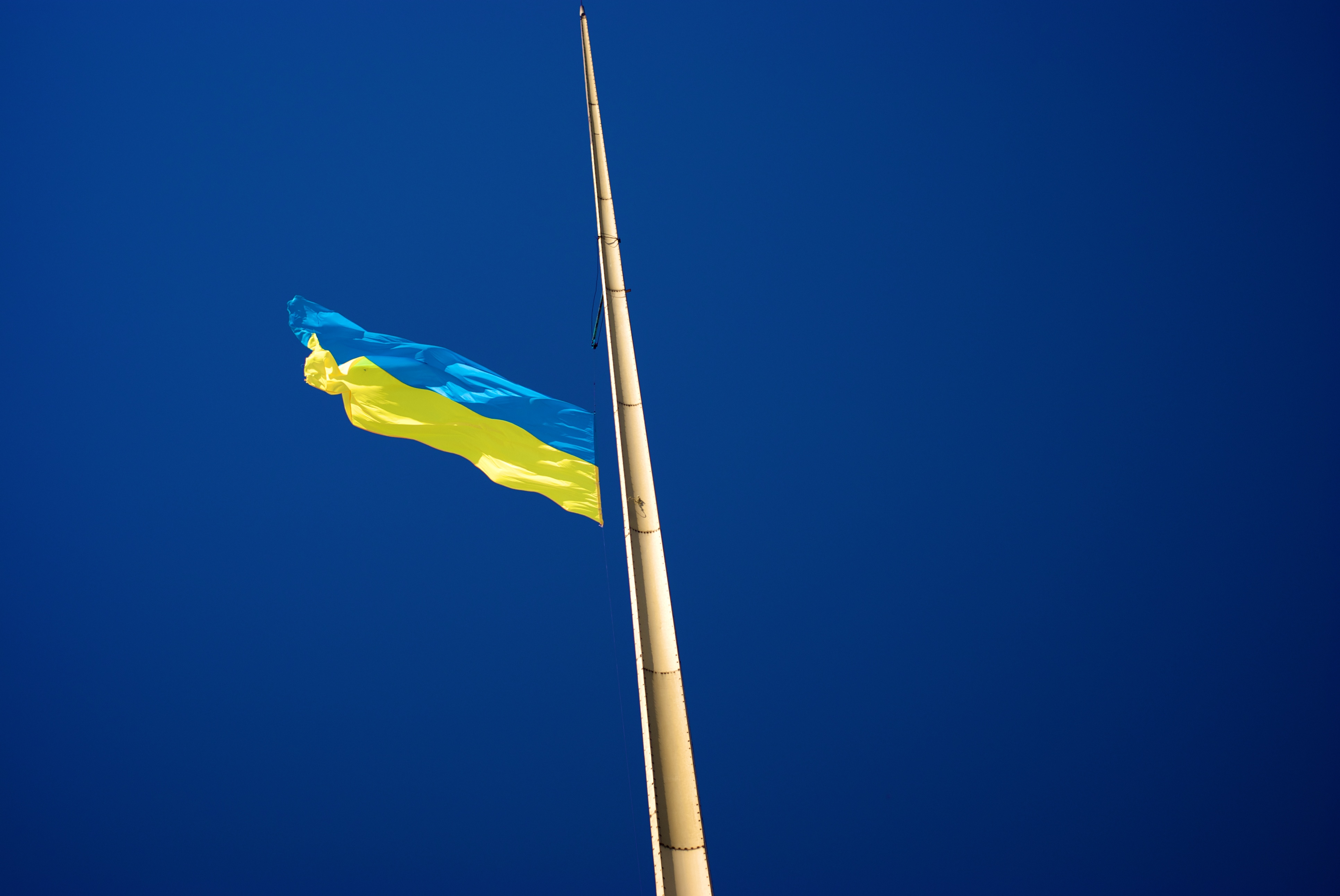
Bandiera ucraina

La bandiera dell'Ucraina è rettangolare con proporzioni 2:3. Presenta due bande orizzontali di uguali dimensioni blu (sopra) e oro (sotto). I colori sono mutuati dalle armi del principato di Galizia, ovvero un leone d'oro in campo blu. Apparsa per la prima volta nella forma attuale nel 1848, è stata adottata ufficialmente nel gennaio 1918 durante il breve periodo di indipendenza; è stata reintrodotta in maniera definitiva il 21 gennaio 1992, con la dissoluzione dell'Unione Sovietica e la proclamazione della sovranità nazionale.
Nella tradizione popolare i colori indicano il cielo (blu) e il frumento (oro), una delle principali risorse del paese.

## Inno nazionale
L'inno nazionale dell'Ucraina, Šče ne vmerla Ukraïny, è stato scritto nel 1862 dal poeta ucraino Pavlo Čubynskyj, su musica composta nel 1863 dal sacerdote greco-cattolico Mychajlo Verbyc'kyj. Venne adottato come inno nazionale ucraino nel 1996.

## Cultura
La cultura ucraina è una ricca e variegata fusione di tradizioni antiche e moderne, influenzata dalle culture vicine e dalle proprie radici storiche e folcloristiche. L'Ucraina ha una lunga storia che risale a oltre 1.000 anni, e ha subito molte influenze culturali durante questo periodo. La sua cultura è nota per la sua arte, la musica, la letteratura, l'architettura, la cucina e il folklore, e molti di questi elementi sono strettamente legati alle celebrazioni religiose e tradizionali. La chiesa ortodossa ucraina è una delle istituzioni più importanti del paese, e la fede ortodossa è molto diffusa in tutta l'Ucraina. La musica popolare ucraina è caratterizzata da melodie emotive e malinconiche, spesso accompagnate da strumenti tradizionali come il bandura, mentre la danza tradizionale ucraina è conosciuta per la sua energia e i costumi colorati. Inoltre, la cucina ucraina è ricca di sapori unici e piatti saporiti come il borsch, il varenyky (ravioli) e il salo (pancetta di maiale).

### Patrimoni dell'umanità

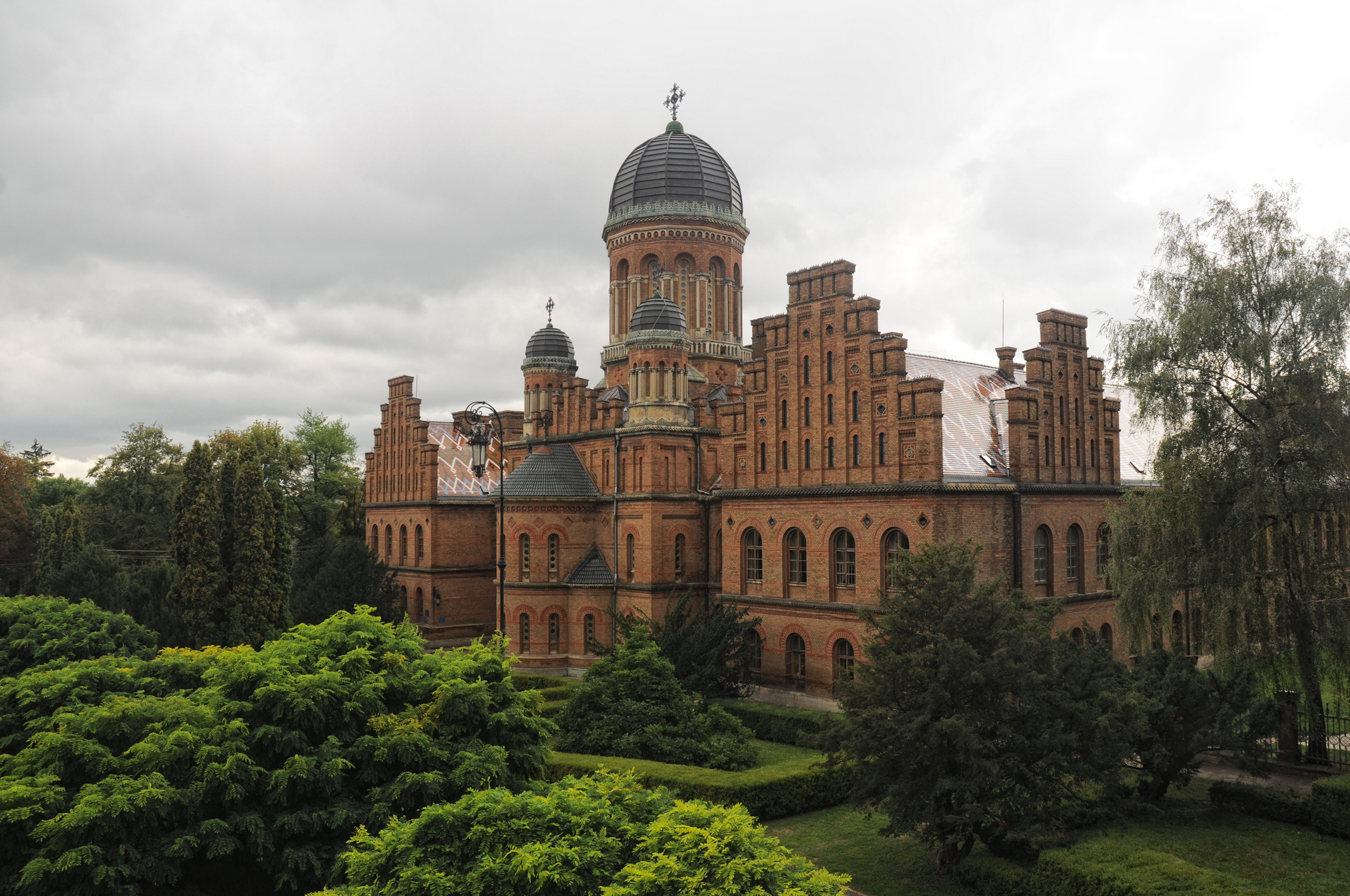
Residenza dei metropoliti bucovini e dalmati

I beni di interesse culturale protetti dall'UNESCO sono:
- Dal 1990 - Kiev: Cattedrale di Santa Sofia e relative costruzioni monastiche, Kyjevo-Pečers'ka Lavra
- Dal 1998 - Leopoli - il complesso del centro storico
- Dal 2005 - Arco geodetico di Struve
- Dal 2007 - Antiche faggete primordiali dei Carpazi e di altre regioni d'Europa
- Dal 2011 - Residenza dei metropoliti bucovini e dalmati, Černivci
- Dal 2013 - Antica città del Chersoneso Taurica e la sua Chora
- Dal 2013 - Tserkvas in legno della regione dei Carpazi in Polonia e Ucraina
- Dal 2023 - Centro storico di Odessa

### Letteratura

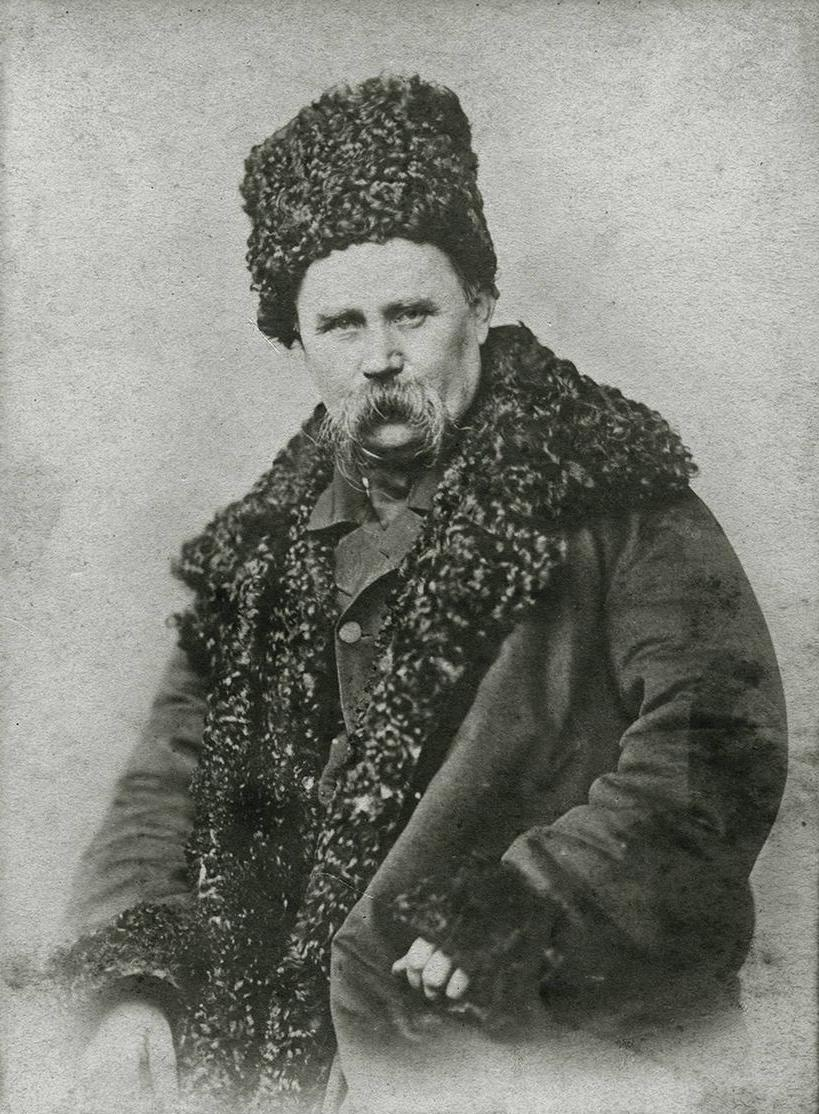
Taras Hryhorovyč Ševčenko.

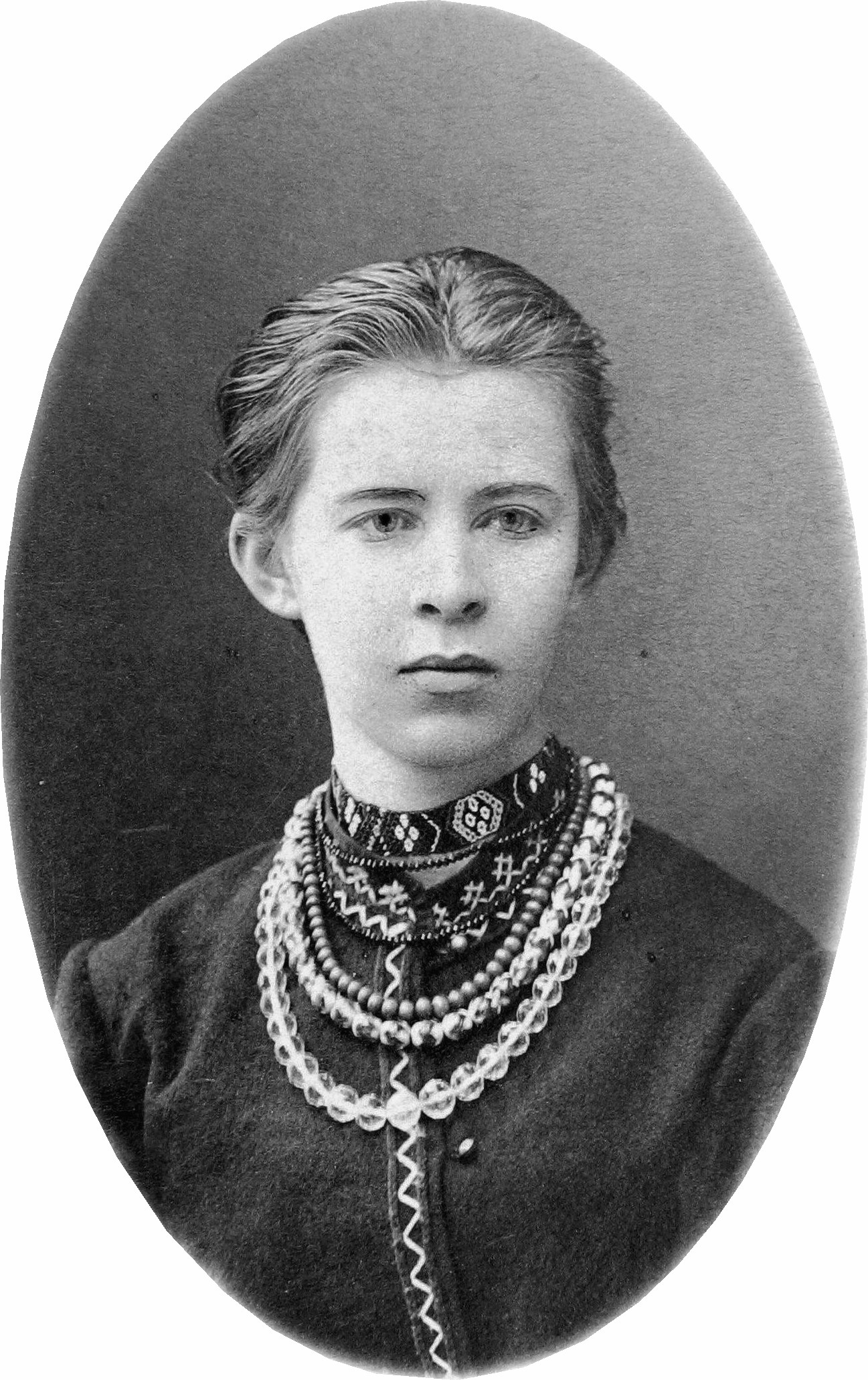
Lesja Ukraïnka

Una letteratura propria dell'Ucraina si afferma già nel XV secolo. La letteratura ucraina raggiunge il massimo splendore con Ivan Franko e soprattutto con il poeta nazionale ucraino Taras Hryhorovyč Ševčenko, autore di ballate e poemi epici di stampo nazionale. Nel XX secolo si afferma, tra gli altri, la figura della poetessa Lesja Ukraïnka. Tra il XX e il XXI secolo tra gli scrittori di storie per bambini si distinse Vsevolod Nestajko. Volodymyr Mel'nykov è uno dei più famosi prosatori ucraini moderni . Prevale, inoltre, un tipo di scrittura di carattere sociale e nazionalpopolare.

### Filosofia e storia
In campo filosofico, nel XVIII secolo, tra gli altri, si afferma la figura di Hryhorij Skovoroda (1722-1794), che fu anche poeta. In ambito storico, tra la fine del XIX secolo e il XX secolo, spicca la figura di Mychajlo Serhijovyč Hruševs'kyj, importante esponente della rinascita nazionale ucraina.

### Musica
Tra le cantanti ucraine si possono ricordare Sofija Rotaru, Alina Hrosu e la cantante Loboda per il dance pop. Da ricordare anche Ruslana Lyžyčko, che con il singolo Wild Dances ha vinto l'Eurovision Song Contest 2004, svoltosi in Turchia. In seguito l'Ucraina vinse nuovamente l'Eurofestival sia nel 2016 con Jamala che nel 2022 con la Kalush Orchestra, rispettivamente con i brani 1944 e Stefania. Tra i cantautori spicca Volodymyr Ivasjuk e nota cantante lirica è stata Solomija Krušel'nyc'ka. E ancora il tenore Anatolij Solov'janenko. Per la musica classica da ricordare la pianista Valentyna Lysycja ed il compositore Valentyn Syl'vestrov. Ma spicca, in particolare, Stefanija Ivanivna Turkevyč-Lukijanovyč, la prima donna compositrice dell'Ucraina.

### Folclore e mitologia
Per folclore ucraino s'intendono le tradizioni popolari sviluppatesi in Ucraina e tra il popolo ucraino. In ambito mitologico spicca la figura di Berehynja, tipico spirito femminile: il nazionalismo ucraino romantico, verso la fine del XX secolo, si concentrò intorno questo mito.

### Costumi
La varietà dei costumi tradizionali riflette l'eterogeneità geografica e storica del paese e la diversità delle sue etnie. I costumi tradizionali ucraini includono abiti per ogni occasione, dalle feste di matrimonio e battesimo alle celebrazioni di primavera e raccolti.
Uno dei costumi tradizionali più famosi dell'Ucraina è la "vyšyvanka", la camicia ricamata a mano con disegni colorati. Questo capo d'abbigliamento è stato ampiamente adottato come simbolo di nazionalismo e identità ucraina.
In generale, i costumi tradizionali ucraini si caratterizzano per la presenza di colori vivaci, motivi geometrici e ricchi decori. Le donne indossano gonne lunghe, bluse ricamate e copricapi decorati, mentre gli uomini vestono pantaloni larghi, camicie e cappelli di pelliccia. Anche l'abbigliamento tradizionale delle diverse regioni ucraine ha le proprie caratteristiche e differenze.
Oggi, i costumi tradizionali sono spesso utilizzati in occasione di eventi culturali e festival, e sono diventati un simbolo di orgoglio nazionale e identità culturale per gli ucraini.

### Cinema
In ambito cinematografico spicca il regista Aleksandr Petrovič Dovženko e l'attore e anche regista Leonid Fёdorovič Bykov.

### Scienza

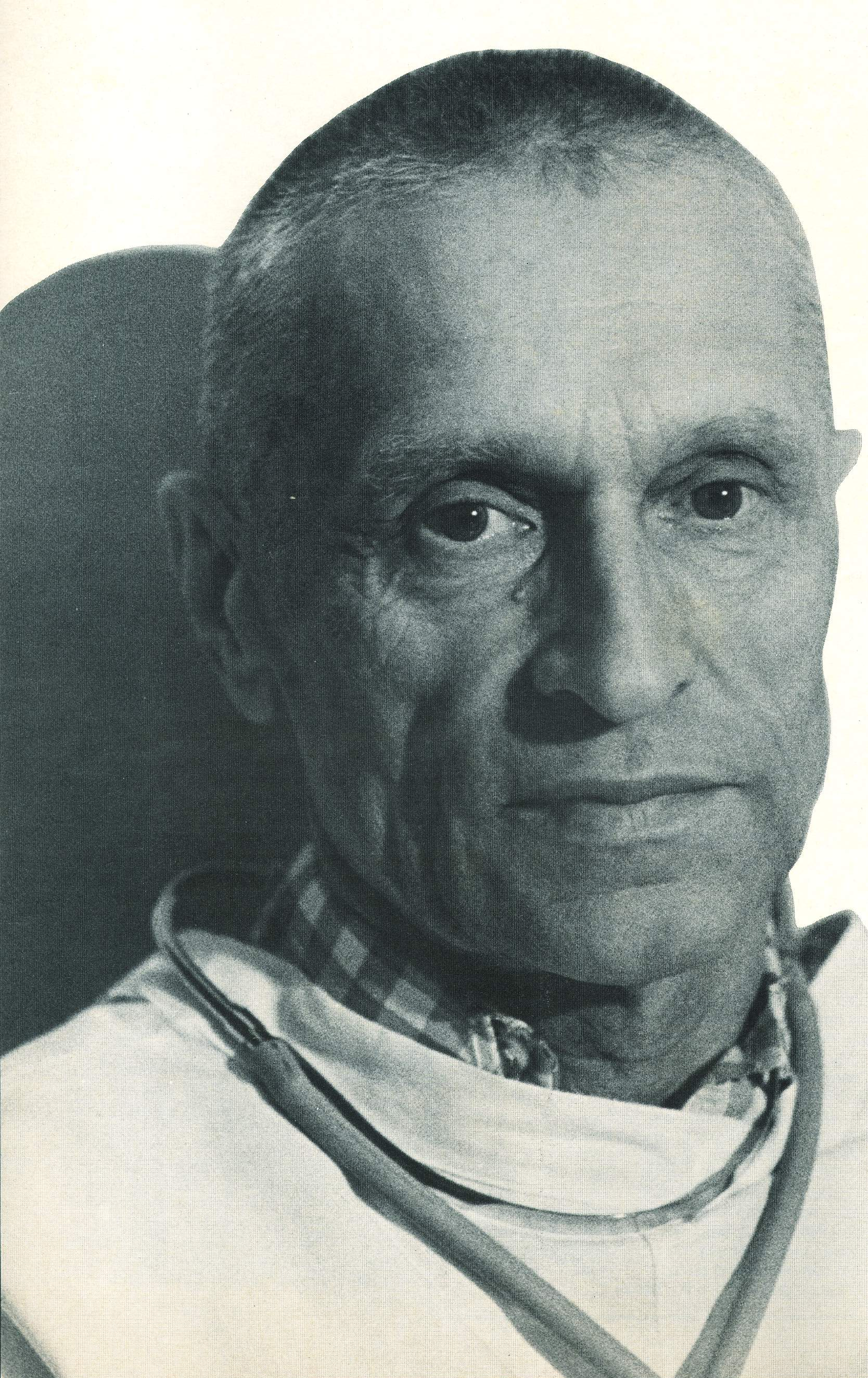
Il cardiochirurgo Nikolaj Michajlovič Amosov.

In ambito scientifico vengono ricordate la figura del cardiochirurgo Nikolaj Michajlovič Amosov (1913-2002), tra i pionieri della chirurgia toracica sovietica, e di Il'ja Il'ič Mečnikov, premio Nobel per la medicina nel 1908, per la sua scoperta sul meccanismo della fagocitosi.

#### Ucraina nello spazio
- 31 agosto 1995: viene lanciato Sich 1, il primo satellite lanciato dall'Ucraina
- 19 novembre 1997: Leonid Kadenjuk è il primo cosmonauta dell'Ucraina indipendente ad andare nello spazio.
- 26 gennaio 2024: Lina Borozdina[120][121] è la prima donna ucraina a volare nello spazio

### Media
Tra le radio presenti in Ucraina, è presente Armija FM.

## Festività e ricorrenze nazionali
| Data      | Nome                                                           | Significato                                             |
| --------- | -------------------------------------------------------------- | ------------------------------------------------------- |
| 28 giugno | Giorno della Costituzione dell'Ucraina                         | Celebra la Costituzione Ucraina del 1996                |
| 23 agosto | Giorno della bandiera nazionale dell'Ucraina                   | Celebra l'indipendenza dell'Ucraina dall'URSS, nel 1991 |
| 24 agosto | Festa nazionale: Giorno dell'indipendenza dell'Ucraina         | Celebra l'indipendenza dell'Ucraina dall'URSS, nel 1991 |
| 26 aprile | Giornata Internazionale della Memoria del Disastro di Cernobyl | Commemorazione del Disastro di Černobyl' del 1986       |

## Sport

### Pugilato

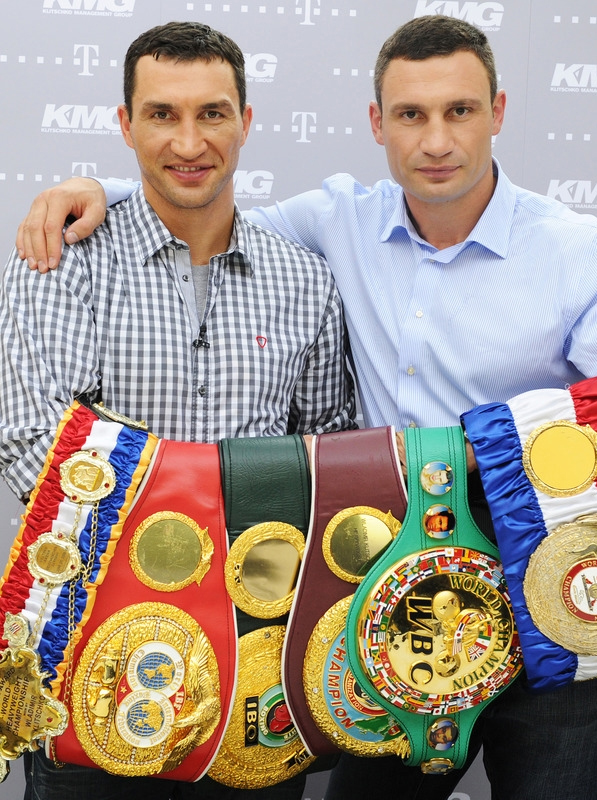
I fratelli Volodymyr e Vitalij Klyčko

Uno degli sport più popolari e seguiti in Ucraina è il pugilato: tra le personalità che si sono maggiormente distinte in questa disciplina vi sono gli ex campioni del mondo Volodymyr Klyčko e Vitalij Klyčko e gli attuali campioni Oleksandr Usyk e Vasyl' Lomačenko.

### Calcio

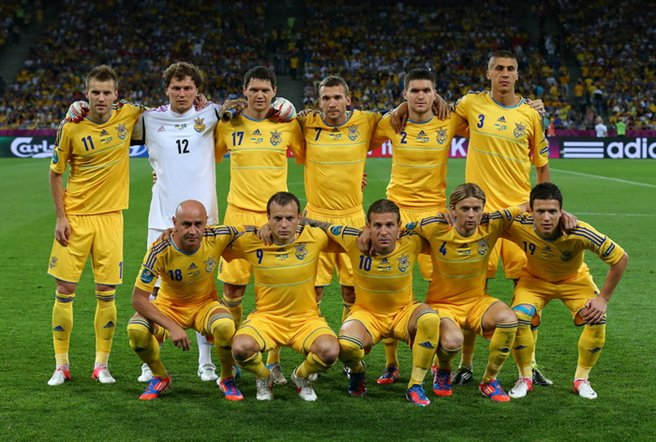
Nazionale di calcio dell'Ucraina

L'Ucraina, come le altre ex Repubbliche sovietiche, ha beneficiato dell'attenzione data dal governo dell'URSS all'educazione fisica. Questa politica ha lasciato all'Ucraina centinaia di stadi, palestre, piscine e altri tipi di impianti sportivi. Fra i molti sport praticati dagli ucraini il primato va al gioco del calcio. La massima serie del campionato ucraino di calcio è la Prem"jer-liha (Прем'єр-ліга) nota fino al 2008 come Vyšča Liha (Bища ліга).
Le squadre più note all'estero sono la Dinamo Kiev, per i trionfi in Coppa delle Coppe del 1974-1975 e 1985-1986 e della Supercoppa UEFA del 1975, il giocatore più famoso è anche il simbolo della nazionale ucraina: Andrij Ševčenko; tra gli altri importanti calciatori e allenatori spicca Valerij Lobanovs'kyj; lo Šachtar Donec'k, che vinse la Coppa UEFA nella stagione 2008-2009. La nazionale di calcio dell'Ucraina ha giocato la sua prima partita ufficiale nel 1992, mentre la sua prima partecipazione ai Campionati Mondiali è del 2006. L'Ucraina, assieme alla Polonia, ha ospitato i Campionati europei di calcio del 2012 (vedi anche Scelta della nazione organizzatrice della fase finale del Campionato europeo di calcio 2012).

### Atletica
Serhij Bubka di Luhans'k è stato sei volte campione del mondo e campione olimpico nel salto con l'asta. Ha stabilito un totale di 35 record mondiali e ha superato per 43 volte la misura di sei metri. Dal 2005 è presidente del Comitato olimpico dell'Ucraina. L’altista Jaroslava Mahučich nel 2024 alla tappa della Diamond League di Parigi fa registrare il nuovo record del mondo di specialità con la misura di 2.10m

### Scacchi
Ruslan Ponomarëv era nel 2002 FIDE campione del mondo; Anna Ušenina 2012, e Marija Muzyčuk 2015 campionesse del mondo di scacchi. La squadra nazionale è diventata campione del mondo nel 2001 e ha vinto le Olimpiadi degli scacchi del 2004 e le Olimpiadi degli scacchi del 2010. La selezione femminile ucraina ha vinto le Olimpiadi degli scacchi del 2006.

### Giochi olimpici
L'Ucraina ha fatto il suo debutto ai Giochi olimpici come Stato indipendente alle Olimpiadi invernali di Lillehammer del 1994. Fino a tutto il mese d'agosto 2008, dopo avere partecipato a sole tre delle 25 Olimpiadi estive e quattro delle 22 Olimpiadi invernali, l'Ucraina si è piazzata al 35º posto per numero di medaglie vinte nel conteggio del medagliere complessivo dei Giochi olimpici.
La prima medaglia d'oro olimpica per l'Ucraina (dall'indipendenza) venne conquistata da Oksana Bajul, nel pattinaggio artistico su ghiaccio, ai Giochi olimpici invernali di Lillehammer 1994. La prima medaglia olimpica dell'Ucraina fu invece la medaglia di bronzo vinta da Valentyna Cerbe-Nesina, nel biathlon, ai Giochi olimpici invernali di Lillehammer 1994.

### Motociclismo
Le città di Leopoli e Rivne sono note a livello internazionale per la disciplina dello Speedway. Le gare di Coppa del Mondo sono già state disputate più volte in entrambe le città.

## Tradizioni

### Gastronomia

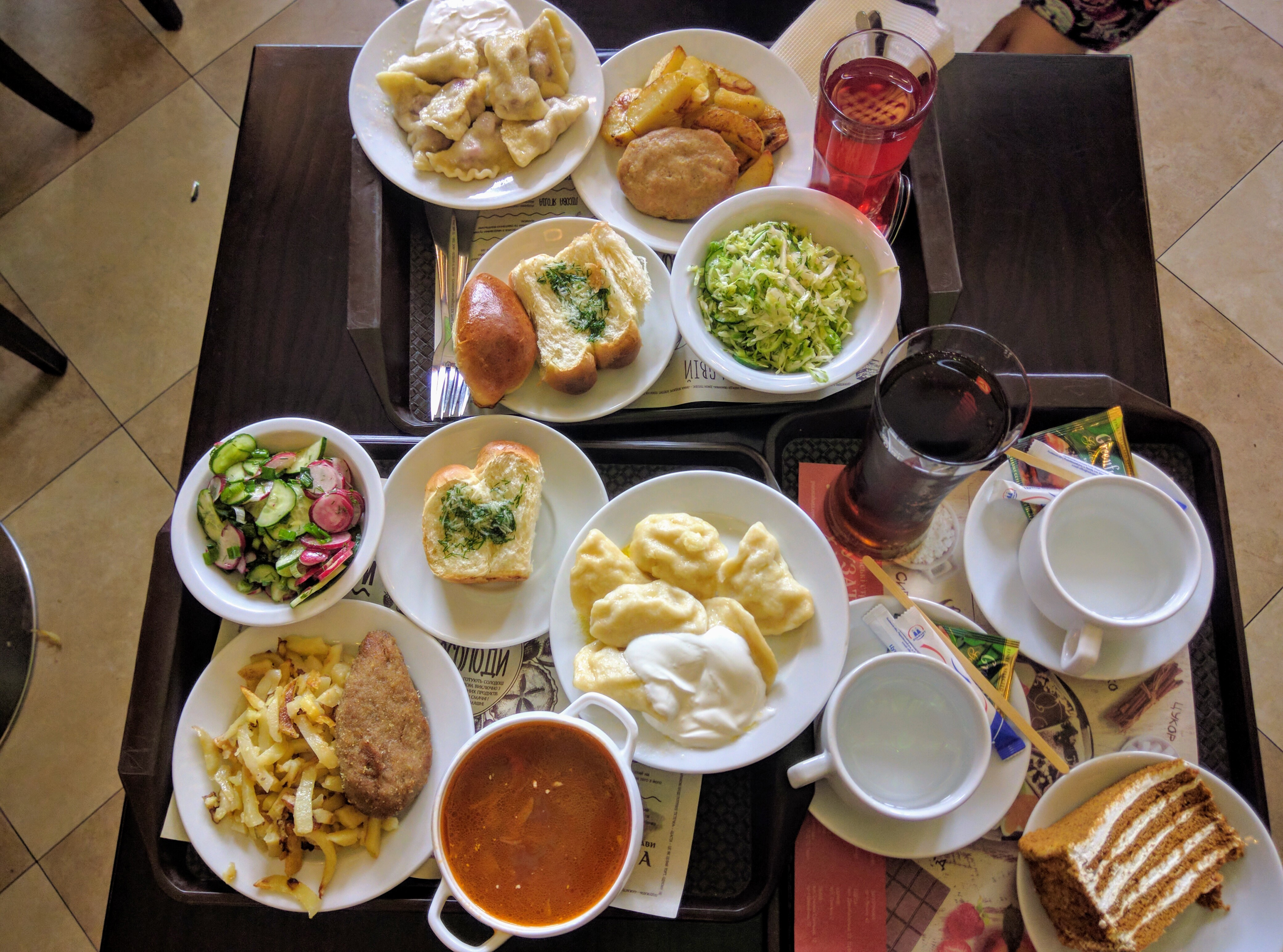
Piatti tipici ucraini

La cucina ucraina è parte integrante della cultura ucraina e si riflette nello stile di vita e negli usi e costumi di tutti gli ucraini. Si riconosce in modo particolare per la grande varietà di sapori e la diversità di ingredienti utilizzati. Gli ingredienti della cucina popolare sono per lo più carni, funghi, verdure, barbabietole, frutta e vari tipi di erbe. Alcuni piatti tipici della cucina ucraina sono tra i più semplici da preparare.

#### Bevande
Le bevande alcoliche sono molto diffuse, in particolare la horilka, un distillato chiaro di frumento e segale. I cibi si accompagnano con vini, birra, vodka o tè.

## Filatelia
La prima emissione filatelica dell'Ucraina risale al 1990.